# Blues Music Awards

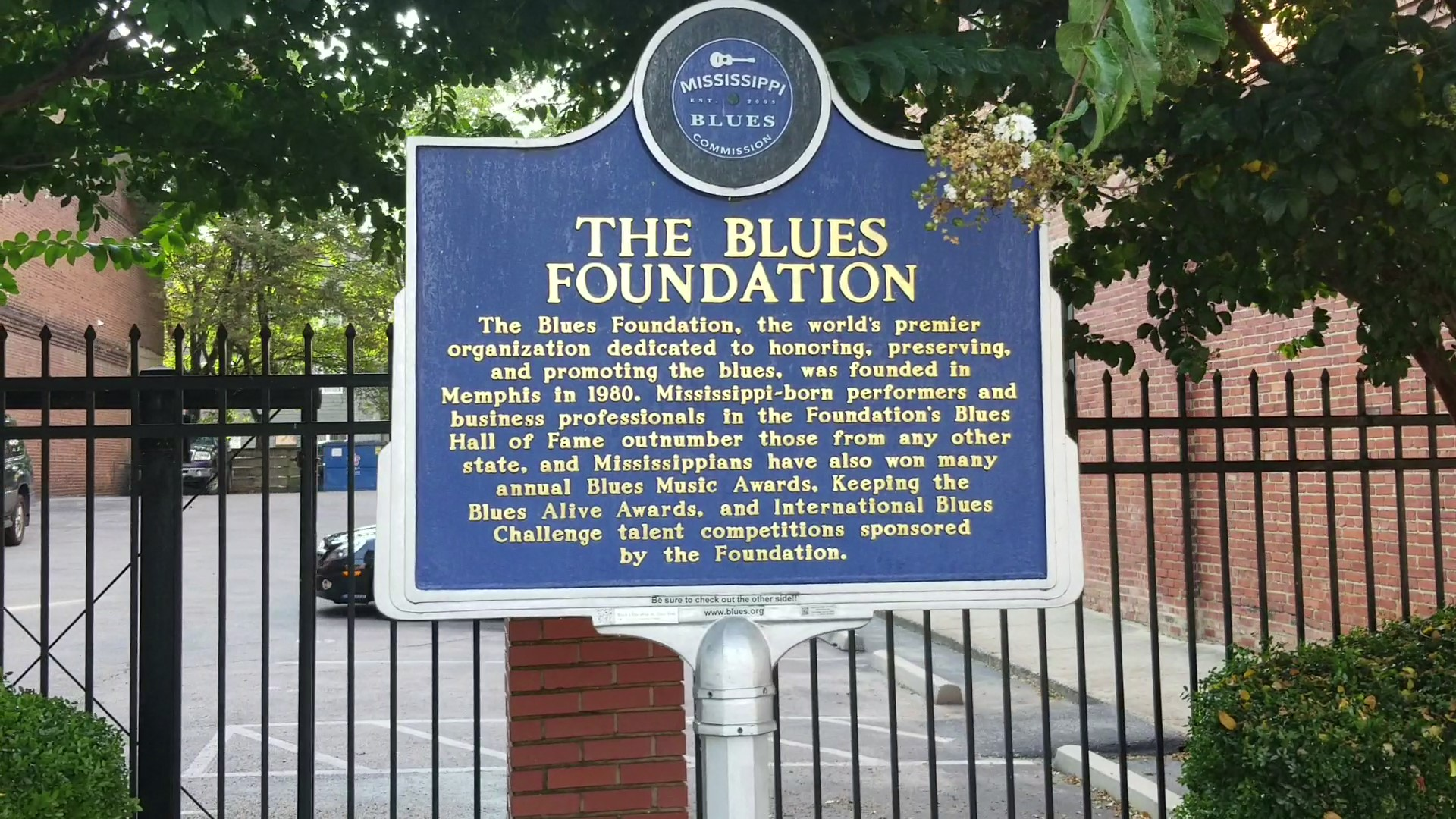

Награда Blues Music Awards, c 1996 по 2005 год носившая в честь «отца блюза» Уильяма Хэнди название W.C. Handy Awards (или просто «The Handys») — это награда, вручаемая Blues Foundation, американской некоммерческой организацией, созданной для хранения и развития блюзового наследия. Первая церемония награждения состоялась в 1980 году и с тех пор «общепризнана как высшая награда, присуждаемая музыкантам и авторам песен в области блюзовой музыки».
Премия ежегодно вручаются в Мемфисе, штат Теннесси, где расположен Blues Foundation, кроме церемонии награждения в 2008 году, которая состоялась в Тунике, штат Миссисипи. Победители 2020 и 2021 года были объявлены на виртуальном мероприятии ввиду пандемии COVID-19
В целом Blues Music Awards рассматривается как наивысшая награда блюзовых музыкантов, а лауреаты и номинанты определяются голосованием членов Blues Foundation

## Номинации
Все премии вручаются по итогам года, предшествующего церемонии, но не календарного. Номинанты на награду объявляются обычно в начале января, церемония проводится в мае.
По состоянию на 2024 год премия вручается в следующих номинациях
- Премия Би Би Кинга: Артист (англ. B.B. King Entertainer). Награда вручается исполнителю, кто лучшим образом представлял блюз и содействовал распространению блюза через записи и выступления.
- Альбом года (англ. Album of the Year). Лучший выпущенный альбом в любом стиле блюза. Может быть номинирован и в иных категориях
- Группа года (англ. Band of the Year). Группа, записывающаяся и (или) выступающая как единый коллектив, лучше всего демонстрирующая игру блюзового ансамбля
- Песня года (англ. Song of the Year). Награда вручается автору песни, впервые выпущенной в году номинации, которая лучше всего отображает блюз через тему, структуру и общее чувство
- Лучший альбом начинающего исполнителя (англ. Best Emerging Artist Album). Альбом исполнителя или группы, ранее не номинировавшийся на Blues Music Award или Грэмми. Возраст исполнителя не имеет значения, но эта награда предназначена для исполнителя, который только начинает развиваться на блюзовой/музыкальной сцене и находится на «отправной точке» своей карьеры. Альбом не может быть включён в эту категорию, если его исполнитель уже выпустил более трёх предыдущих альбомов или EP на профессиональном уровне. Альбомы, представленные в этой категории, также могут быть представлены в других категориях.
- Альбом акустического блюза (англ. Acoustic Blues Album). Альбом, который лучше всего представляет блюз, исполненный без использования электрических инструментов и усилителей. В альбоме должно быть не менее 75 % такой музыки.
- Альбом блюз-рока (англ. Blues Rock Album). Альбом, в котором наилучшим образом представлен блюз-рок, соединяющий в себе элементы блюза и элементы рока, как правило отличающийся мощным усилением и драйвовым ритмом, с допустимостью отличий структуры песен от традиционной блюзовой структуры.
- Альбом современного блюза (англ. Contemporary Blues Album). Альбом, в котором наилучшим образом представлен блюз, составной частью которого являются элементы отличные от тех, которые присущи традиционного блюзу, например разный ритм, разная гармония, более сложные дополнения и т. п., которые открывают отличный от традиционного подход к музыке, текстам, инструментовке, аранжировке и т. п.
- Альбом соул-блюза (англ. Soul Blues Album). Альбом, в котором наилучшим образом представлен южный соул-блюз, разновидность соул-музыки, зародившаяся на юге Соединённых Штатов. Музыка возникла из сочетания стилей, включая 12-тактовый блюз и джамп-блюз с сильным влиянием госпел.
- Альбом традиционного блюза (англ. Traditional Blues Album). Альбом, в котором наилучшим образом представлен электрический блюз: блюз, сыгранный в традиционной структуре блюзовой песни, с традиционной гармонией и ритмом, с использованием электрогитары, фортепиано (электрооргана), губной гармоники, бас-гитары и ударных инструментов. В эту категорию входят такие поджанры, как джамп-блюз, свинг-блюз и чикагский блюз
- Исполнитель акустического блюза (англ. Acoustic Blues Artist). Исполнитель, наилучшим образом представивший акустический блюз
- Исполнитель блюз-рока (англ. Blues Rock Artist). Исполнитель, наилучшим образом представивший блюз-рок
- Женщина — исполнитель современного блюза (англ. Contemporary Blues Female Artist). Исполнительница, наилучшим образом представившая современный блюз
- Мужчина — исполнитель современного блюза (англ. Contemporary Blues Male Artist). Исполнитель, наилучшим образом представивший современный блюз
- Женщина — исполнитель соул-блюза (англ. Soul Blues Female Artist). Исполнительница, наилучшим образом представившая южный соул-блюз
- Мужчина — исполнитель соул-блюза (англ. Soul Blues Male Artist). Исполнитель, наилучшим образом представивший южный соул-блюз
- Премия Коко Тейлор: женщина — исполнитель традиционного блюза (англ. Traditional Blues Female Artist (Koko Taylor Award)). Исполнительница, наилучшим образом представившая электрический традиционный блюз
- Мужчина — исполнитель традиционного блюза (англ. Traditional Blues Male Artist). Исполнитель, наилучшим образом представивший электрический традиционный блюз
- Инструменталист — бас (англ. Instrumentalist — Bass). Музыкант, чьё умение играть на бас-гитаре (контрабасе) на концертах и (или) в записи наилучшим образом представило блюз.
- Инструменталист — ударные инструменты (англ. Instrumentalist — Drums). Музыкант, чьё умение играть на ударных инструментах на концертах и (или) в записи наилучшим образом представило блюз.
- Инструменталист — гитара (англ. Instrumentalist — Guitar). Музыкант, чьё умение играть на ударных инструментах на концертах и (или) в записи наилучшим образом представило блюз.
- Инструменталист — гармоника (англ. Instrumentalist — Harmonica). Музыкант, чьё умение играть на губной гармонике на концертах и (или) в записи наилучшим образом представило блюз.
- Инструменталист — духовые (англ. Instrumentalist — Horn). представило блюз. Музыкант, чьё умение играть на любых духовых инструментах (включая как медные, так и деревянные духовые) на концертах и (или) в записи наилучшим образом
- Премия Пайнтопа Перкинса: Инструменталист — фортепиано (англ. Instrumentalist — Piano (Pinetop Perkins Award) ). Музыкант, чьё умение играть на клавишных на концертах и (или) в записи наилучшим образом представило блюз.
- Инструменталист — вокал (англ. Instrumentalist — Vocals). Музыкант, чьё умение петь на концертах и (или) в записи наилучшим образом представило блюз. Номинация открыта как для выступающих на сцене, так и записывающихся музыкантов, а также для певцов и певиц, играющих на музыкальном инструменте
- Архивный блюзовый альбом (англ. Historical Blues Album). В целях сохранения блюзового наследия, альбом или сборник, выпущенный в номинирующийся период, содержащий записи, сделанные не менее чем пять лет назад. В дополнение к музыкальной составляющей, оцениваются также оформление альбома, конверт и аннотация на нём. Эта наград присуждается специальной комиссией из историков блюза, журналистов и этномузыковедов. Эта номинация не входит в состав церемонии вручения Blues Music Award.[2]

## 1980
Первая церемония вручения награды, прошла под названием National Blues Music Awards. Была вручена в восьми номинациях. Джонни Шайнс стал лауреатом в двух категориях и номинантом в одной, Альберта Хантер и Джимми Джонсон стали лауреатами в одной и номинантом в двух категориях.
| 1980 — 1st National Blues Music Awards    | 1980 — 1st National Blues Music Awards       | 1980 — 1st National Blues Music Awards |
| Номинация                                 | Победитель                                   | Номинанты |
| ----------------------------------------- | -------------------------------------------- | --- |
| Исполнитель традиционного блюза (мужчина) | Лайтнин Хопкинс                              | Биг Уолтер Хортон Джонни Шайнс Роберт Локвуд Джей Макшенн |
| Исполнитель традиционного блюза (женщина) | Альберта Хантер                              | Элизабет Коттен Сиппи Уоллес Эстель «Мама» Янси Биг Мама Торнтон |
| Альбом традиционного блюза                | Hangin’ On Роберт Локвуд и Джонни Шайнс      | Hey Ba-Ba-Re-Bop — Джонни Шайнс Amtrak Blues — Альберта Хантер Step It Up And Go — Джон Джексон Rockin’ The Juke Joint Down — The Jelly Roll Kings Mule — Генри Таунсенд |
| Песня года                                | «I Need Some Easy Money» Джимми Джонсон      | «My Baby’s Coming Home» — Хаунд Дог Тэйлор «Came Up The Hard Way» — Эдди Клируотер «Prison Bound Blues» — Литтл Джонни Джонс «In The Midnight Hour» — Лютер Эллисон      |
| Перевыпущенный альбом                     | Live on Maxwell Street — 1964 Роберт Найтхок | Live Wire Blues Power — Альберт Кинг Atlanta Blues — сборник Alabama Blues — Дж. Б. Ленойр Groaning The Blues — Отис Раш                                                 |
| Исполнитель современного блюза (мужчина)  | Альберт Коллинз                              | Профессор Лонгхейр Мадди Уотерс Джимми Джонсон Сон Силс |
| Исполнитель современного блюза (женщина)  | Коко Тейлор                                  | Биг Мама Торнтон Альберта Хантер Этта Джеймс Энн Пиблз |
| Альбом современного блюза                 | Crawfish Fiesta Профессор Лонгхейр           | Live ‘N Blue — Мэджик Слим Johnson’s Whacks — Джимми Джонсон Frostbite — Альберт Коллинз The Chief — Эдди Клируотер                                                      |

## 1981
Вторая церемония вручения награды, прошла под названием Blues Music Awards. Была вручена также в восьми номинациях, но не изменились лишь две номинации: «Перевыпущенный альбом» и «Песня года». Вместо номинаций «Исполнитель традиционного блюза» (среди мужчин и женщин) введены номинации «Исполнитель» (мужчина и женщина), вместо номинации «Альбом традиционного блюза» введена номинация «Альбом года», исключены номинации исполнителей современного блюза и «Альбом современного блюза», введены номинации «Блюзовый вокалист», «Блюзовый инструменталист» и первая именная награда имени Би Би Кинга «Артист», которую собственно Би Би Кинг и получил. Он же стал рекордсменом церемонии: лауреатом и номинантом ещё в пяти номинациях. Альберт Коллинз стал лауреатом в двух номинациях.
| 1981 — 2nd Blues Music Awards    | 1981 — 2nd Blues Music Awards                                                                   | 1981 — 2nd Blues Music Awards |
| Номинация                        | Победитель                                                                                      | Номинанты |
| -------------------------------- | ----------------------------------------------------------------------------------------------- | --- |
| Песня года                       | «Teardrop»/«Wonder Why»/«If You Need Me» Magic Slim & Teardrops                                 | «There Must Be A Better World Somewhere»/«You’re Going With Me» — Би Би Кинг «I’ll Take Care Of You»/«Don’t Go To Sleep On Me» — Лонни Брукс «You’d Be A Millionaire»/«Sweet Vibrator» — Бобби «Блу» Блэнд «I’d Rather Go Blind»/«Something Strange Going On» — Коко Тейлор |
| Перевыпущенный альбом            | Mardi Gras in New Orleans 1949—1957 Профессор Лонгхэйр Blues from the Gutter Чемпион Джек Дюпри | Woke Up This Morning Blues In My Fingers — Лонни Джонсон Wild Women Don’t Have The Blues — Айда Кокс Swing Time In The Big Town — Лоуэлл Фулсон The Original Johnny Otis Show, Vol. 2 — The Johnny Otis Show My Story — Чак Уиллис Down In Mississippi — Дж. Б. Ленойр Real Folk Blues — Мадди Уотерс I Shoulda Been A Preacher — Литтл Джонни Тейлор Ike Turner’s Kings Of Rhythm — Айк Тёрнер T-Bone Jumps Again — Ти Боун Уокер LIVE — Мэджик Сэм More Real Folk Blues — Хаулин Вулф |
| Исполнитель (мужчина)            | Альберт Коллинз                                                                                 | Мадди Уотерс Джонни Коупленд Би Би Кинг Бобби «Блу» Блэнд |
| Исполнитель (женщина)            | Коко Тейлор                                                                                     | Биг Мама Торнтон Альберта Хантер Квин Сильвия Эмбри Арета Франклин |
| Блюзовый вокалист                | Бобби «Блу» Блэнд                                                                               | Мадди Уотерс Би Би Кинг Лонни Брукс Рой Браун |
| Блюзовый инструменталист         | Альберт Коллинз                                                                                 | Мэджик Слим Джей Макшенн Кларенс Браун Би Би Кинг Бадди Гай |
| Премия Би Би Кинга (артист года) | Би Би Кинг                                                                                      | — |
| Альбом года                      | Copeland Special Джонни Коупленд The London Concert Профессор Лонгхэйр                          | Stone Crazy — Бадди Гай There Must Be A Better World Somewhere — Би Би Кинг Georgia Blues Today — сборник Drinkin’ TNT ‘N’ Smokin’ Dynamite — Бадди Гай & Джуниор Уэллс Live At Florence’s — Хаунд Дог Тэйлор Spoon’s Life — Джимми Уизерспун King Bee — Мадди Уотерс From The Heart Of A Woman — Коко Тейлор In The Heart Of The Blues — Мэджик Слим |

## 1982
Третья церемония прошла под названием National Blues Music Awards, и в ходе церемонии вручены были награды в 12 номинациях. Были возвращены номинации как исполнителей и альбома как традиционного блюза, так и современного блюза и добавлена номинация «Промоутер года» (премия в этой номинации вручалась единственный раз). Бадди Гай и Кларенс Браун победили в одной номинации и стали номинантами ещё в трёх.
| 1982 — 3rd National Blues Music Awards    | 1982 — 3rd National Blues Music Awards                                                    | 1982 — 3rd National Blues Music Awards |
| Номинация                                 | Победитель                                                                                | Номинанты |
| ----------------------------------------- | ----------------------------------------------------------------------------------------- | --- |
| Исполнитель традиционного блюза (мужчина) | Роберт Локвуд                                                                             | Джей Макшенн Сэм Чэтмон Луизиана Ред Ар Эл Бёрнсайд Джонни Шайнс Санниленд Слим |
| Исполнитель традиционного блюза (женщина) | Сиппи Уоллес                                                                              | Эстель «Мама» Янси Элизабет Коттен Линда Хопкинс Альберта Хантер Джесси Мэй Хэмфилл |
| Альбом традиционного блюза                | Going Back Бадди Гай & Джуниор Уэллс                                                      | St. Louis Blues — Генри Таунсенд & Вернелл Таунсенд Blues and Boogie From Alabama — Альберт Мейкон & Роберт Томас I Think I Got The Blues — Сонни Терри Plays and Sings Delta Blues Classics — Джеймс Томас |
| Песня года                                | «Down Home Blues» Зи Зи Хилл «Since I Been Loving You»/«Walk out Like a Lady» Ларри Дэвис | «Dollar Got The Blues» — Кларенс Браун «Sometimes I Slip» — Кларенс Браун «D.J. Play My Blues» — Бадди Гай «I Am Fed Up With This Music» — Эй Си Рид «Things Ain’t The Way They Used To Be»/«Black Cat Girl» — Отис «Биг Смоуки» Смотерс «Ms. Fine Brown Frame»/«You Don’t Have To Go» — Сил Джонсон «I Don’t Wanna See Your Face Again»/«I’d Rather Be (Blind, Cripple, Crazy)» — Линн Уайт «I Am Fed Up With This Music»/«I Got The Blues» — Эй Си Рид |
| Перевыпущенный альбом                     | Magic Sam Live Мэджик Сэм Woke Up Screaming Бобби «Блу» Блэнд                             | Down South Blues — Слипи Джон Эстес Oh Babe! — Винони Харрис I Wanna Ramble — Джуниор Паркер Okeh Chicago Blues — сборник Ed Bell’s Mamlish Moan — Эд Белл How Many More Years — Лайтнин Хопкинс Plain Ole Blues — Ти Боун Уокер In Concert 1958 — Мадди Уотерс |
| Исполнитель современного блюза (мужчина)  | Джонни Коупленд                                                                           | Зи Зи Хилл Мадди Уотерс Альберт Коллинз Би Би Кинг |
| Исполнитель современного блюза (женщина)  | Коко Тейлор                                                                               | Биг Мама Торнтон Линн Уайт Этта Джеймс Квин Сильвия Эмбри |
| Альбом современного блюза                 | Big Brown’s Chicago Blues Эндрю Браун Funny Stuff Ларри Дэвис                             | Hot Wire 81 — Джимми Доукинс Live At Pit Inn — Джон Литтлджон & Кэри Белл Gainelining — Рой Гейнс D.J. Play My Blues — Бадди Гай Alright Again! — Кларенс Браун Down Home — Зи Зи Хилл Frozen Alive — Альберт Коллинз Genuine Houserocking Music — Хаунд Дог Тэйлор & the HouseRockers |
| Блюзовый вокалист                         | Бобби «Блу» Блэнд                                                                         | Джонни Коупленд Ларри Дэвис Зи Зи Хилл Мадди Уотерс |
| Блюзовый промоутер                        | Первис Спэнн                                                                              | — |
| Блюзовый инструменталист                  | Кларенс Браун                                                                             | Джонни Коупленд Альберт Коллинз Бадди Гай Лютер Эллисон |
| Премия Би Би Кинга (артист года)          | Бобби «Блу» Блэнд                                                                         | — |

## 1983
Четвёртая церемония под названием Annual Blues Awards сохранила все номинации предыдущего года, за исключением номинации «Блюзовый промоутер». В пяти категориях (альбомы, песня и артист года) из одиннадцати категорий номинанты не объявлялись, в трёх номинациях были объявлены по два победителя. Альберт Коллинз собрал наибольшее количество номинаций, победив в двух и став номинантом в ещё одной; Джонни Коупленд победил в одной и был номинирован ещё в двух.
| 1983 — 4th Annual Blues Awards            | 1983 — 4th Annual Blues Awards                                                                    | 1983 — 4th Annual Blues Awards                                             |
| Номинация                                 | Победитель                                                                                        | Номинанты                                                                  |
| ----------------------------------------- | ------------------------------------------------------------------------------------------------- | -------------------------------------------------------------------------- |
| Исполнитель традиционного блюза (мужчина) | Луизиана Ред                                                                                      | Санниленд Слим Роберт Локвуд Джей Макшенн Джонни Шайнс Джеймс Томас        |
| Исполнитель традиционного блюза (женщина) | Альберта Хантер                                                                                   | Джесси Мэй Хэмфилл Линда Хопкинс Квин Айда Сиппи Уоллес Эстель «Мама» Янси |
| Альбом традиционного блюза                | Sippie Сиппи Уоллес                                                                               | —                                                                          |
| Песня года                                | «Country Preacher» Джимми Джонсон «Got My Mojo Working»/«Rocket 88» Мадди Уотерс & Джеки Бренстон | —                                                                          |
| Перевыпущенный альбом                     | The Okeh Sessions Биг Мэйбелл King of the Slide Guitar Элмор Джеймс                               | —                                                                          |
| Исполнитель современного блюза (мужчина)  | Джонни Коупленд                                                                                   | Биг Джо Тёрнер Альберт Коллинз Би Би Кинг Зи Зи Хилл                       |
| Исполнитель современного блюза (женщина)  | Коко Тейлор                                                                                       | Линн Уайт Квин Сильвия Эмбри Биг Мама Торнтон Этта Джеймс                  |
| Альбом современного блюза                 | Grand Slam Magic Slim & the Teardrops Don’t Lose Your Cool Альберт Коллинз                        | —                                                                          |
| Блюзовый вокалист                         | Зи Зи Хилл                                                                                        | Джонни Коупленд Бобби «Блу» Блэнд Джон Ли Хукер Биг Джо Тёрнер Ларри Дэвис |
| Блюзовый инструменталист                  | Альберт Коллинз                                                                                   | Кинг, Би Би Джонни Коупленд Кларенс Браун Джей Макшенн                     |
| Премия Би Би Кинга (артист года)          | Кларенс Браун                                                                                     | —                                                                          |

## 1984
В пятой церемонии остались прежние номинации. В двух номинациях были определены по два лауреата. В этом году состоялся дебют в церемонии Роберта Крея, собравшего шесть наград: в номинации «Песня года» он стал дважды лауреатом с песнями «Phone Booth» и «Got To Make A Comeback», и ещё был номинирован в этой же категории с песней «Bad Influence», а также стал лауреатом в номинациях «Исполнитель современного блюза (мужчина)», «Альбом современного блюза» и был номинировано на лучшего блюзового вокалиста года.
| 1984 — 5th Annual Blues Awards            | 1984 — 5th Annual Blues Awards                                                          | 1984 — 5th Annual Blues Awards |
| Номинация                                 | Победитель                                                                              | Номинанты |
| ----------------------------------------- | --------------------------------------------------------------------------------------- | --- |
| Исполнитель традиционного блюза (мужчина) | Джон Ли Хукер                                                                           | Биг Джо Тёрнер Роберт Локвуд Санниленд Слим Джон Хэммонд |
| Исполнитель традиционного блюза (женщина) | Альберта Хантер                                                                         | Линда Хопкинс Сиппи Уоллес Эстель «Мама» Янси Квин Айда |
| Альбом традиционного блюза                | New Orleans Piano Professor Татс Вашингтон                                              | Sunnyland Train — Санниленд Слим Highway 61 Blues — Джеймс Томас Electric Lightnin’ — Лайтнин Хопкинс Live — Джон Хэммонд |
| Песня года                                | «Phone Booth» Роберт Крей «Got To Make A Comeback»/«Phone Booth» Роберт Крей            | «Eighteen Year Old Girl» — Джей Би Хатто «Bad Influence» — Роберт Крей & Майк Вэннис «I’m A Blues Man» — Зи Зи Хилл «I Found Love In The Food Stamp Line» — Альберт Кинг «Ask Me No Questions»/«Honey Bee» — Альберт Кинг «Blues Party»/«Cleo’s Back» — Эбб Лок & Отис Раш «Down Home Blues»/«Down Home Blues» — Дениз Ласаль «Open House»/«Who You Been Givin’ It To» — Зи Зи Хилл                     |
| Перевыпущенный альбом                     | The Original Peacock Recordings Кларенс Браун Nobody Knows Chicago Like I Do Отис Спэнн | Willie’s Blues — Вилли Диксон & Мемфис Слим A Slick Chick On The Mellow Side — Дина Вашингтон Boss Blues Harmonica’ — Литтл Уолтер Whose Muddy Shoes — Элмор Джеймс & Джон Брим Chess Masters’ — Бадди Гай The Inventor Of The Electric Guitar Blues’ — Ти Боун Уокер Atomic Energy — Кларенс Браун Sings The Blues — Ти Боун Уокер Shake Your Hips — Слим Харпо Magic Touch — Мэджик Сэм & Шейки Джейк |
| Исполнитель современного блюза (мужчина)  | Роберт Крей                                                                             | Зи Зи Хилл Кларенс Браун Стиви Рэй Вон Мэджик Слим |
| Исполнитель современного блюза (женщина)  | Коко Тейлор                                                                             | Биг Мама Торнтон Валери Веллингтон Дениз Ласаль Этта Джеймс |
| Альбом современного блюза                 | Rockin’ the Blues — Live Фредди Кинг Bad Influence Роберт Крей                          | Son Of A Gun — Carey & Lurrie Bell Life Is A Bitch — Лютер Эллисон Boy From Black Bayou’ — Луизиана Ред Blues In Progress — Фентон Робинсон I’m A Blues Man’ — Зи Зи Хилл Guitar Slinger — Джонни Винтер Slippin’ and Slidin’ — Джей Би Хатто San Francisco ’83 — Альберт Кинг |
| Блюзовый вокалист                         | Зи Зи Хилл                                                                              | Роберт Крей Биг Джо Тёрнер Бобби «Блу» Блэнд Джонни Коупленд |
| Блюзовый инструменталист                  | Стиви Рэй Вон                                                                           | Джеймс Букер Кларенс Браун Альберт Коллинз Бадди Гай |
| Премия Би Би Кинга (артист года)          | Стиви Рэй Вон                                                                           | — |

## 1985
В шестой церемонии Annual Blues Awards добавилась номинация «Группа года», во всех номинациях были объявлены только победители. Коко Тейлор стала победительницей в трёх номинациях: «Исполнитель современного блюза (женщина)», «Блюзовый вокалист» и «Артист года — Премия Би Би Кинга»
| 1985 — 6th Annual Blues Awards            | 1985 — 6th Annual Blues Awards                                                           | 1985 — 6th Annual Blues Awards |
| Номинация                                 | Победитель                                                                               | Номинанты                      |
| ----------------------------------------- | ---------------------------------------------------------------------------------------- | ------------------------------ |
| Исполнитель традиционного блюза (мужчина) | Джон Ли Хукер                                                                            | —                              |
| Исполнитель традиционного блюза (женщина) | Альберта Хантер                                                                          | —                              |
| Альбом традиционного блюза                | Nothin’ But The Blues Джо Уильямс                                                        | —                              |
| Песня года                                | «My Toot Toot» Рокин Сидни                                                               | —                              |
| Перевыпущенный альбом                     | Rare and Unissued Мадди Уотерс The Chess Box Мадди Уотерс                                | —                              |
| Исполнитель современного блюза (мужчина)  | Роберт Крей                                                                              | —                              |
| Исполнитель современного блюза (женщина)  | Коко Тейлор                                                                              | —                              |
| Альбом современного блюза                 | Didn’t Give a Damn if Whites Bought It! Джимми Джонсон & Эдди Клируотер Bad Axe Сон Силс | —                              |
| Блюзовый вокалист                         | Коко Тейлор                                                                              | —                              |
| Блюзовый инструменталист                  | Стиви Рэй Вон                                                                            | —                              |
| Группа года                               | Albert Collins & the Icebreakers                                                         | —                              |
| Премия Би Би Кинга (артист года)          | Коко Тейлор                                                                              | —                              |

## 1986
В седьмой церемонии были исключены номинации «Блюзовый инструменталист» и «Артист года — Би Би Кинг», вновь во всех номинациях были объявлены лишь победители, в двух — по два победителя. Роберт Крей стал пятикратным лауреатом, победив в четырёх номинациях: дважды в номинации «Песня года» и в номинациях «Исполнитель современного блюза», «Альбом современного блюза», «Блюзовый вокалист».
| 1986 — 7th Annual Blues Awards            | 1986 — 7th Annual Blues Awards                                                                             | 1986 — 7th Annual Blues Awards |
| Номинация                                 | Победитель                                                                                                 | Номинанты                      |
| ----------------------------------------- | --- | ------------------------------ |
| Исполнитель традиционного блюза (мужчина) | Джон Ли Хукер                                                                                              | —                              |
| Исполнитель традиционного блюза (женщина) | Сиппи Уоллес                                                                                               | —                              |
| Альбом традиционного блюза                | Jealous Джон Ли Хукер                                                                                      | —                              |
| Песня года                                | «False Accusations» Роберт Крей «Change of Heart»/«I Got Loaded»/«Phone Booth»/«Bad Influence» Роберт Крей | —                              |
| Перевыпущенный альбом                     | King of the Slide Guitar Элмор Джеймс The Chess Years Сонни Бой Уильямсон II                               | —                              |
| Исполнитель современного блюза (мужчина)  | Роберт Крей                                                                                                | —                              |
| Исполнитель современного блюза (женщина)  | Коко Тейлор                                                                                                | —                              |
| Альбом современного блюза                 | Live in Europe Отис Раш Showdown Альберт Коллинз, Роберт Крей , Джонни Коупленд                            | —                              |
| Блюзовый вокалист                         | Роберт Крей                                                                                                | —                              |
| Группа года                               | The Fabulous Thunderbirds Powder Blues Band                                                                | —                              |

## 1987
В восьмой церемонии Annual Blues Awards количество номинации расширилось до 12. Была возвращена номинация «Премия Би Би Кинга (артист года)», добавлены номинации «Блюзовый гитарист» и «Блюзовый инструменталист» (в ней награда вручалась музыканту, играющему на любом инструменте кроме гитары) и исключена категория «Альбом традиционного блюза». Роберт Крей отметился девять раз, в очередной раз став дважды лауреатом с номинации «Песня года» и дважды номинантом в той же категории, лауреатом в категориях «Исполнитель современного блюза», «Альбом современного блюза», «Блюзовый вокалист», со своей группой Robert Cray Band в категории «Группа года» и был номинирован в категории «Блюзовый гитарист».
| 1987 — 8th Annual Blues Awards            | 1987 — 8th Annual Blues Awards                                                        | 1987 — 8th Annual Blues Awards |
| Номинация                                 | Победитель                                                                            | Номинанты |
| ----------------------------------------- | ------------------------------------------------------------------------------------- | --- |
| Исполнитель традиционного блюза (мужчина) | Джон Ли Хукер                                                                         | Снукс Иглин Роберт Локвуд Санниленд Слим Джеймс Томас |
| Исполнитель традиционного блюза (женщина) | Джесси Мэй Хэмфилл                                                                    | Джинни Читэм Элизабет Коттен Линда Хопкинс Этта Бейкер Пришес Брайант |
| Песня года                                | «Right Next Door (Because of Me)» Роберт Крей «Smoking Gun»/«Fantasized» Роберт Крей  | «Cold Is The Night» — Джо Луис Уокер «Corner Of The Blanket» — Donald Kinsey & the Kinsey Report «Everything I Do Brings Me Closer To The Blues’» — Lil’ Ed & the Blues Imperials «Smoking Gun» —Роберт Крей «Right Next Door (Because Of Me)»/«New Blood» — Роберт Крей «Strokin’»/«Love Me With A Feeling» — Кларенс Картер «A Real Good Woman»/«Annie Mae’s Cafe» — Литтл Милтон «Whooo-Wee Sweet Daddy!»/«No Bread, No Meat» — Кэти Уэбстер |
| Перевыпущенный альбом                     | Moanin’ In the Moonlight Хаулин Вулф Let’s Cut It Элмор Джеймс                        | Rhythm & Blues Years — Биг Джо Тёрнер The Best Of Little Walter — Литтл Уолтер Just Pickin’ — Фредди Кинг The Atco Sessions — Гитар Слим One Nighter Blues’ — Би Би Кинг Baby Won’t You Jump With Me — Лоуэлл Фулсон Texas Bordertown Blues — Лонг Джон Хантер 1935-1942 — Тампа Ред |
| Исполнитель современного блюза (мужчина)  | Роберт Крей                                                                           | Би Би Кинг Лил Эд Уильямс Альберт Коллинз Джо Луис Уокер |
| Исполнитель современного блюза (женщина)  | Коко Тейлор                                                                           | Глория Хардиман Этта Джеймс Кэти Уэбстер Дениз Ласаль |
| Альбом современного блюза                 | Chicago Blues Sessions Vol. 3 Magic Slim & the Teardrops Strong Persuader Роберт Крей | Live At The Palais — Хэнк Баллард & The Midnighters Got Money — Эй Си Рид/Морис Джон Вон Mind Trouble — Эдди Кэмпбелл Straight Shoot — Carey & Lurrie Bell The New Bluebloods — сборник Tenth Anniversary Anthology Vol. 1 (Antone’s) — сборник Cold Is The Night’ — Джо Луис Уокер Cold Snap — Альберт Коллинз Roughhousin’ — Lil’ Ed & the Blues Imperials One More For The Road — Чарльз Браун                                               |
| Блюзовый вокалист                         | Роберт Крей                                                                           | Отис Раш Джуниор Уэллс Джонни Адамс Этта Джеймс |
| Блюзовый инструменталист — иной           | Джеймс Коттон                                                                         | Сэм Майерс Кэри Белл Стэнли Дюрал Род Пьяцца Фил Уиггинс Кларенс Браун Шуга Блу |
| Блюзовый гитарист                         | Альберт Коллинз                                                                       | Роберт Крей Ронни Эрл Бадди Гай Кларенс Браун |
| Группа года                               | Robert Cray Band                                                                      | Roomful of Blues Lil’ Ed & the Blues Imperials Albert Collins & the Ice Breakers James Cotton Band |
| Премия Би Би Кинга (артист года)          | Джон Сефас и Фил Уиггинс                                                              | — |

## 1988
В 1988 году награда вручалась в 13 номинациях (была возвращена номинация «Альбом традиционного блюза»). Сэм Майерс стал трижды лауреатом: в номинации «Песня года» вместе с Энсоном Фандербергом, «Группа года» вместе с группой Anson Funderburgh & the Rockets и как лучший инструменталист на ином, кроме гитары инструменте (губная гармоника), а также был номинирован на лучшего вокалиста.
| 1988 — 9th Annual Blues Awards            | 1988 — 9th Annual Blues Awards                                                                                                 | 1988 — 9th Annual Blues Awards |
| Номинация                                 | Победитель | Номинанты |
| ----------------------------------------- | --- | --- |
| Исполнитель традиционного блюза (мужчина) | Джон Ли Хукер | Лоуэлл Фулсон Мозес Раско |
| Исполнитель традиционного блюза (женщина) | Джесси Мэй Хэмфилл | Джинни Читэм Квин Айда |
| Альбом традиционного блюза                | Giants of Country Blues Guitar 1967-81 сборник                                                                                 | Blues — Мозес Раско Chicago Style — Йэнк Рэйчел                                                                                       |
| Песня года                                | «Changing Neighborhoods» Сэм Майерс & Энсон Фандерберг «Women Look At What Your’e Doing to Me»/«Nine Below Zero» Лютер Джонсон | «Room With A View» — Джонни Адамс «A Soul That’s Been Abused» — Хьюберт Самлин & Майти Сэм Макклейн                                   |
| Перевыпущенный альбом                     | Down & Out Blues Сонни Бой Уильямсон II Killing Floor: Masterworks Vol. 5 Хаулин Вулф                                          | Real Folk Blues — Мадди Уотерс Sings The Blues — Клифтон Шенье Burnin’ — Джон Ли Хукер Across The Tracks — Би Би Кинг                 |
| Исполнитель современного блюза (мужчина)  | Джо Луис Уокер | Альберт Коллинз Роберт Крей |
| Исполнитель современного блюза (женщина)  | Коко Тейлор | Этта Джеймс Кэти Уэбстер |
| Альбом современного блюза                 | Sins Anson Funderburgh & the Rockets Rides Again Лейзи Лестер                                                                  | Edge Of The City — The Kinsey Report The Gift — Джо Луис Уокер Chicago Blues Session Vol. 5 — Джонни Би Мур Airbusters — Хип Линкчейн |
| Блюзовый вокалист                         | Джонни Адамс | Сэм Майерс Роберт Крей |
| Блюзовый инструменталист — иной           | Сэм Майерс | Билли Бранч Уильям Кларк |
| Блюзовый гитарист                         | — | Альберт Коллинз Ронни Эрл Бадди Гай                                                                                                   |
| Группа года                               | Anson Funderburgh & the Rockets с Сэмом Майерсом                                                                               | Chris Cain Band The Kinsey Report |
| Премия Би Би Кинга (артист года)          | Литтл Милтон | — |

## 1989
В 1989 году номинации остались прежними. В этом году Коко Тейлор впервые с момента учреждения премии не была признана певицей года современного блюза. Альберт Коллинз стал четырежды лауреатом («Исполнитель современного блюза», «Блюзовый гитарист», «Артист года — премия Би Би Кинга» и со своей группой в номинации «Группа года»). Кэти Уэбстер была номинирована в четырёх номинациях.
| 1989 — 10th Annual Blues Awards           | 1989 — 10th Annual Blues Awards                                 | 1989 — 10th Annual Blues Awards |
| Номинация                                 | Победитель                                                      | Номинанты |
| ----------------------------------------- | --------------------------------------------------------------- | --- |
| Исполнитель традиционного блюза (мужчина) | Джон Ли Хукер                                                   | Лейзи Лестер Роберт Локвуд Джон Хэммонд Пайнтоп Перкинс |
| Исполнитель традиционного блюза (женщина) | Квин Айда                                                       | Джинни Читэм Рори Блок Этта Бейкер Джесси Мэй Хэмфилл |
| Альбом традиционного блюза                | Gateway to the Delta Джеймс Томас                               | Zydeco Live — Бузу Чавис & Nathan & The Zydeco Cha Chas Back To The Neighborhood — Джимми и Джинни Читэм From West Helena to Chicago — сборник White Windows — Дэвид Эдвардс |
| Песня года                                | «Don’t Be Afraid of the Dark» Роберт Крей                       | «Ships Passing in the Night» — Ronnie Earl & The Broadcasters «On the Run» — Кэти Уэбстер «I Ain’t Beggin’ Nobody» — Ларри Дэвис «That Woman Is Poison» — Руфус Томас «Alone»/«Cold Is The Night»/«Shade Tree Mechanic» — Джо Луис Уокер «Talk To You Daughter» — Роббен Форд «Big Rear Window» — Филлип Уокер «Mr. Blues»/«(Tribute To The) Boogie Men» — Кейси Джонс |
| Перевыпущенный альбом                     | The Chess Box Вилли Диксон Mouth Harp Maestro Биг Уолтер Хортон | Cadillac Daddy — Хаулин Вулф More Real Folk Blues — Мадди Уотерс T-Bone Blues — Ти Боун Уокер More Real Folk Blues — Сонни Бой Уильямсон II Williamson: Rare Sonny Boy — Сонни Бой Уильямсон I Houston Roots — Джонни Коупленд Black Angel Blues — Роберт Найтхок Steel Guitar Flash — Хоуп Уилсон                                                                     |
| Исполнитель современного блюза (мужчина)  | Альберт Коллинз                                                 | Кенни Нил Ронни Эрл Альберт Кинг Джо Луис Уокер Сэм Майерс |
| Исполнитель современного блюза (женщина)  | Этта Джеймс                                                     | Рут Браун Кэти Уэбстер Коко Тейлор Ирма Томас |
| Альбом современного блюза                 | Blues at Sunrise Альберт Кинг                                   | Soul Searching — Ronnie Earl & The Broadcasters Seven Year Itch — Этта Джеймс Hidden Charms — Вилли Диксон Swamp Boogie Queen — Кэти Уэбстер Recorded Live At Antone’s Night Club — Джеймс Коттон |
| Блюзовый вокалист                         | Сэм Майерс                                                      | Роберт Крей Чарльз Браун Этта Джеймс Джонни Адамс |
| Блюзовый инструменталист — иной           | Джеймс Коттон                                                   | Чарли Масселуайт Кларенс Браун Эй Си Рид Кэти Уэбстер |
| Блюзовый гитарист                         | Альберт Коллинз                                                 | Бадди Гай Энсон Фандерберг Дьюк Робиллард Ронни Эрл |
| Группа года                               | Albert Collins & the Icebreakers                                | Lil’ Ed & the Blues Imperials Lonnie Brooks Band Anson Funderburgh & the Rockets с Сэмом Майерсом The Kinsey Report |
| Премия Би Би Кинга (артист года)          | Альберт Коллинз                                                 | — |

## 1990
Номинации остались прежними. Во всех номинациях, кроме номинации «Группа года», номинанты не объявлялись. Бадди Гай стал лауреатом в трёх категориях: «Блюзовый гитарист», «Премия Би Би Кинга (артист года)» и со своей группой Buddy Guy and his Chicago Blues Band в номинации «Группа года».
| 1990 — 11th Annual Blues Awards           | 1990 — 11th Annual Blues Awards                                                                                    | 1990 — 11th Annual Blues Awards                                                                                                  |
| Номинация                                 | Победитель | Номинанты |
| ----------------------------------------- | --- | --- |
| Исполнитель традиционного блюза (мужчина) | Санниленд Слим | — |
| Исполнитель традиционного блюза (женщина) | Квин Айда | — |
| Альбом традиционного блюза                | Guitar Man Джон Сефас и Фил Уиггинс                                                                                | — |
| Песня года                                | «The Middle-Aged Blues Boogie» Saffire – The Uppity Blues Women «Big Leg Woman» Sonny Rodgers & the Cat Scratchers | — |
| Перевыпущенный альбом                     | The Chess Box Мадди Уотерс Memphis Days Хаулин Вулф                                                                | — |
| Исполнитель современного блюза (мужчина)  | Джон Ли Хукер | — |
| Исполнитель современного блюза (женщина)  | Коко Тейлор | — |
| Альбом современного блюза                 | Chicago Blues Session Vol. 10 Мэджик Слим The Healer Джон Ли Хукер                                                 | — |
| Блюзовый вокалист                         | Джон Ли Хукер | — |
| Блюзовый инструменталист — иной           | Чарли Масселуайт                                                                                                   | — |
| Блюзовый гитарист                         | Бадди Гай | — |
| Группа года                               | Buddy Guy and his Chicago Blues Band                                                                               | Magic Slim & the Teardrops B.B. King Orchestra Anson Funderburgh & the Rockets с Сэмом Майерсом Albert Collins & the Icebreakers |
| Премия Би Би Кинга (артист года)          | Бадди Гай | — |

## 1991
В 1991 году количество номинаций выросло до 16, премия была дополнена номинациями «Архивный (исторический) альбом», «Блюзовый инструменталист — фортепиано» и «Блюзовый инструменталист — губная гармоника». В категории «Блюзовый вокалист» победитель определён не был. Джо Луис Уокер был признан лучшим в номинации «Исполнитель современного блюза» и получил ещё четыре номинации: «Альбом современного блюза», «Блюзовый вокалист», «Блюзовый гитарист» и в составе своей группы «Группа года».
| 1991 — 12th Annual Blues Awards                  | 1991 — 12th Annual Blues Awards                                                            | 1991 — 12th Annual Blues Awards |
| Номинация                                        | Победитель                                                                                 | Номинанты |
| ------------------------------------------------ | ------------------------------------------------------------------------------------------ | --- |
| Исполнитель традиционного блюза (мужчина)        | Чемпион Джек Дюпри                                                                         | Чарльз Браун Роберт Локвуд Санниленд Слим |
| Исполнитель традиционного блюза (женщина)        | Кэти Уэбстер                                                                               | Джинни Читэм Квин Айда Saffire – The Uppity Blues Women Рут Браун |
| Альбом традиционного блюза                       | Ludella Джимми Роджерс                                                                     | Midnight Prowler — Фрэнк Фрост Mighty Long Time — Джеймс Коттон All My Life — Чарльз Браун Back Home In New Orleans — Чемпион Джек Дюпри                                                                  |
| Песня года                                       | «Must Be Jelly» Уильям Кларк                                                               | «Your Love Is Amazing» — Роберт Уорд «Heartbroken Man» — Литтл Милтон |
| Перевыпущенный альбом                            | The Complete Recordings of Robert Johnson Роберт Джонсон                                   | The Complete Recordings, 1940—1954 — Ти Боун Уокер Keep It To Ourselves — Сонни Бой Уильямсон II Deep Blues — Сон Хаус Hoodoo Man Blues — Джуниор Уэллс                                                   |
| Исторический блюзовый альбом                     | Feelin’ Good Джесси Мэй Хэмфилл                                                            | Georgia Blues — Фрэнк Эдвардс Giants of Country Blues, Vol. Three — сборник Treasures & Tears — Спарки Ракер Johnny & The Devil — Ханс Тессинк                                                            |
| Исполнитель современного блюза (мужчина)         | Джо Луис Уокер                                                                             | Джонни Адамс Уильям Кларк Уолтер «Вольфман» Вашингтон |
| Исполнитель современного блюза (женщина)         | Коко Тейлор                                                                                | Ирма Томас Марша Болл Этта Джеймс Дениз Ласаль |
| Альбом современного блюза                        | Live On Stage Мэджик Слим Harp Attack Билли Бранч, Кэри Белл, Джеймс Коттон, Джуниор Уэллс | Bad Avenue — Burnley Blues Festival 1991 — Лефти Дизз & «Big Moose» Уокер Wild Taste Of Chicago — Mojo Blues Band Fear No Evil —Роберт Уорд Live At Slim’s — Джо Луис Уокер The Heartbreaker — Буба Барнс |
| Блюзовый вокалист                                | —                                                                                          | Чарльз Браун Джо Луис Уокер Джонни Адамс Буба Барнс |
| Блюзовый инструменталист — фортепиано, клавишные | Чарльз Браун                                                                               | Чемпион Джек Дюпри Пайнтоп Перкинс Санниленд Слим Кэти Уэбстер |
| Блюзовый инструменталист — иной                  | Кларенс Браун                                                                              | Си Джей Шенье Лонни Питчфорд Йэнк Рэйчелл Сэм Карр |
| Блюзовый инструменталист — губная гармоника      | Джеймс Коттон                                                                              | Билли Бранч Уильям Кларк Чарли Масселуайт Кэри Белл |
| Блюзовый гитарист                                | Бадди Гай                                                                                  | Кларенс Браун Ронни Эрл Джо Луис Уокер Роберт Уорд |
| Группа года                                      | B.B. King Orchestra                                                                        | Roosevelt «Booba» Barnes and The Playboys Joe Louis Walker and the Boss Talkers Magic Slim & the Teardrops Little Charlie & the Nightcats                                                                 |
| Премия Би Би Кинга (артист года)                 | Бадди Гай                                                                                  | Джо Луис Уокер Буба Барнс Чемпион Джек Дюпри |

## 1992
В 1992 году была возвращена номинация «Альбом традиционного блюза», добавилась одна номинация «Исполнитель акустического кантри-блюза», исчезла номинация «Архивный альбом». Номинанты премии не объявлялись. В этом году началась эпоха Пайнтопа Перкинса как лучшего блюзового пианиста, которым он признавался без перерыва да 2003 года включительно. Бадди Гай стал лауреатом в пяти номинациях: «Песня года», «Альбом современного блюза», «Блюзовый вокалист», «Блюзовый гитарист» и «Артист года — Премия Би Би Кинга»
| 1992 — 13th Annual Blues Awards                  | 1992 — 13th Annual Blues Awards                                                        | 1992 — 13th Annual Blues Awards |
| Номинация                                        | Победитель                                                                             | Номинанты                       |
| ------------------------------------------------ | -------------------------------------------------------------------------------------- | ------------------------------- |
| Исполнитель традиционного блюза (мужчина)        | Вилли Диксон                                                                           | —                               |
| Исполнитель традиционного блюза (женщина)        | Коко Тейлор                                                                            | —                               |
| Альбом традиционного блюза                       | Forever and Ever Чемпион Джек Дюпри                                                    | —                               |
| Песня года                                       | «Damn Right I’ve Got the Blues» Бадди Гай                                              | —                               |
| Перевыпущенный альбом                            | The Chess Box Хаулин Вулф                                                              | —                               |
| Исторический блюзовый альбом                     | Back to the Country Джонни Шайнс & Снуки Прайор                                        | —                               |
| Исполнитель акустического кантри-блюза           | Джонни Шайнс                                                                           | —                               |
| Исполнитель современного блюза (мужчина)         | Альберт Коллинз                                                                        | —                               |
| Исполнитель современного блюза (женщина)         | Этта Джеймс                                                                            | —                               |
| Альбом современного блюза                        | My Way or the Highway Гитар Шорти & Отис Гранд Damn Right I’ve Got the Blues Бадди Гай | —                               |
| Блюзовый вокалист                                | Бадди Гай                                                                              | —                               |
| Блюзовый инструменталист — фортепиано, клавишные | Пайнтоп Перкинс                                                                        | —                               |
| Блюзовый инструменталист — иной                  | Кларенс Браун                                                                          | —                               |
| Блюзовый инструменталист — губная гармоника      | Чарли Масселуайт                                                                       | —                               |
| Блюзовый гитарист                                | Бадди Гай                                                                              | —                               |
| Группа года                                      | Anson Funderburgh & the Rockets с Сэмом Майерсом                                       | —                               |
| Премия Би Би Кинга (артист года)                 | Бадди Гай                                                                              | —                               |

## 1993
В 1993 году количество категорий выросло до 21 номинации. Премии с этого года стали вручаться в трёх категориях соул-блюза (исполнитель, исполнительница, альбом) и номинация «Исполнитель (женщина)». Номинанты не объявлялись. Вновь Бадди Гай собрал наибольшее количество наград, став победителем в номинациях «Исполнитель современного блюза», «Альбом современного блюза», «Блюзовый гитарист» и обладателем Премии Би Би Кинга лучшему артисту.
| 1993 — 14th Annual Blues Awards                  | 1993 — 14th Annual Blues Awards       | 1993 — 14th Annual Blues Awards |
| Номинация                                        | Победитель                            | Номинанты                       |
| ------------------------------------------------ | ------------------------------------- | ------------------------------- |
| Исполнитель традиционного блюза (мужчина)        | Роберт Локвуд                         | —                               |
| Исполнитель традиционного блюза (женщина)        | Коко Тейлор                           | —                               |
| Альбом традиционного блюза                       | Hold On Лоуэлл Фулсон                 | —                               |
| Исполнитель соул-блюза (мужчина)                 | Бобби «Блу» Блэнд                     | —                               |
| Исполнитель соул-блюза (женщина)                 | Этта Джеймс                           | —                               |
| Альбом соул-блюза                                | The Right Time Этта Джеймс            | —                               |
| Песня года                                       | «Working Man» Лоуэлл Фулсон           | —                               |
| Перевыпущенный альбом                            | King of the Slide Guitar Элмор Джеймс | —                               |
| Блюзовый вокалист                                | Чарльз Браун                          | —                               |
| Исполнитель (женщина)                            | Этта Джеймс                           | —                               |
| Альбом акустического кантри-блюза                | Got Love If You Want It Джон Хэммонд  | —                               |
| Исполнитель акустического кантри-блюза           | Снуки Прайор                          | —                               |
| Исполнитель современного блюза (мужчина)         | Бадди Гай                             | —                               |
| Исполнитель современного блюза (женщина)         | Кэти Уэбстер                          | —                               |
| Альбом современного блюза                        | Feels Like Rain Бадди Гай             | —                               |
| Блюзовый инструменталист — фортепиано, клавишные | Пайнтоп Перкинс                       | —                               |
| Блюзовый инструменталист — иной                  | Папа Джон Крич                        | —                               |
| Блюзовый инструменталист — губная гармоника      | Чарли Масселуайт                      | —                               |
| Блюзовый гитарист                                | Бадди Гай                             | —                               |
| Группа года                                      | Albert Collins & the Icebreakers      | —                               |
| Премия Би Би Кинга (артист года)                 | Бадди Гай                             | —                               |

## 1994
В 1994 году количество номинаций осталось прежним, номинанты вновь не объявлялись. Альберт Коллинз собрал три премии, став лауреатом номинаций «Исполнитель современного блюза», «Блюзовый гитарист» и обладателем премии Би Би Кинга.
| 1994 — 15th Annual Blues Awards                  | 1994 — 15th Annual Blues Awards                        | 1994 — 15th Annual Blues Awards |
| Номинация                                        | Победитель                                             | Номинанты                       |
| ------------------------------------------------ | ------------------------------------------------------ | ------------------------------- |
| Исполнитель традиционного блюза (мужчина)        | Джон Ли Хукер                                          | —                               |
| Исполнитель традиционного блюза (женщина)        | Джесси Мэй Хэмфилл                                     | —                               |
| Альбом традиционного блюза                       | Dancin’ the Blues Taj Mahal and the Phantom Blues Band | —                               |
| Исполнитель соул-блюза (мужчина)                 | Бобби «Блу» Блэнд                                      | —                               |
| Исполнитель соул-блюза (женщина)                 | Этта Джеймс                                            | —                               |
| Альбом соул-блюза                                | Years of Tears Бобби «Блу» Блэнд                       | —                               |
| Песня года                                       | «My Next Ex-Wife» Little Charlie & the Nightcats       | —                               |
| Перевыпущенный альбом                            | The Complete Plantation Recordings Мадди Уотерс        | —                               |
| Блюзовый вокалист (мужчина)                      | Отис Раш                                               | —                               |
| Исполнитель (женщина)                            | Этта Джеймс                                            | —                               |
| Альбом акустического кантри-блюза                | Portrait of a Delta Bluesman Пайнтоп Перкинс           | —                               |
| Исполнитель акустического кантри-блюза           | Джон Хэммонд                                           | —                               |
| Исполнитель современного блюза (мужчина)         | Альберт Коллинз                                        | —                               |
| Исполнитель современного блюза (женщина)         | Коко Тейлор                                            | —                               |
| Альбом современного блюза                        | Blues Summit Би Би Кинг                                | —                               |
| Блюзовый инструменталист — фортепиано, клавишные | Пайнтоп Перкинс                                        | —                               |
| Блюзовый инструменталист — иной                  | Кларенс Браун                                          | —                               |
| Блюзовый инструменталист — губная гармоника      | Чарли Масселуайт                                       | —                               |
| Блюзовый гитарист                                | Альберт Коллинз                                        | —                               |
| Премия Би Би Кинга (артист года)                 | Альберт Коллинз                                        | —                               |
| Группа года                                      | Anson Funderburgh & the Rockets с Сэмом Майерсом       | —                               |

## 1995
В 1995 году добавилась номинация «Исполнитель смежного жанра» и были, после перерыва, объявлены номинанты во всех категориях. По количеству наград и номинаций в этом году первенствовал Отис Раш, победивший в номинациях «Песня года», «Исполнитель современного блюза» и номинировавшийся в категориях «Альбом современного блюза» и «Блюзовый гитарист». Чарльз Браун стал лауреатом в одной номинации и номинантом трёх номинаций.
| 1995 — 16th Annual Blues Awards                  | 1995 — 16th Annual Blues Awards         | 1995 — 16th Annual Blues Awards |
| Номинация                                        | Победитель                              | Номинанты |
| ------------------------------------------------ | --------------------------------------- | --- |
| Исполнитель традиционного блюза (мужчина)        | Пайнтоп Перкинс                         | Тадж Махал Чарльз Браун Ар Эл Бёрнсайд Роберт Локвуд |
| Исполнитель традиционного блюза (женщина)        | Кэти Уэбстер                            | Джинни Читэм Saffire Рори Блок Рут Браун |
| Альбом традиционного блюза                       | Bluebird Джимми Роджерс                 | In The Mess Up To My Chest — Снуки Прайор Too Bad Jim — Ар Эл Бёрнсайд Down To Earth — Вилли Коббс Ice Cream Man — Джон Брим                                               |
| Исполнитель соул-блюза (мужчина)                 | Литтл Милтон                            | Соломон Берк Майти Сэм Макклейн Джонни Адамс Бобби «Блу» Блэнд |
| Исполнитель соул-блюза (женщина)                 | Ирма Томас                              | Лавель Уайт Ширли Браун Кэрол Фран Дениз Ласаль |
| Альбом соул-блюза                                | Live At The House Of Blues Соломон Берк | Father, Father — Попс Стейплз I’m A Gambler — Литтл Милтон Miss Lavelle — Лавель Уайт Z. Zelebration: A Tribute To Z.Z. Hill — сборник                                     |
| Песня года                                       | «Ain’t Enough Comin’ In» Отис Раш       | «Fool in Heah» — Джимми Доукинс «St. Gabriel» — Марша Болл «Six Strings Down» — Аарон Невилл, Чарльз Невилл, Джимми Вон «That’s When I Know» — Эдди Кэмпбелл               |
| Перевыпущенный альбом                            | One More Mile Мадди Уотерс              | Ain’t Gonna Be Your Dog — Хаулин Вулф Big, Bad & Blue — Биг Джо Тёрнер Black Magic — Мэджик Сэм Otis Spann’s Chicago Blues — Отис Спэнн                                    |
| Блюзовый вокалист (мужчина)                      | Чарльз Браун                            | Джонни Адамс Бобби «Блу» Блэнд Соломон Берк Майти Сэм Макклейн Литтл Милтон                                                                                                |
| Исполнитель (женщина)                            | Коко Тейлор                             | Этта Джеймс Лавель Уайт Дениз Ласаль Ирма Томас Марша Болл Кэрол Фран |
| Исполнитель смежного жанра                       | Эрик Клэптон                            | Мэджик Дик & Джон Гейлс Мария Малдор Бонни Рэйтт Дэн Пенн |
| Акустический кантри-блюз альбом                  | Keb Mo Keb’ Mo’                         | All Around Man — Лонни Питчфорд Goin Back In The Times — Хоумсик Джеймс Sad Days Lonely Nights — Дэвид «Джуниор» Кимбро Two Heads Are Better — Хармоника Фэтс и Берни Пёрл |
| Исполнитель современного блюза (мужчина)         | Отис Раш                                | Джо Луис Уокер Лютер Эллисон Чарли Масселуайт Кенни Нил |
| Исполнитель современного блюза (женщина)         | Этта Джеймс                             | Марша Болл Дебби Дэвис Коко Тейлор Мишель Уилсон |
| Альбом современного блюза                        | Slippin’ In Бадди Гай                   | Ain’t Enough Comin’ In — Отис Раш Blues And Pain — Джимми Доукинс In My Time — Чарли Масселуайт Soul Fixin’ Man — Лютер Эллисон                                            |
| Блюзовый инструменталист — фортепиано, клавишные | Пайнтоп Перкинс                         | Доктор Джон Джонни Джонсон Санниленд Слим Марша Болл Чарльз Браун |
| Блюзовый инструменталист — иной                  | Кларенс Браун                           | Сэм Лэй Лонни Питчфорд Сонни Роудс Roomful of Blues |
| Блюзовый инструменталист — губная гармоника      | Чарли Масселуайт                        | Кэри Белл Шуга Блу Род Пьяцца Ким Уилсон |
| Блюзовый гитарист                                | Бадди Гай                               | Джимми Доукинс Ронни Эрл Отис Раш Лютер Эллисон |
| Премия Би Би Кинга (артист года)                 | Бадди Гай                               | Лютер Эллисон Чарльз Браун Би Би Кинг Чарли Масселуайт |
| Группа года                                      | Charlie Musselwhite Band                | Anson Funderburgh & the Rockets с Сэмом Майерсом Rod Piazza & The Mighty Flyers Roomful of Blues Smokin’ Joe Kubek Band & Бунойз Кинг                                      |
| Исполнитель акустического блюза                  | Джон Хэммонд                            | Keb’ Mo’ Cephas & Wiggins Сиделл Дэвис Дэвид Эдвардс |

## 1996
В 1996 года премия была переименована и стала носить название W.C. Handy Blues Awards. Количество номинаций выросло до 23. Были исключены номинации «Исполнитель смежного жанра», «Блюзовый вокалист (мужчина)», «Исполнитель (женщина)» и появились категории «Блюзовый альбом-возвращение», «Блюзовый барабанщик», «Блюзовый бас-гитарист», и «Лучший дебют». Лютер Эллисон стал пятикратным лауреатом, победив в номинациях «Песня года», «Исполнитель современного блюза», «Альбом современного блюза», «Блюзовый гитарист», обладателем премии Би Би Кинга, и поскольку номинировался в категории «Песня года» с двумя песнями, со второй остался номинантом.
| 1996 — 17th W.C. Handy Blues Awards              | 1996 — 17th W.C. Handy Blues Awards   | 1996 — 17th W.C. Handy Blues Awards |
| Номинация                                        | Победитель                            | Номинанты |
| ------------------------------------------------ | ------------------------------------- | --- |
| Исполнитель традиционного блюза (мужчина)        | Джимми Роджерс                        | Ар Эл Бёрнсайд Дэвид Джуниор Кимбро Дэвид Эдвардс Роберт Локвуд |
| Исполнитель традиционного блюза (женщина)        | Кэти Уэбстер                          | Энн Рэбсон Бонни Ли Дейтра Фарр Saffire |
| Альбом традиционного блюза                       | Chill Out Джон Ли Хукер               | Sittin’ Here Wonderin’ — Луизиана Ред Mule — Пол «Уайн» Джонс El Dorado Cadillac — Билли Бой Арнольд The Real Deal — Смоуки Уилсон                                                                    |
| Исполнитель соул-блюза (мужчина)                 | Литтл Милтон                          | Соломон Берк Отис Клей Сил Джонсон Бобби Паркер |
| Исполнитель соул-блюза (женщина)                 | Этта Джеймс                           | Дениз Ласаль Лавель Уайт Тони Линн Вашингтон И Си Скотт |
| Альбом соул-блюза                                | Blue Night Перси Следж                | Right on Time — Little Buster & the Soul Bros Keep on Movin’ — Майти Сэм Макклейн Shine Me Up — Бобби Паркер Back in the Game — Сил Джонсон                                                           |
| Песня года                                       | «Cherry Red Wine» Лютер Эллисон       | «Bluesifyin’» — Джо Луис Уокер «Move From the Hood» — Лютер Эллисон & Джеймс Солберг «Here’s Your Mop Mr. Johnson» — Кери Ли, Марк Лайон, Томас Андерсон «The Blues Follow Me Around» — Карл Уэзерсби |
| Перевыпущенный альбом                            | So Many Roads Отис Раш                | Down to Earth — Отис Спэнн Vietnam Blues — Дж. Б. Ленойр Blues With a Feeling — Литтл Уолтер The Complete Capitol and Black & White — Ти Боун Уокер                                                   |
| Исполнитель современного блюза (мужчина)         | Лютер Эллисон                         | Джо Луис Уокер Коко Монтойя Отис Раш Роберт Уорд |
| Исполнитель современного блюза (женщина)         | Коко Тейлор                           | Трейси Нельсон Марша Болл Дебби Дэвис Кери Ли |
| Альбом современного блюза                        | Blue Streak Лютер Эллисон             | Blues of the Month Club — Джо Луис Уокер Live ’92-’93 — Albert Collins & the Icebreakers Little Dave & Big Love — Лил Дэйв Томпсон Gotta Mind to Travel — Коко Монтойя                                |
| Блюзовый альбом-возвращение                      | I’m A Jockey Джимми Джонсон           | Back in the Game — Сил Джонсон Let Your Hair Down — Floyd McDaniel & the Blues Swingers Blue Night — Перси Следж Sweetheart of the Blues — Бонни Ли                                                   |
| Блюзовый инструменталист — фортепиано, клавишные | Пайнтоп Перкинс                       | Хани Александр Марша Болл Чарльз Браун Джонни Джонсон |
| Блюзовый инструменталист — иной                  | Кларенс Браун                         | Сонни Роудс The Memphis Horns Roomful of Blues Лонни Питчфорд |
| Блюзовый инструменталист — губная гармоника      | Чарли Масселуайт                      | Билли Бой Арнольд Ким Уилсон Род Пьяцца Кэри Белл |
| Блюзовый гитарист                                | Лютер Эллисон                         | Ронни Эрл Коко Монтойя Боб Марголин Джо Луис Уокер |
| Блюзовый барабанщик                              | Вилли Смит                            | Сэм Лэй Джими Ботт Тед Харви Рэй Эллисон |
| Блюзовый бас-гитарист                            | Вилли Кент                            | Сара Браун Кэлвин Джонс Джонни Би Гейден Арон Бертон |
| Премия Би Би Кинга (артист года)                 | Лютер Эллисон                         | Ар Эл Бёрнсайд Род Пьяцца Литтл Милтон Би Би Кинг |
| Лучший дебют                                     | Коко Монтойя                          | Мем Шеннон Лил Дэйв Томпсон Кори Харрис Пол «Вайн» Джонс |
| Группа года                                      | Joe Louis Walker & the Bosstalkers    | Rod Piazza & The Mighty Flyers Roomful of Blues Little Charlie & the Nightcats Anson Funderburgh & the Rockets с Сэмом Майерсом                                                                       |
| Исполнитель акустического блюза                  | Джон Хэммонд                          | Кеб Мо Лонни Питчфорд Cephas & Wiggins Кори Харрис |
| Альбом акустического блюза                       | When a Woman Gets the Blues Рори Блок | Louie Bluie — Ховард Армстронг Between Midnight & Day — Кори Харрис Self Portrait in Blues — Пол Джеремия Fresh Catfish — Кэтфиш Кит                                                                  |

## 1997
В 1997 году количество номинаций осталось прежним. Лютер Эллисон вновь отметился больше других исполнителей, став лауреатом в трёх и номинантом в двух номинациях. Также лауреатом в трёх номинациях стал Уильям Кларк: «Песня года», «Альбом современного блюза», «Блюзовый инструменталист — губная гармоника». Удачно дебютировал Элвин «Янгблад» Харт, победив в номинации «Лучший дебют», и попав в число номинантов ещё в четырёх категориях.
| 1997 — 18th W.C. Handy Blues Awards              | 1997 — 18th W.C. Handy Blues Awards       | 1997 — 18th W.C. Handy Blues Awards |
| Номинация                                        | Победитель                                | Номинанты |
| ------------------------------------------------ | ----------------------------------------- | --- |
| Исполнитель традиционного блюза (мужчина)        | Джеймс Коттон                             | Элвин «Янгблад» Харт Ар Эл Бёрнсайд Дэвид Эдвардс Сэм Карр Фрэнк Фрост |
| Исполнитель традиционного блюза (женщина)        | Рори Блок                                 | Кэти Уэбстер Бонни Ли Энни Рейнс Saffire |
| Альбом традиционного блюза                       | Come On In This House Джуниор Уэллс       | I Want You to Know — Paul Rishell & Annie Raines Deep in the Blues — Джеймс Коттон Big Mama’s Door — Элвин «Янгблад» Харт The Real Deal — Джон Праймер                                                      |
| Исполнитель соул-блюза (мужчина)                 | Бобби «Блу» Блэнд                         | Литтл Милтон Джонни Адамс Соломон Берк Майти Сэм Макклейн |
| Исполнитель соул-блюза (женщина)                 | Ирма Томас                                | Дениз Ласаль Энн Пиблз Франсин Рид Лавель Уайт |
| Альбом соул-блюза                                | Texas Soul Уэсли Кларк                    | One Foot in the Blues — Джонни Адамс Blue Texas Soul — Туту Джонс Sledgehammer Soul & Downhome Blues — Майти Сэм Макклейн Good Love — Джонни Тейлор                                                         |
| Песня года                                       | «Fishing Blues» Уильям Кларк              | «Been There, Done That» — Франсин Рид «One Foot in the Blues» — Джонни Адамс, «One Monkey Don’t Stop No Show» — Бобби Раш "We Got to Stop This Killin’ « — Биг Джек Джонсон                                 |
| Перевыпущенный альбом                            | Live at the Electric Ballroom Фредди Кинг | That Did It! The Juke Recordings Vol. 3 — Бобби „Блу“ Блэнд The Scratch — Слим Харпо Avalon Blues, The Complete 1928 OKeh Recordings — Миссисипи Джон Хёрт How Blue Can You Get: Classic Blues — Би Би Кинг |
| Исполнитель современного блюза (мужчина)         | Лютер Эллисон                             | Биг Джек Джонсон Keb’ Mo’ Джо Луис Уокер Коко Монтойя |
| Исполнитель современного блюза (женщина)         | Дебби Дэвис                               | Марша Болл Этта Джеймс Коко Тейлор Тони Линн Вашингтон |
| Альбом современного блюза                        | The Hard Way Уильям Кларк                 | Where Have You Been: Live in Montreux — Лютер Эллисон Border Town Legend — Лонг Джон Хантер Live Spontaneous Combustion — Сон Силс Ya Think I’d Know Better — Коко Монтойя                                  |
| Блюзовый альбом-возвращение                      | Wake Up and Live Флойд Диксон             | I Ain’t Lyin’ — Литтл Сэмми Дэвис Blessed Blues — Джонни Дженкинс Knockin’ on the Devil’s Door — Пол Ошер Homebrew — Брюэр Филлипс                                                                          |
| Блюзовый инструменталист — фортепиано, клавишные | Пайнтоп Перкинс                           | Чарльз Браун Флойд Диксон Мисс Хоней Пьяцца Марша Болл |
| Блюзовый инструменталист — иной                  | Кларенс Браун                             | Си Джей Шенье Порки Коэн Марк Казанофф Сонни Роудс Roomful of Blues |
| Блюзовый инструменталист — губная гармоника      | Уильям Кларк                              | Джеймс Коттон Чарли Масселуайт Род Пьяцца Ким Уилсон |
| Блюзовый гитарист                                | Ронни Эрл                                 | Мэтт Мёрфи Энсон Фандерберг Джо Луис Уокер Лютер Эллисон |
| Блюзовый барабанщик                              | Вилли Смит                                | Рэй Эллисон Сэм Карр Сэм Лэй Джордж Рейнс |
| Блюзовый бас-гитарист                            | Вилли Кент                                | Сара Браун Арон Бертон Джонни Би Гейден Боб Строджер |
| Премия Би Би Кинга (артист года)                 | Лютер Эллисон                             | Тадж Махал Коко Монтойя Бобби Раш Ар Эл Бёрнсайд Чарльз Браун Би Би Кинг |
| Лучший дебют                                     | Элвин „Янгблад“ Харт                      | Mike Henderson & the Bluebloods Кларенс Спейди Карл Уэзерсби Расти Зинн |
| Группа года                                      | Luther Allison and the James Solberg Band | B.B. King Orchestra Magic Slim & the Teardrops Rod Piazza & The Mighty Flyers Ronnie Earl and the Broadcasters Roomful of Blues                                                                             |
| Исполнитель акустического блюза                  | Keb’ Mo’                                  | Элвин „Янгблад“ Харт Paul Rishell & Annie Raines Джон Хэммонд Кори Харрис |
| Альбом акустического блюза                       | Deep in the Blues Джеймс Коттон           | I Want You to Know — Paul Rishell & Annie Raines Cool Down — Джон Сефас и Фил Уиггинс Blow, Fat Daddy, Blow — Хармоника Фэтс & Берни Пёрл Big Mama’s Door — Элвин „Янгблад“ Харт                            |

## 1998
В 1998 году добавилась ещё одна номинация для инструменталистов: «Блюзовый инструменталист — духовые». Лютер Эллисон стал звездой церемонии, собрав пять побед в различных номинациях, Джо Луис Уокер собрал пять номинаций
| 1998 — 19th W.C. Handy Blues Awards              | 1998 — 19th W.C. Handy Blues Awards                    | 1998 — 19th W.C. Handy Blues Awards |
| Номинация                                        | Победитель                                             | Номинанты |
| ------------------------------------------------ | ------------------------------------------------------ | --- |
| Исполнитель традиционного блюза (мужчина)        | Кэри Белл                                              | Ар Эл Бёрнсайд Дэвид Эдвардс Кори Харрис Снуки Прайор |
| Исполнитель традиционного блюза (женщина)        | Рори Блок                                              | Трейси Нельсон Энн Рэбсон Энни Рейнс Шейла Уилкоксон |
| Альбом традиционного блюза                       | Good Luck Man Кэри Белл                                | Fish Ain’t Bitin’ — Кори Харрис Off Yonder Wall — The Jelly Roll Kings Mind Your Own Business — Снуки Прайор Music Makin’ Mama — Энн Рэбсон                                                              |
| Исполнитель соул-блюза (мужчина)                 | Литтл Милтон                                           | Джонни Тейлор Джонни Адамс Майти Сэм Макклейн Бобби Раш |
| Исполнитель соул-блюза (женщина)                 | Рут Браун                                              | Дениз Ласаль Энн Пиблз Ирма Томас Лавель Уайт |
| Альбом соул-блюза                                | R + B = Ruth Brown Рут Браун                           | Promised Land — The Holmes Brothers The Definiton of Soul — Соломон Берк King of Hearts — Эрнест Кинг Lovin’ A Big Fat Woman — Бобби Раш Mighty Man — Майти Джо Янг One Foot in the Blues — Джонни Адамс |
| Песня года                                       | „Living in the House of the Blues“ Джерри Линн Уиляьмс | „Leavin’ Here Walkin“ — Джимми Бёрнс „Low Down Dirty Blues“ — Джо Луис Уокер „The Man from Mars“ — Смоуки Уилсон „Don’t Take My Blue“ — Эдди Клируотер                                                   |
| Перевыпущенный альбом                            | The Complete Chess Recordings Джимми Роджерс           | Acoustic Stories — Ар Эл Бёрнсайд Extra Napkins — Джеймс Харман Feelin’ Good — Джесси Мэй Хэмфилл The First Recordings — Миссисипи Фред Макдауэлл                                                        |
| Исполнитель современного блюза (мужчина)         | Лютер Эллисон                                          | Чарли Масселуайт Род Пьяцца Джо Луис Уокер Смоуки Уилсон |
| Исполнитель современного блюза (женщина)         | Марша Болл                                             | Дебора Коулман Дебби Дэвис Сестра Моника Паркер Коко Тейлор Тони Линн Вашингтон |
| Альбом современного блюза                        | Reckless Лютер Эллисон                                 | Swinging from the Rafters — Лонг Джон Хантер Tough & Tender — Rod Piazza & the Mighty Flyers Great Guitars — Джо Луис Уокер The Man from Mars — Смоуки Уилсон                                            |
| Блюзовый альбом-возвращение                      | Another Cow Is Dead Эдди Кинг                          | Leavin’ Here Walkin’ — Джимми Бёрнс King of Hearts — Эрнест „Кинг“ Бейкер Off Yonder Wall — The Jelly Roll Kings Back in Chicago — Фредди Рулетт Deep in the Well — Джерри Рикс                          |
| Блюзовый инструменталист — фортепиано, клавишные | Пайнтоп Перкинс                                        | Мисс Хоней Пьяцца Флойд Диксон Джонни Джонсон Дэвид Максвелл Марша Болл Чарльз Браун |
| Блюзовый инструменталист — иной                  | Roomful of Blues                                       | Кларенс Браун Сонни Роудс Эдди Шоу |
| Блюзовый инструменталист — духовые               | —                                                      | Марк Казанофф |
| Блюзовый инструменталист — губная гармоника      | Род Пьяцца                                             | Сэм Майерс Чарли Масселуайт Кэри Белл Джеймс Коттон |
| Блюзовый гитарист                                | Лютер Эллисон                                          | Джо Луис Уокер Ронни Эрл Энсон Фандерберг Биг Джек Джонсон Дьюк Робиллард |
| Блюзовый барабанщик                              | Вилли Смит                                             | Рэй Эллисон Джими Бот Сэм Карр Сэм Лэй |
| Блюзовый бас-гитарист                            | Кэлвин Джонс                                           | Сара Браун Арон Бертон Джонни Би Гейден Вилли Кент |
| Премия Би Би Кинга (артист года)                 | Лютер Эллисон                                          | Род Пьяцца Бобби Раш Рут Браун Би Би Кинг |
| Лучший дебют                                     | Джонни „Ярд Дог“ Джонс                                 | Чико Бэнкс Крис Бирд Джеймс Джонсон Эндрю Джонс |
| Группа года                                      | Luther Allison and the James Solberg Band              | B.B. King Orchestra Joe Louis Walker & the Bosstalkers Rod Piazza & The Mighty Flyers Roomful of Blues The Holmes Brothers                                                                               |
| Исполнитель акустического блюза                  | Keb’ Mo’                                               | Келли Джо Фелпс Джерри Рикс Кори Харрис Элвин „Янгблад“ Харт |
| Альбом акустического блюза                       | Fish Ain’t Bitin’ Кори Харрис                          | Deep in the Well — Джерри Рикс Music Makin’ Mama — Энн Рэбсон Dealin’ with the Devil — Джон Муни Roll Away the Stone — Келли Джо Фелпс                                                                   |

## 1999
В 1999 году добавилась номинация «Исполнитель блюза, заслуживающий более широкого признания». По количеству номинаций лидером стал Би Би Кинг, став лауреатом в номинации «Альбом современного блюза», получив премию имени себя, и будучи номинирован ещё трёх в номинациях: «Перевыпущенный альбом», «Исполнитель современного блюза», «Группа года». В этом году среди номинантов премии дебютировала Шемекия Коупленд, получив четыре номинации. В дальнейшем почти ни одна из церемоний Blues Music Awards не обходилась без певицы в числе номинантов.
| 1999 — 20th W.C. Handy Blues Awards                       | 1999 — 20th W.C. Handy Blues Awards     | 1999 — 20th W.C. Handy Blues Awards |
| Номинация                                                 | Победитель                              | Номинанты |
| --------------------------------------------------------- | --------------------------------------- | --- |
| Исполнитель традиционного блюза (мужчина)                 | Роберт Локвуд                           | Снуки Прайор Мэджик Слим Джонни Бассетт Ар Эл Бёрнсайд Дэвид Эдвардс Биг Джек Джонсон |
| Исполнитель традиционного блюза (женщина)                 | Коко Тейлор                             | Рори Блок Бонни Ли Энни Рейнс Saffire – The Uppity Blues Women |
| Альбом традиционного блюза                                | I Got to Find Me a Woman Роберт Локвуд  | Long As I Have You’ — Джон Хэммонд Cadillac Blues — Джонни Бассетт World Don’t Owe Me Nothing — Дэвид Эдвардс You Don’t Know My Mind — Гай Дэвис                                                 |
| Исполнитель соул-блюза (мужчина)                          | Бобби Блэнд                             | Бобби Раш Джонни Адамс Майти Сэм Макклейн Литтл Милтон |
| Исполнитель соул-блюза (женщина)                          | Этта Джеймс                             | Рут Браун И Си Скотт Ирма Томас Лавель Уайт |
| Альбом соул-блюза                                         | Life, Love, & The Blues Этта Джеймс     | Journey — Майти Сэм Макклейн Man of My Word — Джонни Адамс -Live on Beale Street — Бобби Блэнд Lover’s Plea — Уэсли Кларк For Real — Литтл Милтон                                                |
| Песня года                                                | „Soon As I Get Paid“ Keb’ Mo’           | „Cool Blues Walk“ — Эдди Клируотер „Fourteen Dollars in the Bank“ — Paul deLay Band „Turn the Heat Up“ — Шемекия Коупленд „Cadillac Blues“ — Джонни Бассетт                                      |
| Перевыпущенный альбом                                     | Hand Me Down My Moonshine Лютер Эллисон | Bricks in my Pillow — Роберт Найтхоук Now You Can Talk About Me — Джордж Смит Blues Hit Big Town — Джуниор Уэллс Fast Fingers — Джимми Доукинс Live at the Regal — Би Би Кинг                    |
| Исполнитель современного блюза (мужчина)                  | Keb’ Mo’                                | Бадди Гай Би Би Кинг Джо Луис Уокер Карл Уэзерсби |
| Исполнитель современного блюза (женщина)                  | Сьюзан Тедески                          | Марша Болл Дебора Коулман Шемекия Коупленд Марша Болл, Ирма Томас & Трейси Нельсон |
| Альбом современного блюза                                 | Blues on the Bayou Би Би Кинг           | Any Place I’m Goin’ — Отис Раш Just Won’t Burn — Сьюзан Тедески Preacher & the President — Джо Луис Уокер Sing It — Марша Болл, Ирма Томас & Трейси Нельсон Turn the Heat Upt — Шемекия Коупленд |
| Блюзовый альбом-возвращение                               | Robert Johnson Songbook Питер Грин      | Nothin’ but the Truth — Джонни Браун I Was Raised on the Blues — Джонни Джонс It’s Rough Out Here — Эл Кинг For Pete’s Sake — Пит Майес You Can’t Do That — Дэйв Майерс                          |
| Блюзовый инструменталист — фортепиано, клавишные          | Пайнтоп Перкинс                         | Чарльз Браун Доктор Джон Мисс Хоней Пьяцца Марша Болл |
| Блюзовый инструменталист — иной                           | Кларенс Браун                           | Сонни Роудс Фредди Рулетт Эдди Шоу |
| Блюзовый инструменталист — духовые                        | —                                       | Марк Казанофф |
| Блюзовый инструменталист — губная гармоника               | Чарли Масселуайт                        | Род Пьяцца Снуки Прайор Ким Уилсон Кэри Белл Пол диЛей |
| Блюзовый гитарист                                         | Ронни Эрл                               | Карл Уэзерсби Джонни Бассетт Дьюк Робиллард Отис Раш Джо Луис Уокер |
| Блюзовый барабанщик                                       | Вилли Смит                              | Рэй Эллисон Сэм Карр Попси Диксон Сэм Лэй |
| Блюзовый бас-гитарист                                     | Вилли Кент                              | Сара Браун Джонни Би Гейден Ник Холт Билл Стюв |
| Премия Би Би Кинга (артист года)                          | Би Би Кинг                              | Джо Луис Уокер Джонни Адамс Тадж Махал Род Пьяцца Бобби Раш |
| Исполнитель блюза, заслуживающий более широкого признания | Уэсли Кларк                             | Ларри Гарнер Ларри Маккрей Даррелл Налиш Финис Тасби Карл Уэзерсби Эдди Клируотер Рой Гейнс |
| Лучший дебют                                              | Сьюзан Тедески                          | Шемекия Коупленд Крис Томас Кинг Джонни Бассетт Бернард Эллисон |
| Группа года                                               | Rod Piazza & The Mighty Flyers          | B.B. King Orchestra Magic Slim & the Teardrops Roomful of Blues Walter „Wolfman“ Washington & The Roadmasters Anson Funderburgh & The Rockets featuring Sam Myers                                |
| Исполнитель акустического блюза                           | Keb’ Mo’                                | Элвин „Янгблад“ Харт Гай Дэвис Дэвид Эдвардс Джон Хэммонд |
| Альбом акустического блюза                                | Confessions of a Blues Singer Рори Блок | You Don’t Know My Mind — Гай Дэвис Territory — Элвин „Янгблад“ Харт Red Mud — Крис Томас Кинг Blues After Sunset — Генри Батлер                                                                  |

## 2000
В 2000 году просуществовавшая один год номинация «Исполнитель блюза, заслуживающий более широкого признания» исключена и была добавлена номинация «Альбом года». Лидерами по числу номинаций стали Джо Луис Уокер (пять номинаций и вновь ни одной победы) и Энсон Фандерберг (одна победа «Песня года» и три номинации)
| 2000 — 21th W.C. Handy Blues Awards              | 2000 — 21th W.C. Handy Blues Awards                                 | 2000 — 21th W.C. Handy Blues Awards |
| Номинация                                        | Победитель                                                          | Номинанты |
| ------------------------------------------------ | ------------------------------------------------------------------- | --- |
| Исполнитель традиционного блюза (мужчина)        | Ар Эл Бёрнсайд                                                      | Снуки Прайор Дэвид Эдвардс Фрэнк Фрост Элвин „Янгблад“ Харт Луизиана Ред |
| Исполнитель традиционного блюза (женщина)        | Коко Тейлор                                                         | Одетта Энн Рэбсон Энни Рейнс Алджия Мэй Хинтон Рори Блок |
| Альбом традиционного блюза                       | The Lost Tapes of Muddy Waters Мадди Уотерс                         | Homemade’ — Cephas and Wiggins Millennium Blues — Луизиана Ред Rockin’ and Shoutin’ the Blues — Джимми Нельсон Moving to the Country — Paul Rishell & Annie Raines                                                                                          |
| Исполнитель соул-блюза (мужчина)                 | Уилсон Пикетт                                                       | Литтл Милтон Бобби Раш Бобби Блэнд Майти Сэм Макклейн |
| Исполнитель соул-блюза (женщина)                 | Этта Джеймс                                                         | Рут Браун Дениз Ласаль Труди Линн Ирма Томас |
| Альбом соул-блюза                                | It’s Harder Now Уилсон Пикетт                                       | Welcome to Little Milton — Литтл Милтон Memphis Monday Morning — Бобби Блэнд A Good Day for the Blues — Рут Браун Talkin Bout Chicago — Сил Джонсон |
| Песня года                                       | „Change in My Pocket“ Сэм Майерс, Энсон Фандерберг, Рени Фандерберг | „Walk Around Telephone Blues“ — Джеймс Харман „A Good Day for the Blues“ — Рут Браун „Memphis Monday Morning“ — Бобби „Блу“ Блэнд „Orphanage Home Blues“ — Луизиана Ред                                                                                     |
| Перевыпущенный альбом                            | Deluxe Edition Хаунд Дог Тэйлор                                     | Living Country Blues, an Anthology — сборник Okie Dokie Stomp — Кларенс Браун Early Hour Blues — Пи Ви Крейтон Simply the Best — The Earl Hooker Collection — Эрл Хукер                                                                                     |
| Исполнитель современного блюза (мужчина)         | Keb’ Mo’                                                            | Лил Эд Уильямс Бернард Эллисон Джонни Бассетт Роберт Крей Ларри Гарнер Джо Луис Уокер |
| Исполнитель современного блюза (женщина)         | Сьюзан Тедески                                                      | Марша Болл Дебора Коулман Шемекия Коупленд Дебби Дэвис |
| Альбом современного блюза                        | In Session Альберт Кинг/Стиви Рэй Вон                               | Continental Drifter — Чарли Масселуайт Silvertone Blues — Джо Луис Уокер Lone Star Shootout — Лонни Брукс, Лонг Джон Хантер, Филлип Уокер Live in Chicago — Лютер Эллисон                                                                                   |
| Блюзовый альбом-возвращение                      | It’s Harder Now Уилсон Пикетт                                       | Front Porch Blues’ — Джон Джексон All Over You — Лейзи Лестер Rockin’ and Shoutin’ the Blues — Джимми Нельсон Blues Everywhere I Go — Одетта |
| Блюзовый инструменталист — фортепиано, клавишные | Пайнтоп Перкинс                                                     | Джонни Джонсон Дэвид Максвелл Мисс Хоней Пьяцца Марша Болл Доктор Джон |
| Блюзовый инструменталист — иной                  | Кларенс Браун                                                       | Сонни Роудс Roomful of Blues Отар Тёрнер Ховард Армстронг Memphis Horns |
| Блюзовый инструменталист — духовые               | —                                                                   | Марк Казанофф |
| Блюзовый инструменталист — губная гармоника      | Чарли Масселуайт                                                    | Род Пьяцца Снуки Прайор Кэри Белл Фрэнк Фрост |
| Блюзовый гитарист                                | Дьюк Робиллард                                                      | Джо Луис Уокер Дебора Коулман Энсон Фандерберг Биг Джек Джонсон Кид Рамос Карл Уэзерсби |
| Блюзовый барабанщик                              | Крис Лейтон                                                         | Рэй Эллисон Сэм Карр Вилли Смит Сэм Лэй |
| Блюзовый бас-гитарист                            | Вилли Кент                                                          | Арон Бертон Джонни Би Гейден Кэлвин Джонс Билл Стюв |
| Премия Би Би Кинга (артист года)                 | Би Би Кинг                                                          | Бобби Раш Ар Эл Бёрнсайд Шемекия Коупленд Род Пьяцца Энсон Фандерберг и Сэм Майерс |
| Лучший дебют                                     | Биг Билл Морганфилд                                                 | Кид Рамос Майти Мо Роджерс Ронни Бейкер Брукс Майкл Бёркс |
| Группа года                                      | Rod Piazza & The Mighty Flyers                                      | The Duke Robillard Band Joe Louis Walker & the Bosstalkers Anson Funderburgh & The Rockets with Sam Myers Johnnie Bassett and the Blues Insurgents |
| Альбом года                                      | In Session Альберт Кинг/Стиви Рэй Вон                               | New Blues For the Modern Man — Дьюк Робиллард Silvertone Blues — Джо Луис Уокер Live in Chicago — Лютер Эллисон Lone Star Shootout — Лонни Брукс, Лонг Джон Хантер, Филлип Уокер Every Road Ends Somewhere — Джимми Джонсон Millennium Blues — Луизиана Ред |
| Исполнитель акустического блюза                  | Keb’ Mo’                                                            | Cephas and Wiggins Дэвид Эдвардс Элвин „Янгблад“ Харт Джон Джексон |
| Альбом акустического блюза                       | Moving to the Country Paul Rishell & Annie Raines                   | Spirit and the Blues — Эрик Бибб Homemade — Cephas and Wiggins Front Porch Blues — Джон Джексон Blues Magician — Фьюрри Льюис Railroad Bill — Этта Бейкер                                                                                                   |

## 2001
В 2001 году номинация «Перевыпущенный альбом» была заменена на номинацию «Исторический (архивный) блюзовый альбом». С этого года в номинации «Дебют года» оценивается не исполнитель, а альбом дебютанта. Шемекия Коупленд победила в номинациях «Песня года», «Альбом года» и «Исполнительница современного блюза (женщина)», и была номинирована на «Альбом современного блюза» и премию Би Би Кинга.
| 2001 — 22th W.C. Handy Blues Awards              | 2001 — 22th W.C. Handy Blues Awards                | 2001 — 22th W.C. Handy Blues Awards |
| Номинация                                        | Победитель                                         | Номинанты |
| ------------------------------------------------ | -------------------------------------------------- | --- |
| Исполнитель традиционного блюза (мужчина)        | Джеймс Коттон                                      | Биг Джек Джонсон Мэджик Слим Ар Эл Бёрнсайд Роберт Локвуд Снуки Прайор                                                                                           |
| Исполнитель традиционного блюза (женщина)        | Коко Тейлор                                        | Альберта Адамс Энн Рэбсон Кэрол Фран Рут Браун |
| Альбом традиционного блюза                       | Letting Go Сон Силс                                | Roots Stew’ — Биг Джек Джонсон Snakebite — Мэджик Слим Double Shot — Снуки Прайор/Мел Браун Jukin’ — Вилли Коббс                                                 |
| Исполнитель соул-блюза (мужчина)                 | Литтл Милтон                                       | Джонни Тейлор Майти Сэм Макклейн Бобби Блэнд Бобби Раш |
| Исполнитель соул-блюза (женщина)                 | Этта Джеймс                                        | Ирма Томас Тони Линн Вашингтон Труди Линн И Си Скотт |
| Альбом соул-блюза                                | My Heart’s In Memphis Ирма Томас                   | Hoochie Man — Бобби Раш I Like It That Way — Даррелл Налиш Masterpiece — И Си Скотт Blues for the Soul — Майти Сэм Макклейн                                      |
| Песня года                                       | «It’s 2AM» Шемекия Коупленд                        | «Winds of Change» — Эдди Клируотер «Pennies and Picks» — Джеймс Армстронг «Waiting on the Cards to Fall» — Гай Дэвис «So Long Frank Frost» — Биг Джек Джонсон    |
| Исторический блюзовый альбом                     | Last Call Отис Спэнн                               | Mo’ Na’kins, Please — Джеймс Харман Tip of the Top — Уильям Кларк Live On Maxwell Street 1964 — Роберт Найтхоук And This Is Maxwell Street — сборник             |
| Исполнитель современного блюза (мужчина)         | Эдди Клируотер                                     | Карл Уэзерсби Джеймс Армстронг Ларри Гарнер Рой Гейнс |
| Исполнитель современного блюза (женщина)         | Шемекия Коупленд                                   | Дебора Коулман Марша Болл Сьюзан Тедески Дебби Дэвис |
| Альбом современного блюза                        | Riding with the King Би Би Кинг/Эрик Клэптон       | Wicked — Шемекия Коупленд Reservation Blues — Эдди Клируотер West Coast House Party — Кид Рамос Wish I Was In Heaven Sitting Down — Ар Эл Бёрнсайд               |
| Блюзовый альбом-возвращение                      | Neck Bones & Caviar Мел Браун                      | Singin’ with the Sun — Литтл Артур Дункан Memphis, Tennessee — Роско Гордон Leavin’ This Old Town — Чарльз Уокер Adlib — Дон Ковэй                               |
| Блюзовый инструменталист — фортепиано, клавишные | Пайнтоп Перкинс                                    | Марша Болл Дэвид Максвелл Генри Батлер Мисс Хоней Пьяцца |
| Блюзовый инструменталист — иной                  | Кларенс Браун                                      | Фредди Рулетт Отар Тёрнер Сонни Роудс Клод Уильямс |
| Блюзовый инструменталист — духовые               | Roomful of Blues Horns                             | Марк Казанофф Memphis Horns Сакс Гордон Эдди Шоу |
| Блюзовый инструменталист — губная гармоника      | Чарли Масселуайт                                   | Кэри Белл Джеймс Коттон Род Пьяцца Снуки Прайор |
| Блюзовый гитарист                                | Дьюк Робиллард                                     | Карл Уэзерсби Кид Рамос Ронни Эрл Рой Гейнс |
| Блюзовый барабанщик                              | Крис Лейтон                                        | Сэм Лэй Вилли Смит Ар Джей Спэнглер Сэм Карр |
| Блюзовый бас-гитарист                            | Кэлвин Джонс                                       | Билл Стюв Майкл Уорд Ник Холт Вилли Кент |
| Премия Би Би Кинга (артист года)                 | Би Би Кинг                                         | Бобби Раш Литтл Милтон Род Пьяцца Шемекия Коупленд Тадж Махал |
| Лучший дебют                                     | North Mississippi Allstars Shake Hands With Shorty | Беверли Уоткинс — Back in Business Кэлвин Джексон — Goin’ Down South Шон Костелло — Cuttin’ In Вилли Кинг — Freedom Creek                                        |
| Группа года                                      | Taj Mahal & the Phantom Blues Band                 | Magic Slim & the Teardrops Rod Piazza & The Mighty Flyers Anson Funderburgh & The Rockets with Sam Myers B.B. King Band Johnnie Bassett and the Blues Insurgents |
| Альбом года                                      | Wicked Шемекия Коупленд                            | Lettin’ Go — Сон Силс Roots Stew — Биг Джек Джонсон Vu Du Menz — Кори Харрис/Генри Батлер Reservation Blues — Эдди Клируотер                                     |
| Исполнитель акустического блюза                  | Keb’ Mo’                                           | Гай Дэвис Джерри Рикс Элвин «Янгблад» Харт Cephas and Wiggins Кори Харрис                                                                                        |
| Альбом акустического блюза                       | Delta Crossroads Роберт Локвуд                     | Home to Me — Эрик Бибб Butt Naked Free — Гай Дэвис Many Miles of Blues — Джерри Рикс Vu Du Menz — Кори Харрис/Генри Батлер                                       |

## 2002
В 2002 году количество и названия номинаций не изменялись. Марша Болл стала победительницей в номинации «Альбом года», а также стала претендентом на награду в номинациях «Исполнительница современного блюза», «Альбом современного блюза», «Блюзовый инструменталист — фортепиано, клавишные» и премии Би Би Кинга.
| 2002 — 23th W.C. Handy Blues Awards              | 2002 — 23th W.C. Handy Blues Awards        | 2002 — 23th W.C. Handy Blues Awards |
| Номинация                                        | Победитель                                 | Номинанты |
| ------------------------------------------------ | ------------------------------------------ | --- |
| Исполнитель традиционного блюза (мужчина)        | Ар Эл Бёрнсайд                             | Генри Грей Мэджик Слим Джеймс Коттон Роберт Локвуд |
| Исполнитель традиционного блюза (женщина)        | Коко Тейлор                                | Биг Тайм Сара Альберта Адамс Энн Рэбсон Одетта |
| Альбом традиционного блюза                       | Burnside on Burnside Ар Эл Бёрнсайд        | Plays Chicago Blues’ — Генри Грей Greasy Kid Stuff — Кид Рамос Looking for a Home — Одетта Boogie N Shuffle — Билли Бой Арнольд |
| Исполнитель соул-блюза (мужчина)                 | Литтл Милтон                               | Отис Клэй Бобби Раш Айк Тёрнер Майти Сэм Макклейн |
| Исполнитель соул-блюза (женщина)                 | Этта Джеймс                                | Тони Линн Вашингтон И Си Скотт Франсин Рид Ирма Томас |
| Альбом соул-блюза                                | Feel It Литтл Милтон                       | Soul Activated — Кёртис Сальгадо Here and Now — Айк Тёрнер Sweet Dreams — Майти Сэм Макклейн Mississippi Magic — Терри Эванс |
| Песня года                                       | «Charlie’s Old Highway 51 Blues» Кид Рамос | «Gratitude Is Riches» — Кид Рамос «Kokomo» — Эрик Бибб «My Soul’s in Louisiana» — Отис Тейлор «S.U.V.» — Мем Шеннон |
| Исторический блюзовый альбом                     | Fathers and Sons Мадди Уотерс              | I Do Not Play No Rock ‘n’ Roll — Миссисипи Фред Макдауэлл Screamin’ and Hollerin’ the Blues — Чарли Паттон Lightnin’ and the Blues: The Herald Session — Лайтнин Хопкинс The Essential Magic Sam: Cobra & Chief Recordings — Мэджик Сэм |
| Исполнитель современного блюза (мужчина)         | Бадди Гай                                  | Ларри Гарнер Крис Томас Кинг Ким Уилсон Род Пьяцца Кид Рамос |
| Исполнитель современного блюза (женщина)         | Шемекия Коупленд                           | Дебора Коулман Мария Малдор Дебби Дэвис Марша Болл |
| Альбом современного блюза                        | Sweet Tea Бадди Гай                        | Speaking in Tongues — The Holmes Brothers Do You Get The Blues — Джимми Вон Smokin’ Joint —Ким Уилсон Presumed Innocent — Марша Болл |
| Блюзовый альбом-возвращение                      | Here and Now Айк Тёрнер                    | Blues and Beyond — Дик Хекстолл-Смит Plays Chicago Blues — Генри Грей Bring It On Home — James Montgomery Blues Band |
| Блюзовый инструменталист — фортепиано, клавишные | Пайнтоп Перкинс                            | Генри Батлер Мисс Хоней Пьяцца Доктор Джон Генри Грей Марша Болл |
| Блюзовый инструменталист — иной                  | Кларенс Браун                              | Сонни Роудс Бузу Чавис Бакуит Зайдеко Си Джей Шенье |
| Блюзовый инструменталист — духовые               | Roomful of Blues Horns                     | Сакс Гордон Эдди Шоу Марк Казанофф Memphis Horns |
| Блюзовый инструменталист — губная гармоника      | Чарли Масселуайт                           | Ким Уилсон Джеймс Коттон Род Пьяцца Снуки Прайор |
| Блюзовый гитарист                                | Бадди Гай                                  | Джимми Вон Дьюк Робиллард Кид Рамос Ронни Эрл |
| Блюзовый барабанщик                              | Вилли Смит                                 | Сэм Лэй Джордж Рейнс Сэм Карр Джими Ботт |
| Блюзовый бас-гитарист                            | Вилли Кент                                 | Джонни Би Гейден Кэлвин Джонс Ларри Тейлор Билл Стюв |
| Премия Би Би Кинга (артист года)                 | Би Би Кинг                                 | Айк Тёрнер Род Пьяцца Бобби Раш Марша Болл Шемекия Коупленд |
| Лучший дебют                                     | Отис Тейлор White African                  | The Crudup Brothers — Franktown Blues Гарри Хиполайт — Louisiana Country Boy Paul Reddick & The Sidemen — Rattlebag Рико Макфарленд — Tired of Begin Alone                                                                              |
| Группа года                                      | Rod Piazza & The Mighty Flyers             | Magic Slim & the Teardrops Anson Funderburgh & The Rockets with Sam Myers The Holmes Brothers Lil’ Ed & The Blues Imperials |
| Альбом года                                      | Presumed Innocent Марша Болл               | Wicked Grin — Джон Хэммонд Greasy Kid Stuff — Кид Рамос Smokin’ Joint — Ким Уилсон White African — Отис Тейлор |
| Исполнитель акустического блюза                  | Keb’ Mo’                                   | Луизиана Ред Кори Харрис Дэвид Эдвардс Эрик Бибб Джон Хэммонд |
| Альбом акустического блюза                       | Wicked Grin Джон Хэммонд                   | Mississippi Delta Blues Man — Дэвид Эдвардс Richland Woman Blues — Мария Малдор White African — Отис Тейлор Legend of Tommy Johnson — Крис Томас Кинг                                                                                   |

## 2003
В 2003 году номинации остались прежними. По пять раз в церемонии отметились Шемекия Коупленд («Альбом года», «Альбом современного блюза», «Исполнительница современного блюза» и две номинации), Соломон Бёрк («Исполнитель соул-блюза», «Альбом соул-блюза» и три номинации), Мэджик Слим (лауреат номинации «Группа года» и четыре номинации).
| 2003 — 24th W.C. Handy Blues Awards              | 2003 — 24th W.C. Handy Blues Awards                    | 2003 — 24th W.C. Handy Blues Awards |
| Номинация                                        | Победитель                                             | Номинанты |
| ------------------------------------------------ | ------------------------------------------------------ | --- |
| Исполнитель традиционного блюза (мужчина)        | Ар Эл Бёрнсайд                                         | Снуки Прайор Джеймс Коттон Мэджик Слим Биг Джек Джонсон |
| Исполнитель традиционного блюза (женщина)        | Коко Тейлор                                            | Биг Тайм Сара Ширли Джонсон Альберта Адамс Энн Рэбсон |
| Альбом традиционного блюза                       | 35th Anniversary Jam Джеймс Коттон                     | Return of a Legend’ — Джоди Уильямс Living in a New World — Willie King and the Liberators Blue Magic — Magic Slim & the Teardrops Snooky Pryor & The MS Wrecking Crew — Снуки Прайор Heads Up — Lil Ed & The Blues Imperials |
| Исполнитель соул-блюза (мужчина)                 | Соломон Бёрк                                           | Уэсли Кларк Джонни Роулз Литтл Милтон Майти Сэм Макклейн |
| Исполнитель соул-блюза (женщина)                 | Этта Джеймс                                            | Дениз Ласаль И Си Скотт Ирма Томас Тони Линн Вашингтон |
| Альбом соул-блюза                                | Don’t Give Up on Me Соломон Бёрк                       | From Austin With Soul — Уэсли Кларк Guitar Man — Литтл Милтон Burnin’ Down The House — Этта Джеймс Two Johnsons Are Better Than One — Сил Джонсон & Джимми Джонсон                                                            |
| Песня года                                       | «Let It Rain» Уэсли Кларк                              | «Terrorized» — Вилли Кинг «Somebody Let the Devil Out» — Popa Chubby «Downhome Sophisticate» — Кори Харрис «Stepchild» — Соломон Бёрк                                                                                         |
| Исторический блюзовый альбом                     | Born Under a Bad Sign Альберт Кинг                     | Land Where the… — Alan Lomax Collection, сборник Rockin’ Wild in Chicago — Мэджик Сэм Mighty Joe Young — Майти Джо Янг Righteous! — The Holmes Brothers                                                                       |
| Исполнитель современного блюза (мужчина)         | Чарли Масселуайт                                       | Джо Луис Уокер Ларри Гарнер Крис Томас Кинг Джон Муни |
| Исполнитель современного блюза (женщина)         | Шемекия Коупленд                                       | Сьюзан Тедески Сью Фоули Дебора Коулман Марша Болл |
| Альбом современного блюза                        | Talking to Strangers Шемекия Коупленд                  | Respect the Dead — Отис Тейлор All I Want — Джон Муни One Night in America — Чарли Масселуайт In the Morning — Джо Луис Уокер                                                                                                 |
| Блюзовый альбом-возвращение                      | Return of a Legend Джоди Уильямс                       | I’m Not Hungry… — Эрвин Хелфер The Houserocker — Джимми Кавалло Live in Memphis — Карла Томас |
| Блюзовый инструменталист — фортепиано, клавишные | Пайнтоп Перкинс                                        | Доктор Джон Генри Батлер Мисс Хоней Пьяцца Марша Болл |
| Блюзовый инструменталист — иной                  | Кларенс Браун                                          | Роберт Рэндольф Отар Тёрнер Ховард Армстронг Сонни Роудс |
| Блюзовый инструменталист — духовые               | Roomful of Blues Horns                                 | Эдди Шоу Марк Казанофф Memphis Horns Эй Си Рид |
| Блюзовый инструменталист — губная гармоника      | Чарли Масселуайт                                       | Ким Уилсон Джеймс Коттон Род Пьяцца Снуки Прайор |
| Блюзовый гитарист                                | Дьюк Робиллард                                         | Рой Роджерс Мэджик Слим Энсон Фандерберг Джо Луис Уокер |
| Блюзовый барабанщик                              | Вилли Смит                                             | Джими Ботт Крис Лейтон Сэм Карр Сэм Лэй |
| Блюзовый бас-гитарист                            | Вилли Кент                                             | Джонни Би Гейден Боб Строджер Билл Стюв Кэлвин Джонс |
| Премия Би Би Кинга (артист года)                 | Би Би Кинг                                             | Мэджик Слим Соломон Бёрк Дебора Коулман Шемекия Коупленд |
| Лучший дебют                                     | Robert Randolph & The Family Band Live at the Wetlands | Ана Попович — Hush! Nick Moss & The Flip Tops — Got A New Plan Пришес Брайант — Fool Me Good Ричард Джонстон — Foot Hill Stomp                                                                                                |
| Группа года                                      | Magic Slim & the Teardrops                             | Shemekia Copeland Band Little Charlie & the Nightcats Anson Funderburgh & The Rockets with Sam Myers Taj Mahal’s Phantom Blues Band                                                                                           |
| Альбом года                                      | Talking to Strangers Шемекия Коупленд                  | Don’t Give Up On Me —Соломон Бёрк From Austin With Soul — Уэсли Кларк Memphis Bar-B-Que Sessions — Биг Джек Джонсон One Night in America — Чарли Масселуайт                                                                   |
| Исполнитель акустического блюза                  | Джон Хэммонд                                           | Cephas & Wiggins Отис Тейлор Кори Харрис Элвин «Янгблад» Харт |
| Альбом акустического блюза                       | Memphis Bar-B-Que Sessions Биг Джек Джонсон            | Somebody Told the Truth — Cephas & Wiggins Fool Me Good — Пришес Брайант Down in the Alley — Элвин «Янгблад» Харт Give In Kind — Гай Дэвис                                                                                    |

## 2004
Номинации остались прежними. Бетти Лаветт завоевала премию в номинации «Блюзовый альбом-возвращение» и получила ещё три номинации; Отис Тейлор получил четыре номинации.
| 2004 — 25th W.C. Handy Blues Awards              | 2004 — 25th W.C. Handy Blues Awards                 | 2004 — 25th W.C. Handy Blues Awards |
| Номинация                                        | Победитель                                          | Номинанты |
| ------------------------------------------------ | --------------------------------------------------- | --- |
| Исполнитель традиционного блюза (мужчина)        | Пайнтоп Перкинс                                     | Вилли Кинг Отис Раш Роберт Локвуд Мэджик Слим |
| Исполнитель традиционного блюза (женщина)        | Коко Тейлор                                         | Пришес Брайант Микки Чемпион Одетта Холмс Мария Малдор Альберта Адамс |
| Альбом традиционного блюза                       | Which Way Is Texas? Anson Funderburgh & The Rockets | Rockin’ In The Same Old Boat — Джонни Би Мур All-Star Blues Jam — Боб Марголин Shout, Sister, Shout! — A Tribute to Sister Rosetta Tharpe — сборник Back To The Delta — Джимми Бёрнс   |
| Исполнитель соул-блюза (мужчина)                 | Соломон Бёрк                                        | Ховард Тейт Уэсли Кларк Майти Сэм Макклейн Бобби Раш |
| Исполнитель соул-блюза (женщина)                 | Этта Джеймс                                         | Бетти ЛаВетт Тони Линн Вашингтон Лавель Уайт И Си Скотт |
| Альбом соул-блюза                                | Let’s Roll Этта Джеймс                              | A Woman Like Me — Бетти ЛаВетт Rediscovered — Ховард Тейт Blues At Midnight — Бобби Блэнд One More Bridge to Cross — Майти Сэм Макклейн                                                |
| Песня года                                       | «Lookin’ for Trouble!» Ким Уилсон                   | «Hard Times Won» — Барри Левенсон & Джонни Дайер «Southern Comfort» — EG Kight «Foreclosure on the House of Love» — Марша Болл «I Smell Smoke» — Майкл Бёркс                           |
| Исторический блюзовый альбом                     | Muddy «Mississippi» Waters Live Мадди Уотерс        | The London Sessions (Deluxe Edition) — Хаулин Вулф The Gospel of the Blues — Розетта Тарп Complete Excello Singles — Слим Харпо Various Artists — 50 Years of Jazz and Blues — сборник |
| Исполнитель современного блюза (мужчина)         | Бадди Гай                                           | Тадж Махал Ким Уилсон Джо Луис Уокер Отис Тейлор |
| Исполнитель современного блюза (женщина)         | Марша Болл                                          | Джанива Магнесс Дебора Коулман EG Kight Шемекия Коупленд |
| Альбом современного блюза                        | So Many Rivers Марша Болл                           | Truth Is Not Fiction — Отис Тейлор I Smell Smoke — Майкл Бёркс Lookin’ for Trouble! — Ким Уилсон Count Your Blessings — Nick Moss & the Flip Tops                                      |
| Блюзовый альбом-возвращение                      | A Woman Like Me Бетти ЛаВетт                        | Deacon John’s Jump Blues — Джон Мур Free Beer Tomorrow — Джим Дикинсон What You Want — Микки Чемпион Rediscovered — Ховард Тейт                                                        |
| Блюзовый инструменталист — фортепиано, клавишные | Доктор Джон                                         | Джей Макшенн Генри Батлер Мисс Хоней Пьяцца Марша Болл |
| Блюзовый инструменталист — иной                  | Кларенс Браун                                       | Отис Тейлор Сонни Роудс Роберт Рэндольф Андра Фэй |
| Блюзовый инструменталист — духовые               | Roomful of Blues                                    | Эдди Шоу Марк Казанофф Кэлвин Оуэнс Сакс Гордон |
| Блюзовый инструменталист — губная гармоника      | Чарли Масселуайт                                    | Ким Уилсон Род Пьяцца Снуки Прайор Джеймс Харман |
| Блюзовый гитарист                                | Дьюк Робиллард                                      | Энсон Фандерберг Ронни Эрл Майкл Бёркс Джуниор Уотсон |
| Блюзовый барабанщик                              | Вилли Смит                                          | Биг Джо Маер Джими Ботт Сэм Карр Сэм Лэй |
| Блюзовый бас-гитарист                            | Вилли Кент                                          | Боб Строджер Джонни Би Гейден Билл Стюв Кэлвин Джонс |
| Премия Би Би Кинга м                             | Би Би Кинг                                          | Соломон Бёрк Ким Уилсон Бобби Раш Шемекия Коупленд |
| Лучший дебют                                     | Nick Curran and the Nitelife Doctor Velvet          | Эллис Хукс — Up Your Mind Марк Лемхауз — Big Lonesome Radio EG Kight — Southern Comfort Рене Остин — Sweet Talk                                                                        |
| Группа года                                      | Roomful of Blues                                    | Rod Piazza Band Little Charlie & the Nightcats Bob Margolin’s All Star Blues Band Magic Slim Band Anson Funderburgh & The Rockets with Sam Myers                                       |
| Альбом года                                      | Blues Singer Бадди Гай                              | A Woman Like Me — Бетти Лаветт Truth Is Not Fiction — Отис Тейлор Lookin’ for Trouble! — Ким Уилсон Which Way Is Texas? — Anson Funderburgh & The Rockets                              |
| Исполнитель акустического блюза                  | Джон Хэммонд                                        | Кори Харрис Гай Дэвис Рори Блок Элвин «Янгблад» Харт Эрик Бибб |
| Альбом акустического блюза                       | Blues Singer Бадди Гай                              | Natural Light — Эрик Бибб Chocolate to the Bone — Гай Дэвис Last Fair Deal — Рори Блок Blues 2.0 — Фрутленд Джексон Big Lonesome Radio — Марк Лемхауз                                  |

## 2005
Номинации остались прежними. Четырёхкратным лауреатом премии стала Мейвис Стейплз («Исполнитель соул-блюза», «Альбом соул-блюза», «Песня года», «Альбом года»), трёхкратным лауреатом стал харпер Чарли Масселуайт («Исполнитель современного блюза», «Альбом современного блюза», «Блюзовый инструменталист — губная гармоника»)
| 2005 — 26th W.C. Handy Blues Awards              | 2005 — 26th W.C. Handy Blues Awards         | 2005 — 26th W.C. Handy Blues Awards |
| Номинация                                        | Победитель                                  | Номинанты |
| ------------------------------------------------ | ------------------------------------------- | --- |
| Исполнитель традиционного блюза (мужчина)        | Пайнтоп Перкинс                             | Роберт Локвуд Джоди Уильямс Сэм Майерс Хьюберт Самлин |
| Исполнитель традиционного блюза (женщина)        | Коко Тейлор                                 | Рут Браун Мария Малдор Джесси Мэй Хэмфилл Нора Джин Брузо |
| Альбом традиционного блюза                       | Ladies Man Пайнтоп Перкинс                  | Blue Mood: The Songs Of T-Bone Walker — Дьюк Робиллард Coming From The Old School — Сэм Майерс Baby Don’t You Tear My Clothes — Джеймс Коттон You Left Me In The Dark — Джоди Уильямс |
| Исполнитель соул-блюза (мужчина)                 | Бобби Раш                                   | Тэд Робинсон Литтл Милтон Соломон Бёрк Уэсли Кларк |
| Исполнитель соул-блюза (женщина)                 | Мейвис Стейплз                              | Бетти Лаветт Этта Джеймс Тони Линн Вашингтон Барбара Линн |
| Альбом соул-блюза                                | Have A Little Faith Мейвис Стейплз          | Did You Ever Wonder? — Тэд Робинсон If Heartaches Were Nickels — Чарльз Уилсон Folk Funk — Бобби Раш Deep In The Heart — Уэсли Кларк                                                  |
| Песня года                                       | «Have A Little Faith» Мейвис Стейплз        | «Alone With The Blues» — Пол Ошер «Run Myself Out Of Town» — The Holmes Brothers «Piecework Politicians» — Джеймс Харман «Nothin’ Ever Hurt Me» — EG Kight                            |
| Исторический блюзовый альбом                     | Release The Hound Хаунд Дог Тэйлор          | A Life In The Blues — Чарльз Браун Hard Again — Мадди Уотерс Second Winter — Джонни Винтер Shave ’em Dry — Люсиль Боган I’m Ready — Мадди Уотерс                                      |
| Исполнитель современного блюза (мужчина)         | Чарли Масселуайт                            | Крис Томас Кинг Джеймс Харман Роберт Рэндольф Ким Уилсон |
| Исполнитель современного блюза (женщина)         | Шемекия Коупленд                            | Джанива Магнесс Марша Болл EG Kight Дебора Коулман |
| Альбом современного блюза                        | Sanctuary Чарли Масселуайт                  | Now My Soul — Ronnie Earl & The Broadcasters Watch Your Back — Гитар Шорти Onyx Root — Майк Пауэрс Simple Truths — The Holmes Brothers                                                |
| Блюзовый альбом-возвращение                      | Back In 20 Гэри U.S. Бондс                  | Big Joe Jumps Again! — Биг Джо Даскин |
| Блюзовый инструменталист — фортепиано, клавишные | Марша Болл                                  | Мисс Хоней Пьяцца Дэйв Максвелл Джон Клири Генри Батлер |
| Блюзовый инструменталист — иной                  | Роберт Рэндольф                             | Отис Тейлор Андра Фэй Кларенс Браун Сонни Роудс |
| Блюзовый инструменталист — духовые               | Roomful of Blues                            | Кэлвин Оуэнс Марк Казанофф Грег Пикколо Сакс Гордон |
| Блюзовый инструменталист — губная гармоника      | Чарли Масселуайт                            | Джеймс Харман Пол Ошер Ким Уилсон Род Пьяцца |
| Блюзовый гитарист                                | Боб Марголин                                | Рой Роджерс Ронни Эрл Дьюк Робиллард Кирк Флетчер |
| Блюзовый барабанщик                              | Вилли Смит                                  | Сэм Карр Сэм Лэй Попси Диксон Джими Ботт |
| Блюзовый бас-гитарист                            | Вилли Кент                                  | Боб Строджер Билл Стюв Кэлвин Джонс Томас Брилл Шерман Холмс |
| Премия Би Би Кинга (артист года)                 | Би Би Кинг                                  | Пайнтоп Перкинс Соломон Бёрк Бобби Раш Ким Уилсон |
| Лучший дебют                                     | Джон Ли Хукер-младший Blues With A Vengence | Уотермелон Слим — Up Close & Personal Нора Джин Брузо — Going Back To Mississippi Майк Пауэрс — Onyx Root The Bo-Keys — The Royal Sessions                                            |
| Группа года                                      | The Holmes Brothers                         | Little Charlie & the Nightcats Smokin’ Joe Kubek Band Rod Piazza & The Mighty Flyers Magic Slim & The Teardrops Anson Funderburgh & The Rockets                                       |
| Альбом года                                      | Have A Little Faith Мейвис Стейплз          | Watch Your Back — Гитар Шорти Keepin’ It Real — Rod Piazza & The Mighty Flyers Deep In The Heart — Уэсли Кларк Simple Truths — The Holmes Brothers                                    |
| Исполнитель акустического блюза                  | Дэвид Эдвардс                               | Пол Ошер Кори Харрис Пол Ришелл & Энни Рейнс Эрик Бибб |
| Альбом акустического блюза                       | Double Take Билли Бранч & Кенни Нил         | Alone With The Blues —Пол Ошер Mississippi To Mali — Кори Харрис Goin’ Home — Пол Ришелл & Энни Рейнс Second Nature — Кэри Белл & Льюрри Белл                                         |

## 2006
С этого года премия получила существующее название Blues Music Awards. Количество номинаций осталось прежним, появилась вторая именная номинация «Премия Пайнтопа Перкинса», вручаемая лучшему блюзовому пианисту года. Литтл Милтон стал лауреатом в четырёх номинациях: «Исполнитель соул-блюза», «Альбом соул-блюза», «Песня года», «Альбом года» и был претендентом на премию Би Би Кинга; Мэджик Слим получил пять номинаций.
| 2006 — 27th Blues Music Awards                   | 2006 — 27th Blues Music Awards                                                   | 2006 — 27th Blues Music Awards |
| Номинация                                        | Победитель                                                                       | Номинанты |
| ------------------------------------------------ | -------------------------------------------------------------------------------- | --- |
| Исполнитель традиционного блюза (мужчина)        | Би Би Кинг                                                                       | Хьюберт Самлин Мэджик Слим Роберт Локвуд Вилли Кинг |
| Исполнитель традиционного блюза (женщина)        | Этта Джеймс                                                                      | Рут Браун Коко Тейлор Норма Джин Брузо Пришес Брайант Мария Малдор Энн Рэбсон                                                                                                 |
| Альбом традиционного блюза                       | About Them Shoes Хьюберт Самлин                                                  | That Represent Man — The Mannish Boys Jukin’ at Bettie’s — Вилли Кинг Anything Can Happen — Magic Slim & The Teardrops Sadie Mae — Nick Moss & the Flip Tops                  |
| Исполнитель соул-блюза (мужчина)                 | Литтл Милтон                                                                     | Бобби Раш Мем Шеннон Майти Сэм Макклейн Соломон Бёрк |
| Исполнитель соул-блюза (женщина)                 | Мейвис Стейплз                                                                   | Моника Паркер Ирма Томас Бетти Лаветт Дениз Ласаль |
| Альбом соул-блюза                                | Think of Me Литтл Милтон                                                         | I’m From Phunkville — Мем Шеннон Night Fishin’ — Бобби Раш Respect Yourself — Отис Клэй Make Do With What You Got — Соломон Бёрк I’ve Got My Own Hell to Raise — Бетти Лаветт |
| Песня года                                       | «Think Of Me» Литтл Милтон                                                       | «Alone With The Blues» — Шемекия Коупленд «What the Hell is Going On» — Элвин Бишоп «Twenty» —Роберт Крей «Dubb’s Talkin’ Politician Blues» — Даг Маклеод                     |
| Премия Пайнтопа Перкинса (блюзовый пианист года) | Марша Болл                                                                       | Мисс Хоней Пьяцца Доктор Джон Генри Батлер Джон Клири |
| Исторический блюзовый альбом                     | Hoochie Coochie Man: Complete Chess Recordings, Volume 2, 1952—1958 Мадди Уотерс | The Great Johnny Adams Blues Album — Джонни Адамс Strictly Live in ’85…Plus! — Джеймс Харман The Essential Taj Mahal — Тадж Махал Stompin’ At Mother Blues — Джей Би Хатто    |
| Исполнитель современного блюза (мужчина)         | Ким Уилсон                                                                       | Томми Кастро Элвин «Янгблад» Харт Сонни Ландрет Тэб Бенуа |
| Исполнитель современного блюза (женщина)         | Джанива Магнесс                                                                  | Марша Болл Шемекия Коупленд Дебби Дэвис Сьюзан Тедески |
| Альбом современного блюза                        | Fever For The Bayou Тэб Бенуа                                                    | The Soul Truth — Шемекия Коупленд Gettin’ My Groove Back — Элвин Бишоп Live! Down The Road — Марша Болл Soul Shaker — Томми Кастро                                            |
| Блюзовый альбом-возвращение                      | Black Coffee Эл Купер                                                            | Better To Have It — Бобби Пьюрифай Club Caravan — Джордж Брок Flash Forward — The Siegel-Schwall Band Soul Sanctuary — Hollywood Blue Flames                                  |
| Блюзовый инструменталист — иной                  | Кларенс Браун                                                                    | Роберт Рэндольф Рич Дельгроссо Отис Тейлор Сонни Роудс |
| Блюзовый инструменталист — духовые               | Эдди Шоу                                                                         | Кэлвин Оуэнс Сакс Гордон Джеймс Монтгомери Грег Пикколо Марк Казанофф |
| Блюзовый инструменталист — губная гармоника      | Чарли Масселуайт                                                                 | Кэри Белл Ким Уилсон Джеймс Коттон Рик Эстрин |
| Блюзовый гитарист                                | Хьюберт Самлин                                                                   | Ронни Эрл Кирк Флетчер Боб Марголин Литтл Чарли Бати Сонни Ландрет |
| Блюзовый барабанщик                              | Вилли Смит                                                                       | Сэм Карр Сэм Лэй Попси Диксон Джими Ботт |
| Блюзовый бас-гитарист                            | Томас Брилл                                                                      | Боб Строджер Билл Стюв Ларри Тейлор Майкл Уорд |
| Лучший дебют                                     | Зак Хармон The Blues According to Zacariah                                       | Матч Кашмар — Nickels and Dimes The Billy Gibson Band — The Billy Gibson Band Дуэйн Бёрнсайд — Under Pressure Эдди Тёрнер — Rise                                              |
| Группа года                                      | Rod Piazza & The Mighty Flyers                                                   | Magic Slim & The Teardrops The Fabulous Thunderbirds The Holmes Brothers Little Charlie & the Nightcats                                                                       |
| Премия Би Би Кинга (артист года)                 | Бадди Гай                                                                        | Мэджик Слим Марша Болл Литтл Милтон Бобби Раш |
| Альбом года                                      | Think of Me Литтл Милтон                                                         | Sadie Mae — Nick Moss & the Flip Tops About Them Shoes — Хьюберт Самлин Anything Can Happen —Magic Slim & The Teardrops That Represent Man — The Mannish Boys                 |
| Исполнитель акустического блюза                  | Пол Ошер                                                                         | Рори Блок Даг Маклауд Эрик Бибб Кори Харрис |
| Альбом акустического блюза                       | Down In The Delta Пол Ошер                                                       | A Ship Called Love — Эрик Бибб Birthright — Джеймс Алмер In Your Arms Again — Джон Хэммонд Sweet Lovin’ Ol’ Soul — Мария Малдор                                               |

## 2007
Количество номинация осталось прежним. Чарли Масселуайт стал четырёхкратным лауреатом в номинациях «Альбом традиционного блюза», «Песня года», «Альбом года», в своей привычной «Блюзовый инструменталист — губная гармоника» и получил ещё одну номинацию, а гитарист и харпер Уотермелон Слим, впервые попавший в число номинантов, собрал целых шесть номинаций.
| 2007 — 28th Blues Music Awards                   | 2007 — 28th Blues Music Awards     | 2007 — 28th Blues Music Awards |
| Номинация                                        | Победитель                         | Номинанты |
| ------------------------------------------------ | ---------------------------------- | --- |
| Исполнитель традиционного блюза (мужчина)        | Роберт Локвуд                      | Уотермелон Слим Чарли Масселуайт Джордж Брок Хьюберт Самлин |
| Исполнитель традиционного блюза (женщина)        | Этта Джеймс                        | Дайуна Гринлиф Норма Джин Брузо Рут Браун Зора Янг |
| Альбом традиционного блюза                       | Delta Hardware Чарли Масселуайт    | Live in Dallas — Last Of The Great Mississippi Delta Bluesmen Live at Chan’s — Nick Moss & the Flip Tops Round Two — Джордж Брок Watermelon Slim & the Workers — Watermelon Slim & the Workers                                                            |
| Исполнитель соул-блюза (мужчина)                 | Бобби Раш                          | Фрэнки Ли Майти Сэм Макклейн Соломон Бёрк Джеки Пейн |
| Исполнитель соул-блюза (женщина)                 | Ирма Томас (вокал)                 | Бетти Лаветт Труди Линн Мейвис Стейплз Шуга Пай ДеСанто |
| Альбом соул-блюза                                | After the Rain Ирма Томас          | Standing at the Crossroads — Фрэнки Ли Master of the Game — Jackie Payne & Steve Edmonson Band Heart & Soul — Джонни Роулс I Ain’t Gonna Be Your Dog No More — Calvin Owens Blues Orchestra People Gonna Talk — Джеймс Хантер I’m Still Here — Труди Линн |
| Песня года                                       | «Church is Out» Чарли Масселуайт   | «Icicles in My Meat Loaf» — Lil’ Ed & the Blues Imperials «Hard Times» — Watermelon Slim & the Workers «Baptized in Dirty Water» — Крис Томас Кинг «Prodigal Son» — Майк Пауэрс                                                                           |
| Премия Пайнтопа Перкинса (блюзовый пианист года) | Марша Болл                         | Флойд Диксон Генри Батлер Доктор Джон ] Мисс Хоней Пьяцца Митч Вудс |
| Исторический блюзовый альбом                     | Hooker Джон Ли Хукер               | Live at the Electric Ballroom 1974 — Фредди Кинг Larger Than Life — Hollywood Fats Band All Your Love I Miss Loving — (Live at the Wise Fools Pub Chicago) — Отис Раш Live at Theresa’s 1975 — Джуниор Уэллс                                              |
| Исполнитель современного блюза (мужчина)         | Тэб Бенуа                          | Ким Уилсон Гитар Шорти Ронни Бейкер Брукс Майк Пауэрс |
| Исполнитель современного блюза (женщина)         | Джанива Магнесс (вокал)            | EG Kight Барбара Блу Шемекия Коупленд Марша Болл |
| Альбом современного блюза                        | We the People Гитар Шорти          | Do I Move You? — Джанива Магнесс Prodigal Son — Майк Пауэрс Lucky 13 — Фиона Бойес Big Ol’ Fiya — Джон Муни |
| Блюзовый альбом-возвращение                      | Last Man Standing Джерри Ли Льюис  | Sweet Soulful Music — Эндрю Фэйруэзер Лоу Flyin’ Too High — Боб Нельсон Bronx in Blue — Дион Precious Little — Джереми Спенсер |
| Блюзовый инструменталист — иной                  | Роберт Рэндольф (стил-гитара)      | Рич Дельгроссо Отис Тейлор Сонни Роудс Гай Дэвис |
| Блюзовый инструменталист — духовые               | Эдди Шоу                           | Марк Казанофф Кэлвин Оуэнс Даг Джеймс Грег Пикколо Динн Богарт |
| Блюзовый инструменталист — губная гармоника      | Чарли Масселуайт                   | Джеймс Харман Митч Кашмар Ким Уилсон Марк Хаммел Билли Бранч Джордж Брок |
| Блюзовый гитарист                                | Хьюберт Самлин                     | Дьюк Робиллард Кид Рамос Льюрри Белл Ник Мосс Гитар Шорти |
| Блюзовый барабанщик                              | Вилли Смит                         | Ричард Иннес Сэм Карр Сэм Лэй Джими Ботт |
| Блюзовый бас-гитарист                            | Томас Брилл                        | Боб Строджер Ларри Тейлор Билл Стюв Кэлвин Джонс |
| Лучший дебют                                     | Слик Баллингер Mississippi Soul    | The Kilborn Alley Blues Band — Put it in the Alley Эрик Линделл — Change in the Weather Дэйв Гросс — Take the Gamble Джеймс Хантер — People Gonna Talk |
| Группа года                                      | Lil’ Ed & the Blues Imperials      | The Mannish Boys Nick Moss & the Flip Tops Watermelon Slim & the Workers Magic Slim & The Teardrops |
| Премия Би Би Кинга (артист года)                 | Тэб Бенуа                          | Уотермелон Слим Лил Эд Уильямс Бобби Раш Бетти Лаветт |
| Альбом года                                      | Delta Hardware Чарли Масселуайт    | Watermelon Slim & the Workers — Watermelon Slim & the Workers After the Rain —Ирма Томас Do I Move You? — Джанива Магнесс Live at Chan’s — Nick Moss & the Flip Tops                                                                                      |
| Исполнитель акустического блюза                  | Дэвид Эдвардс                      | Cephas & Wiggins Пол Ошер Рори Блок Гай Дэвис |
| Альбом акустического блюза                       | The Lady and Mr. Johnson Рори Блок | Blues Reflex — Боб Брозман Skunkmello — Гай Дэвис Shoulder to Shoulder — Cephas & Wiggins Lost & Found — Джон Лонг |

## 2008
Количество номинаций осталось прежним, но была исключена номинация «Блюзовый альбом-возвращение», и добавлена номинация DVD. Уотермелон Слим как самостоятельно, так в составе своей группы собрал шесть наград: став лауреатом номинации «Альбом года» и получив премию Би Би Кинга, а также было номинирован ещё в четырёх номинациях. Коко Тейлор стала трижды лауреатом: «Исполнительница традиционного блюза», «Альбом традиционного блюза», «Песня года» и была номинирована в ещё одной номинации, Бобби Раш также стал трёхкратным лауреатом в номинациях «Исполнитель соул-блюза», «Исполнитель акустического блюза», «Альбом акустического блюза» и получил ещё одну номинацию.
| 2008 — 29th Blues Music Awards                   | 2008 — 29th Blues Music Awards                                              | 2008 — 29th Blues Music Awards |
| Номинация                                        | Победитель                                                                  | Номинанты |
| ------------------------------------------------ | --------------------------------------------------------------------------- | --- |
| Исполнитель традиционного блюза (мужчина)        | Хьюберт Самлин                                                              | Мэджик Слим Льюрри Белл Боб Марголин Филлип Уокер Нэппи Браун |
| Исполнитель традиционного блюза (женщина)        | Коко Тейлор                                                                 | Рути Фостер Норма Джин Брузо Дайуна Гринлиф Шерри Уильямс |
| Альбом традиционного блюза                       | Old School Коко Тейлор                                                      | Live at Seventy Five — Джордж Брок Goin’ Back To Dallas — Даррелл Налиш Long Time Coming — Нэппи Браун On the Jimmy Reed Highway — Кен Дайкс & Джимми Вон |
| Исполнитель соул-блюза (мужчина)                 | Бобби Раш                                                                   | Джеки Пейн Мем Шеннон Юджин Бриджес Тэд Робинсон |
| Исполнитель соул-блюза (женщина)                 | Ирма Томас                                                                  | Дениз Ласаль Моника Паркер Шэрон Джонс Барбара Карр |
| Альбом соул-блюза                                | State of Grace The Holmes Brothers                                          | A New Point of View — Тэд Робинсон A Night At Tipitina’s — Мем Шеннон Eugene Hideaway Bridges — Юджин Бриджес Change Our Ways — Root Doctor |
| Песня года                                       | «Gonna Buy Me a Mule» Коко Тейлор                                           | «Poor Man’s Paradise» — Джонни Сансон «The Wheel Man» — Watermelon Slim & the Workers «The Last Words of A Fool» — Sugar Ray and the Bluetones «‘Jimmy Reed Highway» — Кен Дайкс & Джимми Вон                                                                     |
| Премия Пайнтопа Перкинса (блюзовый пианист года) | Мисс Хоней Пьяцца                                                           | Энн Рэбсон Брюс Кац Дэвид Максвелл Генри Батлер |
| Архивный блюзовый альбом                         | Breakin’ It Up, Breakin’ It Down Мадди Уотерс, Джонни Винтер, Джеймс Коттон | Steady Rollin’ Man — Роберт Локвуд The Essential Magic Slim — Мэджик Слим Kidney Stew Is Fine — Эдди Уинсон House Rockin’ and Blues Shoutin’ — сборник |
| DVD                                              | 10 Days Out: Blues From the Backroads Кенни Уэйн Шеппард                    | Down in the Woods — Вилли Кинг Gettin’ Up: Live at Buddy Guy’s Legends, Rosa’s and Lurrie’s Home — Кэри Белл & Льюри Белл Born in the Honey — Пайнтоп Перкинс A Journey Through the Blues: The Son Seals Story — Сон Силс                                         |
| Исполнитель современного блюза (мужчина)         | Тэб Бенуа                                                                   | Уотермелон Слим Ким Уилсон Джеймс Алмер Ронни Бейкер Брукс |
| Исполнитель современного блюза (женщина)         | Бетти Лаветт                                                                | Дебби Дэвис Фиона Бойес Тереза Джеймс Кэндай Кейн |
| Альбом современного блюза                        | Painkiller Томми Кастро                                                     | The Wheel Man — Watermelon Slim & the Workers Tear Chicago Down — The Kilborn Alley Blues Band Katrina Was Her Name — Брайан Ли Bad Blood in the City — Джеймс Алмер                                                                                              |
| Блюзовый инструменталист — иной                  | Роберт Рэндольф                                                             | Сонни Роудс Джерри Хандт Джонни Сансон Отис Тейлор |
| Блюзовый инструменталист — духовые               | Динна Богарт                                                                | Марк Казанофф Даг Джеймс Кэлвин Оуэнс Джеймс Монтгомери |
| Блюзовый инструменталист — губная гармоника      | Ким Уилсон                                                                  | Кэри Белл Шуга Блу Джеймс Коттон Шуга Рэй Норча Марк Хаммел |
| Блюзовый гитарист                                | Боб Марголин                                                                | Льюрри Белл Дьюк Робиллард Кид Рамос Ник Мосс |
| Блюзовый барабанщик                              | Сэм Лэй                                                                     | Джими Ботт Сэм Карр Ричард Иннес Роб Ступка |
| Блюзовый бас-гитарист                            | Боб Строджер                                                                | Майкл Уорд Джефф Турмс Кэлвин Джонс Ларри Тейлор Билл Стюв |
| Лучший дебют                                     | Diunna Greenleaf & Blue Mercy Cotton Field to Coffee House                  | The Insomniacs — Left Coast Blues Джина Сицилия — Allow Me to Confess Джон Немет — Magic Touch The Soul of John Black — The Good Girl Blues |
| Группа года                                      | Watermelon Slim & the Workers                                               | Nick Moss & the Flip Tops The Mannish Boys Magic Slim & The Teardrops Lil’ Ed & the Blues Imperials |
| Премия Би Би Кинга (артист года)                 | Томми Кастро                                                                | Бобби Раш Джанива Магнесс Уотермелон Слим Бетти Лаветт |
| Альбом года                                      | The Wheel Man Watermelon Slim & the Workers                                 | On The Jimmy Reed Highway — Кен Дайкс & Джимми Вон Old School —Коко Тейлор The Scene of the Crime — Бетти Лаветт Bad Blood In the City — Джеймс Алмер My Life, My Friends, My Music — Sugar Ray & the Bluetones Play It ‘Til Tomorrow — Nick Moss & the Flip Tops |
| Исполнитель акустического блюза                  | Бобби Раш                                                                   | Даг Маклауд Эрик Бибб Фрутленд Джексон Гай Дэвис Мэри Флауэр |
| Альбом акустического блюза                       | Raw Бобби Раш                                                               | Tell Me What You Say — Фрутленд Джексон Travelin’ The Dirt Road — Дейв Ралли & Боб Корритор Done Got Tired Of Tryin’ — Джимми Холмс Let Us Get Together — Мари Найт                                                                                               |

## 2009
В 2009 году награда вручалась в 26 номинациях, была добавлена номинация «Альбом блюз-рока». Бадди Гай победил в трёх номинациях: «Исполнитель современного блюза», «Альбом современного блюза», «Альбом года». По четыре номинации получили Кёртис Сальгадо и Уотермелон Слим
| 2009 — 30th Blues Music Awards                   | 2009 — 30th Blues Music Awards                                       | 2009 — 30th Blues Music Awards |
| Номинация                                        | Победитель                                                           | Номинанты |
| ------------------------------------------------ | -------------------------------------------------------------------- | --- |
| Исполнитель традиционного блюза (мужчина)        | Би Би Кинг                                                           | Льюрри Белл Мэджик Слим Дэвид Эдвардс Эдди Клируотер |
| Исполнитель традиционного блюза (женщина)        | Коко Тейлор                                                          | Рути Фостер Мария Малдор Норма Джин Брузо Дайуна Гринлиф |
| Альбом традиционного блюза                       | One Kind Favor Би Би Кинг                                            | Full Tilt — Lil’ Ed & the Blues Imperials Roamin’ and Ramblin’ — Дэвид Эдвардс West Side Strut —Эдди Клируотер Lowdown Feelin’ — The Mannish Boys                                             |
| Исполнитель соул-блюза (мужчина)                 | Бобби Раш                                                            | Тэд Робинсон Джеки Пейн Джонни Роулс Кёртис Сальгадо |
| Исполнитель соул-блюза (женщина)                 | Этта Джеймс (вокал)                                                  | Ирма Томас Жан Шай Дениз Ласаль Шерри Уильямс |
| Альбом соул-блюза                                | State of Grace Ирма Томас                                            | Clean Getaway — Кёртис Сальгадо Overnight Sensation — Jackie Payne Steve Edmonson Band Just Between Us — Кларенс Спейди Red Cadillac — Джонни Роулс                                           |
| Песня года                                       | «Let Life Flow» Кенни Нил                                            | «20 Years of B. B. King» — Кёртис Сальгадо « The Blues Rolls On» — Элвин Бишоп «Bad Year Blues» — Альберт Кастилья «Blue Tarp Blues» — Сонни Ландрет                                          |
| Альбом блюз-рока                                 | Breakin’ It Up, Breakin’ It Down Джеф Хили                           | The Outsider — Уолтер Траут from the REACH —Сонни Ландрет Iron Man — Майкл Бёркс Bad for You Baby — Гэри Мур Bad for You Baby — Джо Кубек & Бунойз Кинг                                       |
| Премия Пайнтопа Перкинса (блюзовый пианист года) | Марша Болл                                                           | Иден Брент Брюс Кац Генри Батлер Дэвид Максвелл |
| Архивный блюзовый альбом                         | Live At Montreux 1992 Альберт Коллинз                                | The Jamie Singles 1962—1965 — Барбара Линн On Highway 80 — Слипи Джон Эстес Rich Man’s War: New Blues & Roots Songs of Peace and Protest — сборник Live 1985’ — Hollywood Fats & the Paladins |
| DVD                                              | M For Mississippi: A Road Trip Through The Birthplace of the Blues — | Live at Montreux 1992 — Альберт Коллинз Plays Blues At Montreux 2004 — Карлос Сантана Hope Radio Sessions — Ronnie Earl & Broadcasters Live at Rosa’s Blues Lounge — Литтл Артур Дункан       |
| Исполнитель современного блюза (мужчина)         | Бадди Гай                                                            | Шон Костелло Уотермелон Слим Майкл Бёркс Элвин Бишоп |
| Исполнитель современного блюза (женщина)         | Джанива Магнесс                                                      | Бетти Лаветт Гея Адегбалола Марша Болл Робин Роджерс |
| Альбом современного блюза                        | Skin Deep Бадди Гай                                                  | The Blues Rolls On — Элвин Бишоп No Paid Holidays — Watermelon Slim & the Workers What Love Will Do — Джанива Магнесс We Can Get Together — Шон Костелло                                      |
| Блюзовый инструменталист — иной                  | Отис Тейлор                                                          | Боб Брозман Рич Дельгроссо Джерри Хандт Джонни Сансон |
| Блюзовый инструменталист — духовые               | Динна Богарт                                                         | Кит Кроссан Даг Джеймс Марк Казанофф Хэнк Терри |
| Блюзовый инструменталист — губная гармоника      | Билли Гибсон                                                         | Вилли Смит Стив Гайгер Марк Хаммел Джеймс Риччи Рик Эстрин |
| Блюзовый гитарист                                | Сонни Ландрет                                                        | Льюрри Белл Майкл Бёркс Кид Рамос Ронни Эрл |
| Блюзовый барабанщик                              | Вилли Смит                                                           | Седрик Бёрнсайд Ричард Иннес Джими Ботт Тони Браунагель Кенни Смит |
| Блюзовый бас-гитарист                            | Томас Брилл                                                          | Ларри Тейлор Билл Стюв Джефф Турмс Боб Строджер |
| Лучший дебют                                     | Седрик Бёрнсайд & Лайтнин Малькольм 2 Man Wrecking Crew              | Иден Брент — Mississippi Number One Chris James and Patrick Rynn — Stop and Think About It Delta Highway — Pay Me No Mind The Homemade Jamz Blues Band — The Good Girl Blues                  |
| Группа года                                      | Lil’ Ed & the Blues Imperials                                        | Nick Moss & the Flip Tops The Mannish Boys Watermelon Slim & the Workers Magic Slim & The Teardrops                                                                                           |
| Премия Би Би Кинга (артист года)                 | Джанива Магнесс                                                      | Уотермелон Слим Бобби Раш Лил Эд Уильямс Мэджик Слим |
| Альбом года                                      | Skin Deep Бадди Гай                                                  | What Love Will Do — Джанива Магнесс The Blues Rolls On — Элвин Бишоп Lowdown Feelin’ — The Mannish Boys Clean Getaway — Кёртис Сальгадо                                                       |
| Исполнитель акустического блюза                  | Иден Брент                                                           | Отис Тейлор Пол Ришелл & Энни Рейнс Даг Маклауд Рори Блок |
| Альбом акустического блюза                       | Mississippi Number One Иден Брент                                    | Live from Bluesville — Фиона Бойес,Томас Брилл, Рич Дельгроссо Blues Walkin’ Like a Man — Рори Блок A Night in Woodstock — Пол Ришелл & Энни Рейнс Visions — Ханс Тессинк & Терри Эванс       |

## 2010
Количество номинаций в 2010 году не поменялось. Джо Луис Уокер стал лауреатом в номинации «Альбом года» и получил ещё четыре номинации.
| 2010 — 31st Blues Music Awards                   | 2010 — 31st Blues Music Awards                                                     | 2010 — 31st Blues Music Awards |
| Номинация                                        | Победитель                                                                         | Номинанты |
| ------------------------------------------------ | ---------------------------------------------------------------------------------- | --- |
| Исполнитель традиционного блюза (мужчина)        | Дьюк Робиллард (гитара, вокал)                                                     | Джон Праймер Джонни Бассетт Луизиана Ред Джеймс Джонсон |
| Исполнитель традиционного блюза (женщина)        | Дебби Дэвис (вокал)                                                                | Зора Янг Энн Рэбсон Фиона Бойес Ширли Джонсон |
| Альбом традиционного блюза                       | Chikadelic Джеймс Джонсон                                                          | All Original — Джон Праймер The Gentleman is Back’ — Джонни Бассетт Back to the Black Bayou — Louisiana Red & Little Victor’s Juke Joint Chicago Blues A Living History’ — сборник                                                                            |
| Исполнитель соул-блюза (мужчина)                 | Кёртис Сальгадо (вокал)                                                            | Джеки Пейн Джонни Роулс Латимор Даррелл Налиш |
| Исполнитель соул-блюза (женщина)                 | Ирма Томас (вокал)                                                                 | Ширли Браун Моника Паркер Барбара Карр Дениз Ласаль |
| Альбом соул-блюза                                | Ace Of Spades Джонни Роулс                                                         | Just for You —Даррелл Налиш All About the Rhythm and the Blues — Латимор Betcha Didn’t Know — Майти Сэм Макклейн Troubled Child — Чарльз Уилсон |
| Песня года                                       | «Pearl River» Майк Зито                                                            | «Fred’s Dollar Store» — Джеймс Джонсон «I’m Tide» — Джо Луис Уокер «Never Going Back to Memphis» — Шемекия Коупленд «At Least I’m Not With You» — The Insomniacs                                                                                              |
| Альбом блюз-рока                                 | Already Free Derek Trucks Band                                                     | Done with the Devil — Jason Ricci & New Blood Tijuana Bible — Jim Suhler & Monkey Beat Pearl River — Майк Зито Speak No Evil — Эллис Тинсли |
| Премия Пайнтопа Перкинса (блюзовый пианист года) | Иден Брент                                                                         | Генри Грей Брюс Кац Дэвид Максвелл Генри Батлер |
| Архивный блюзовый альбом                         | Authorized Bootleg Мадди Уотерс                                                    | The Complete Chess Masters (1950—1967) — Литтл Уолтер Essential Montreux — Гэри Мур Taking Care of Business (1956—1973) — Фредди Кинг Sean’s Blues — Шон Костелло                                                                                             |
| DVD                                              | It Ain’t Over! Delmark Celebrates 55 Years of Blues, Live at Buddy Guy’s Legends — | Down to the Crossroads Vol. 1 — George Thorogood & the Destroyers с Эдди Шоу A Night in Woodstock — Пол Ришелл & Энни Рейнс Hot Flash — Saffire – The Uppity Blues Women Live at Montreux 1993 — Би Би Кинг                                                   |
| Исполнитель современного блюза (мужчина)         | Томми Кастро (гитара, вокал)                                                       | Дерек Тракс Майкл Бёркс Джо Луис Уокер Джон Немет |
| Исполнитель современного блюза (женщина)         | Рути Фостер (вокал)                                                                | Шемекия Коупленд Джанива Магнесс Кэндай Кейн Бетти Лаветт |
| Альбом современного блюза                        | Hard Believer Томми Кастро                                                         | Twisted — Rick Estrin and the Nightcats Between a Rock and the Blues — Джо Луис Уокер Superhero — Кэндай Кейн Living in the Light — Ronnie Earl and the Broadcasters                                                                                          |
| Блюзовый инструменталист — иной                  | Бакуит Зайдеко (аккордеон)                                                         | Отис Тейлор Рич Дельгроссо Джерри Хандт Джонни Сансон |
| Блюзовый инструменталист — духовые               | Динна Богарт                                                                       | Аль Бэйзил Джеймс Монтгомери Эдди Шоу Кит Кроссан |
| Блюзовый инструменталист — губная гармоника      | Джеймс Риччи                                                                       | Билли Бранч Рик Эстрин Ким Уилсон Марк Хаммел |
| Блюзовый гитарист                                | Дерек Тракс                                                                        | Ронни Эрл Льюрри Белл Джо Луис Уокер Дьюк Робиллард |
| Блюзовый барабанщик                              | Седрик Бёрнсайд                                                                    | Тони Браунагель Сэм Карр Кенни Смит Джими Ботт |
| Блюзовый бас-гитарист                            | Боб Строджер                                                                       | Ларри Тейлор Билл Стюв Патрик Ринн Томас Брилл |
| Лучший дебют                                     | MonkeyJunk Tiger in Your Tank                                                      | The California Honeydrops — Soul Tub! Маркиз Нокс — Man Child Джоан Шоу Тейлор — White Sugar Грег Нэйджи — Walk That Fine Thin Line |
| Группа года                                      | Tommy Castro Band                                                                  | Nick Moss & the Flip Tops Duke Robillard’s Jumpin’ Blues Revue The Mannish Boys Rick Estrin and the Nightcats |
| Премия Би Би Кинга (артист года)                 | Томми Кастро                                                                       | Джеймс Джонсон Мэджик Слим Рик Эстрин Кэндай Кейн Тадж Махал |
| Альбом года                                      | Between a Rock and the Blues — Джо Луис Уокер                                      | Chicago Blues A Living History — сборник Back to the Black Bayou — Louisiana Red & Little Victor’s Juke Joint Tear This World Up — Эдди Кэмпбелл Stomp! the Blues Tonight — Duke Robillard’s Jumpin’ Blues Revue                                              |
| Исполнитель акустического блюза                  | Луизиана Ред                                                                       | Пол Ришелл & Энни Рейнс Сэмюэл Джеймс Гай Дэвис Даг Маклауд |
| Альбом акустического блюза                       | You Got to Move Дэвид Максвелл & Луизиана Ред                                      | Good Time Music for Hard Times — Maria Muldaur & Her Garden of Joy Things About Comin’ My Way — A Tribute to the Music of the Mississippi Sheiks — сборник For Rosa, Maeve and Noreen — Сэмюэл Джеймс Havin’ The Last Word — Saffire – The Uppity Blues Women |

## 2011
В 2011 году количество номинаций осталось прежним, и появилась третья именная премия Коко Тейлор, вручаемая лучшей исполнительнице традиционного блюза. Пятикратным лауреатом премии стал Бадди Гай („Песня года“, „Исполнитель современного блюза“, „Альбом современного блюза“, „Альбом года“ и премия Би Би Кинга). Чарли Масселуайт стал лауреатом в двух номинациях „Исполнитель традиционного блюза“, „Блюзовый инструменталист — губная гармоника“ и получил ещё три номинации
| 2011 — 32nd Blues Music Awards                               | 2011 — 32nd Blues Music Awards                 | 2011 — 32nd Blues Music Awards |
| Номинация                                                    | Победитель                                     | Номинанты |
| ------------------------------------------------------------ | ---------------------------------------------- | --- |
| Исполнитель традиционного блюза (мужчина)                    | Чарли Масселуайт (гармоника, вокал)            | Алабама Майк Мэджик Слим Джеймс Джонсон Джеймс Коттон |
| Альбом традиционного блюза                                   | Joined At the Hip Пайнтоп Перкинс и Вилли Смит | Giant — Джеймс Коттон Shake for Me — The Mannish Boys Passport to the Blues — Дьюк Робиллард The Well — Чарли Масселуайт                                                                    |
| Исполнитель соул-блюза (мужчина)                             | Соломон Бёрк (вокал)                           | Бобби Раш Юджин Бриджес Тад Робинсон Кёртис Сальгадо |
| Исполнитель соул-блюза (женщина)                             | Ирма Томас (вокал)                             | Барбара Карр Дениз Ласаль Моника Паркер Клодетт Кинг |
| Альбом соул-блюза                                            | Nothing’s Impossible Соломон Бёрк              | Feed My Soul — The Holmes Brothers Live In San Antonio — Юджин Бриджес Stomp the Floor — Артур Адамс 24 Hour Woman — Дениз Ласаль Back in Style — Тад Робинсон                              |
| Песня года                                                   | „Living Proof“ Бадди Гай                       | „Please Mr. President“ — Гитар Шорти „Sad and Beautiful World“ — Чарли Масселуайт „Still the Rain“ — Карен Лавли „Rained All Night“ — Тад Робинсон                                          |
| Альбом блюз-рока                                             | Live! In Chicago Kenny Wayne Shepherd Band     | Privileged — Ник Мосс Roadsongs — Дерек Тракс Common Ground — Уолтер Траут Bingo — Steve Miller Band                                                                                        |
| Премия Пайнтопа Перкинса (блюзовый пианист года)             | Доктор Джон                                    | Митч Вудс Генри Батлер Иден Брент Дэвид Максвелл |
| Премия Коко Тейлор (исполнитель традиционного блюза-женщина) | Рути Фостер (вокал)                            | Иден Брент Реба Рассел Зоа Янг Сью Фоули Тини Такер |
| Архивный блюзовый альбом                                     | Harmonica Blues Bob Corritore & Friends        | Chicago Blues Buddies — Литтл Смоуки и Элвин Бишоп Songs from the Road — Лютер Эллисон Live in Boston 1966 — Junior Wells & the Aces Jimmy Dawkins Presents the Leric Story — сборник       |
| DVD                                                          | Songs From The Road Лютер Эллисон              | Live at Ground Zero Blues Club — Watermelon Slim & the Workers Nothing to Prove — Мак Арнольд The Mississippi Sheiks Tribute Concert — сборник Live at Rooster’s Place — Тэйл Дрэггер Джонс |
| Исполнитель современного блюза (мужчина)                     | Бадди Гай (гитара, вокал)                      | Ник Мосс Кенни Нил Джо Луис Уокер Джон Немет |
| Исполнитель современного блюза (женщина)                     | Робин Роджерс (вокал)                          | Шемекия Коупленд Джанива Магнесс Кэндай Кейн Карен Лавли |
| Альбом современного блюза                                    | Living Proof Бадди Гай                         | Twisted — Smokin’ Joe Kubek Band и Бунойз Кинг The Devil is an Angel Too —Джанива Магнесс Name The Day! — Джон Немет Still The Rain — Карен Лавли                                           |
| Блюзовый инструменталист — иной                              | Сонни Роудс (коленная стил-гитара)             | Рич Дельгроссо Отис Тейлор Джонни Сансон Джерри Хандт |
| Блюзовый инструменталист — духовые                           | Эдди Шоу                                       | Джеймс Монтгомери Кит Кроссан Дуг Джеймс Терри Хэнк |
| Блюзовый инструменталист — губная гармоника                  | Чарли Масселуайт                               | Джеймс Коттон Боб Корритор Ким Уилсон Пол Ошер |
| Блюзовый гитарист                                            | Дерек Тракс                                    | Дьюк Робиллард Джо Луис Уокер Кирк Флетчер Ронни Эрл |
| Блюзовый барабанщик                                          | Седрик Бёрнсайд                                | Кенни Смит Джими Ботт Тони Браунагель Роб Ступка |
| Блюзовый бас-гитарист                                        | Боб Строджер                                   | Ларри Тейлор Билл Стюв Стив Гомес Патрик Ринн |
| Лучший дебют                                                 | Мэтт Хилл On the Floor                         | The Chris O'Leary Band — Mr. Used to Be Питер Парчек — The Mathematics of Love Клодетт Кинг — We’re Onto Something The Vincent Hayes Project — Reclamation                                  |
| Группа года                                                  | The Derek Trucks Band                          | The Holmes Brothers The Kilborn Alley Blues Band The Mannish Boys Nick Moss & the Flip Tops Rick Estrin and the Nightcats Magic Slim & the Teardrops                                        |
| Премия Би Би Кинга (артист года)                             | Бадди Гай                                      | Джо Луис Уокер Кенни Нил Джеймс Джонсон Джанива Магнесс |
| Альбом года                                                  | Living Proof Бадди Гай                         | The Well — Чарли Масселуайт Shake for Me — The Mannish Boys The Devil is an Angel Too — Джанива Магнесс Ain’t Got No Troubles — Иден Брент                                                  |
| Исполнитель акустического блюза                              | Джон Хэммонд                                   | Пол Ошер Эрик Бибб Даг Маклауд Гай Дэвис |
| Альбом акустического блюза                                   | Last Train to Bluesville The Nighthawks        | Home Sweet Home — South Memphis String Band You Can Always Turn Around — Лаки Петерсон Bet on the Blues — Пол Ошер Booker’s Guitar — Эрик Бибб                                              |

## 2012
В 2012 году количество номинаций осталось прежним, получила собственное название номинация «Блюзовый инструменталист — гитарист», которая стала именоваться Премия «Gibson». По четыре награды получили Таб Бенуа (лауреат в номинациях «Исполнитель современного блюза», «Альбом современного блюза», Премия Би Би Кинга (артист года) и ещё одна номинация) , Джонни Сансон (лауреат в номинации «Песня года» и три номинации), Шуга Рэй Норча (четыре номинации).
| 2012 — 33th Blues Music Awards                               | 2012 — 33th Blues Music Awards | 2012 — 33th Blues Music Awards |
| Номинация                                                    | Победитель | Номинанты |
| ------------------------------------------------------------ | --- | --- |
| Исполнитель традиционного блюза (мужчина)                    | Чарли Масселуайт (гармоника, вокал)                                                                                                 | Мэджик Слим Джон Праймер Лейзи Лестер Мак Арнольд |
| Альбом традиционного блюза                                   | Chicago Blues A Living History the (R)evolution Continues Билли Бой Арнольд, Джон Праймер, Билли Бранч, Льюрри Белл, Карлос Джонсон | Trying To Hold — Дайуна Гринлиф Victim Of The Blues — Трейси Нельсон Evening — Sugar Ray & the Bluetones You Better Listen — Лейзи Лестер |
| Исполнитель соул-блюза (мужчина)                             | Кёртис Сальгадо (вокал) | Джонни Роулс Юджин Бриджес Бобби Раш Отис Клэй |
| Исполнитель соул-блюза (женщина)                             | Дениз Ласаль (вокал) | Джеки Джонсон Алексис Сутер Моника Паркер Шерри Уильямс |
| Альбом соул-блюза                                            | Show You A Good Time' Бобби Раш | Dreamin’ — Грэйди Чемпион Memphis Still Got Soul — Джонни Роулс Got to Get Back! — The Bo-Keys Rock and a Hard Place — Юджин Бриджес |
| Песня года                                                   | «The Lord is Waiting, the Devil is Too» Джонни Сансон                                                                               | «Back to the Blues» — Хэдден Сэйерс «The Older I Get the Better I Was» — Джо Шелтон «Memphis Still Got Soul» — Джонни Роулс «Thank You for Giving Me the Blues» — Грэйди Чемпион «Appreciate What You Got» — Терри Хэнк                                                                       |
| Альбом блюз-рока                                             | Dust Bowl Джо Бонамасса | Shiver — Too Slim and the Taildraggers Greyhound — Майк Зито 2120 South Michigan Ave. — George Thorogood & the Destroyers Man In Motion — Уоррен Хейнс |
| Премия Пайнтопа Перкинса (блюзовый пианист года)             | Марша Болл | Иден Брент Джон Клири Дэвид Максвелл Виктор Уэйнрайт Кенни Уэйн |
| Премия Коко Тейлор (исполнитель традиционного блюза-женщина) | Рути Фостер (вокал) | Трейси Нельсон Мария Малдор Нора Джин Дайуна Гринлиф |
| Архивный блюзовый альбом                                     | The Complete Chess Masters 1951—1960 Хаулин Вулф                                                                                    | Hoodoo Man Blues —Junior Wells Chicago Blues Band и Бадди Гай The Essential Modern Records Collection — Этта Джеймс Family Texas Flyer 1974-76 — Фредди Кинг Teardrops Are Falling — Live in 1983 — Джордж Смит                                                                               |
| Премия «Gibson» (гитарист)                                   | Дерек Тракс | Дьюк Робиллард Льюрри Белл Майкл Бёркс Кирк Флетчер |
| DVD                                                          | Live At Antone’s Рути Фостер | All Jams on Deck Various Artists — сборник The Emporium to the Orpheum Trampled Under Foot — сборник Play the Blues — Уинтон Марсалис и Эрик Клэптон An Evening at Trasimeno Lake — Ана Попович Live at Montreux 2010 — Гэри Мур                                                              |
| Исполнитель современного блюза (мужчина)                     | Таб Бенуа (гитара, вокал) | Джонни Сансон Томми Кастро Джон Пол Соарс Джо Луис Уокер |
| Исполнитель современного блюза (женщина)                     | Сьюзан Тедески (вокал) | Бетти Лаветт Ана Попович Джанива Магнесс Кэндай Кейн |
| Альбом современного блюза                                    | Medicine Таб Бенуа | The Lord is Waiting and the Devil is Too — Джонни Сансон Tommy Castro Presents The Legendary Rhythm & Blues Revue-Live! —сборник The Skinny — Ian Siegal & the Youngest Sons Don’t Explain — Бет Харт & Джо Бонамасса                                                                         |
| Блюзовый инструменталист — иной                              | Сонни Роудс (коленная стил-гитара)                                                                                                  | Рич Дельгроссо Бен Престедж Отис Тейлор Лайонел Янг |
| Блюзовый инструменталист — духовые                           | Терри Хэнк | Аль Бэйзил Дуг Джеймс Сакс Гордон Кит Кроссан |
| Блюзовый инструменталист — губная гармоника                  | Чарли Масселуайт | Шуга Рэй Норсия Рик Эстрин Ким Уилсон Лейзи Лестер |
| Блюзовый барабанщик                                          | Крис Лейтон | Кенни Смит Роб Ступка Стэнтон Мур Тони Браунагель Джими Ботт |
| Блюзовый бас-гитарист                                        | Дэвид Миллер | Даниэль Шнебелен Патрик Ринн Майкл Уорд Ларри Тейлор |
| Лучший дебют                                                 | Саманта Фиш Runaway | The Mighty Mojo Prophets — The Mighty Mojo Prophets Деметрия Тейлор — Bad Girl Сена Эрхардт — Leave The Light On Биг Пит — Choice Cuts |
| Группа года                                                  | Tedeschi Trucks Band | Trampled Under Foot Tommy Castro Band Sugar Ray & the Bluetones The Bo-Keys Lil’ Ed & the Blues Imperials |
| Премия Би Би Кинга (артист года)                             | Таб Бенуа | Рути Фостер Лил Эд Уильямс Томми Кастро Кэндай Кейн |
| Альбом года                                                  | Revelator Tedeschi Trucks Band | Evening — Sugar Ray & the Bluetones Chicago Blues A Living History the (R)evolution Continues — Билли Бой Арнольд, Джон Праймер, Билли Бранч, Льюрри Белл, Карлос Джонсон The Lord is Waiting and the Devil is Too — Джонни Сансон Rock and a Hard Place — Юджин Бриджес Medicine — Таб Бенуа |
| Исполнитель акустического блюза                              | Эрик Бибб | Рори Блок Даг Маклауд Дэвид Максвелл Гай Дэвис Мэри Флауэр |
| Альбом акустического блюза                                   | Conversations in Blue Дэвид Максвелл & Отис Спэнн                                                                                   | Troubadour Live — Эрик Бибб Shake ‘Em on Down — Рори Блок Brand New Eyes — Даг Маклауд Misery Loves Company — Мэри Флауэр |

## 2013
В 2013 году из состава номинаций были исключены номинации „Архивный альбом“ и „Блюзовый инструменталист — иной“. По пять наград получили Джанива Магнесс, ставшая лауреатом в номинациях „Песня года“, „Исполнительница современного блюза“ и получившая три иные номинации и Джон Немет, получивший пять номинаций. Кёртис Сальгадо стал лауреатом в трёх номинациях и получил ещё одну.
| 2013 — 34th Blues Music Awards                               | 2013 — 34th Blues Music Awards                                          | 2013 — 34th Blues Music Awards |
| Номинация                                                    | Победитель                                                              | Номинанты |
| ------------------------------------------------------------ | ----------------------------------------------------------------------- | --- |
| Исполнитель традиционного блюза (мужчина)                    | Мэджик Слим                                                             | Джон Праймер Мад Морганфилд Боб Марголин Лил Эд Уильямс |
| Альбом традиционного блюза                                   | Double Dynamite The Mannish Boys                                        | And Still I Rise — Heritage Blues Orchestra Spider Eating Preacher — Эдди Кэмпбелл Milton Hopkins with Jewel Brown — Милтон Хопкинс и Джуэл Браун Son of the Seventh Son — Мад Морганфилд |
| Исполнитель соул-блюза (мужчина)                             | Кёртис Сальгадо                                                         | Майти Сэм Макклейн Джон Немет Бобби Раш Джонни Роулс |
| Исполнитель соул-блюза (женщина)                             | Ирма Томас                                                              | Дороти Мур Дениз Ласаль Моника Паркер Барбара Карр |
| Альбом соул-блюза                                            | Soul Shot' Кёртис Сальгадо                                              | Soul Live — Джон Немет Blues Heart — Дороти Мур Soul Survivor — Джонни Роулс Too Much Jesus (Not Enough Whiskey) — Майти Сэм Макклейн |
| Песня года                                                   | „I Wont Cry“ Джанива Магнесс                                            | „Too Much Jesus (Not Enough Whiskey)“ — Майти Сэм Макклейн „Lemon Pie“ — Шемекия Коупленд „The Devil Ain’t Got No Music“ — Льюрри Белл „She Didn’t Cut Me Loose“ — Кёртис Сальгадо |
| Альбом блюз-рока                                             | Everybody’s Talkin’ Tedeschi Trucks Band                                | Driving Towards The Daylight — Джо Бонамасса Royal Southern Brotherhood — Royal Southern Brotherhood Here I Am — Ник Мосс Blues For The Modern Daze — Уолтер Траут |
| Премия Пайнтопа Перкинса (блюзовый пианист года)             | Виктор Уэйнрайт                                                         | Баррелхаус Чак Динна Богарт Чак Ливелл Дэвид Максвелл Майк Финнеган |
| Премия Коко Тейлор (исполнитель традиционного блюза-женщина) | Рути Фостер                                                             | Джуэл Браун Дайуна Гринлиф Трейси Нельсон Мария Малдор |
| Премия „Gibson“ (гитарист)                                   | Дерек Тракс                                                             | Кид Андерсен Майкл Бёркс Джо Бонамасса Джо Луис Уокер |
| DVD                                                          | Muddy Waters & Rolling Stones, Live at Checkerboard Lounge Мадди Уотерс | Beacon Theatre — Joe Bonamassa Live From New York — Джо Бонамасса That’s My Thing: Elvin Bishop Live In Concert — Элвин Бишоп The Lucky Peterson Band feat.Tamara Peterson Live at the 55 Arts Club Berlin — The Lucky Peterson Band We Juke Up in Here: Mississippi’s Juke Joint Culture at the Crossroads — сборник |
| Исполнитель современного блюза (мужчина)                     | Таб Бенуа                                                               | Майкл Бёркс Роберт Крей Гэри Кларк Джо Луис Уокер |
| Исполнитель современного блюза (женщина)                     | Джанива Магнесс                                                         | Шемекия Коупленд Бетти Лаветт Шакура С’Аида Сьюзан Тедески |
| Альбом современного блюза                                    | Show of Strength Майкл Бёркс                                            | Candy Store Kid —Ian Siegal & The Mississippi Mudbloods Hellfire — Джо Луис Уокер Blues Live — Джон Немет Blak & Blu — Гэри Кларк Stronger For It — Джанива Магнесс |
| Блюзовый инструменталист — духовые                           | Эдди Шоу                                                                | Терри Хэнк Аль Бэйзил Джеймс Монтгомери Сакс Гордон |
| Блюзовый инструменталист — губная гармоника                  | Рик Эстрин                                                              | Билли Бой Арнольд Ким Уилсон Боб Корритор Джон Немет Марк Хаммел |
| Блюзовый барабанщик                                          | Крис Лейтон                                                             | Кенни Смит Коди Дикинсон Джими Ботт Тони Браунагель |
| Блюзовый бас-гитарист                                        | Боб Строджер                                                            | Ричард Казинс Скот Сатерленд Патрик Ринн Вилли Кэмпбелл Билл Стюв |
| Лучший дебют                                                 | Биг Ллу Джонсон They Call Me Big Llou                                   | Брэд Хэтфилд — Uphill From Anywhere Мэри Бриджет Дэвис — Wanna Feel Somethin’ Пола Харрис — Turning On the Naughty Чарльз Дэвис — 24 Hour Blues |
| Группа года                                                  | Tedeschi Trucks Band                                                    | Phantom Blues Band The Mannish Boys Lil’ Ed & the Blues Imperials Rick Estrin & the Nightcats |
| Премия Би Би Кинга (артист года)                             | Кёртис Сальгадо                                                         | Джо Луис Уокер Джанива Магнесс Джон Немет Рик Эстрин |
| Альбом года                                                  | Show of Strength Майкл Бёркс                                            | Son of the Seventh Son — Мад Морганфилд Stronger For It — Джанива Магнесс And Still I Rise — Heritage Blues Orchestra Double Dynamite — The Mannish Boys |
| Исполнитель акустического блюза                              | Эрик Бибб                                                               | The Carolina Chocolate Drops Пол Ришелл Даг Маклауд Харрисон Кеннеди |
| Альбом акустического блюза                                   | Not Alone Энн Рэбсон & Боб Марголин                                     | Talking Guitar — Пол Ришелл Blues on Solid Ground — Джон Праймер Deeper In The Well — Эрик Бибб Billy Boy Arnold Sings Big Bill Broonzy — Билли Бой Арнольд |

## 2014
В 2014 году возвращена номинация „Архивный блюзовый альбом“, и номинации Премия „Gibson“ возвращено прежнее название „Блюзовый инструменталист — гитара“. На этот раз музыкантами, получившими большее количество номинаций стали представители традиционного блюза: Чарли Масселуайт стал лауреатом номинации „Блюзовый инструменталист — гармоника“, в коллективе музыкантов „Альбом традиционного блюза“ и „Альбом года“ (в номинации „Альбом года“ музыкант получил ещё одну номинацию в другом коллективе) и номинирован в категории „Альбом современного блюза“. Джеймс Коттон стал лауреатом номинации „Исполнитель традиционного блюза“ и получил ещё четыре номинации, также Льюрри Белл стал лауреатом номинации „Песня года“ и получил тоже четыре номинации,
| 2014 — 35th Blues Music Awards                               | 2014 — 35th Blues Music Awards                                                                             | 2014 — 35th Blues Music Awards |
| Номинация                                                    | Победитель                                                                                                 | Номинанты |
| ------------------------------------------------------------ | --- | --- |
| Исполнитель традиционного блюза (мужчина)                    | Джеймс Коттон                                                                                              | Льюрри Белл Джон Праймер Энсон Фандерберг Билли Бой Арнольд |
| Альбом традиционного блюза                                   | Remembering Little Walter Билли Бой Арнольд, Чарли Масселуайт, Марк Хаммел, Шуга Рэй Норсия, Джеймс Харман | Driftin’ From Town To Town — Баррелхаус Чак и Kim Wilson’s Blues All-Stars Cotton Mouth Man — Джеймс Коттон Blues In My Soul — Льюрри Белл Black Toppin’ — The Cash Box Kings                                                 |
| Исполнитель соул-блюза (мужчина)                             | Джон Немет                                                                                                 | Джонни Роулс Бобби Раш Отис Клэй Фрэнк Бей |
| Исполнитель соул-блюза (женщина)                             | Ирма Томас                                                                                                 | Дороти Мур Моника Паркер Дениз Ласаль Барбара Карр |
| Альбом соул-блюза                                            | Down In Louisiana' Бобби Раш                                                                               | Truth Is (Putting Love Back Into The Music) — Отис Клэй Soul Changes — Дэйв Келлер Remembering O. V. — Джонни Роулс Soul For Your Blues — Фрэнк Бей и Энтони Пол                                                              |
| Песня года                                                   | „Blues in My Soul“ Льюрри Белл                                                                             | „The Entitled Few“ — Даг Маклауд „The Night The Pie Factory Burned Down“ — Джонни Сансон „He Was There“ — Джеймс Коттон „That’s When The Blues Begins“ — Ruff Kutt Blues Band                                                 |
| Альбом блюз-рока                                             | Made Up Mind Tedeschi Trucks Band                                                                          | Can’t Get Enough — The Rides Luther’s Blues — Уолтер Траут Gone to Texas — Mike Zito & the Wheel John The Conquer Root — Торонзо Кэннон                                                                                       |
| Премия Пайнтопа Перкинса (блюзовый пианист года)             | Виктор Уэйнрайт                                                                                            | Дэйв Киз Майк Финнеган Баррелхаус Чак Марша Болл |
| Премия Коко Тейлор (исполнитель традиционного блюза-женщина) | Дайуна Гринлиф (вокал)                                                                                     | Зора Янг Труди Линн Тини Такер Лавель Уайт |
| Архивный блюзовый альбом                                     | The Sun Blues Box Bear Family                                                                              | Roosevelt Sykes The Original Honeydripper — Blind Pig Records The Jewel/Paula Blues Story — Fuel Records Freddie King The Complete King/Federal Singles — Real Gone Music Death Might Be Your Santa Claus — Legacy Recordings |
| DVD                                                          | Songs from the Road Royal Southern Brotherhood                                                             | An Acoustic Evening at the Vienna Opera House — Джо Бонамасса Live at Knuckleheads — The Healers Live — Мурали Кориэлл Time Brings About a Change — Флойд Диксон                                                              |
| Исполнитель современного блюза (мужчина)                     | Гэри Кларк                                                                                                 | Бадди Гай Отис Тейлор Джонни Сансон Ким Уилсон |
| Исполнитель современного блюза (женщина)                     | Сьюзан Тедески                                                                                             | Бетти Лаветт Бет Харт Кэндай Кейн Ана Попович |
| Альбом современного блюза                                    | Badlands Trampled Under Foot                                                                               | Rhythm & Blues — Бадди Гай Magic Honey — Сирил Невилл Get Up! — Бен Харпер и Чарли Масселуайт This Time Another Year — Брэндон Сантини                                                                                        |
| Блюзовый инструменталист — духовые                           | Эдди Шоу                                                                                                   | Джеймс Монтгомери Терри Хэнк Джимми Карпентер Сакс Гордон |
| Блюзовый инструменталист — гармоника                         | Чарли Масселуайт                                                                                           | Ким Уилсон Джеймс Коттон Брэндон Сантини Рик Эстрин |
| Блюзовый инструменталист — гитара                            | Ронни Эрл                                                                                                  | Кид Андерсен Льюрри Белл Гэри Кларк Энсон Фандерберг |
| Блюзовый барабанщик                                          | Седрик Бёрнсайд                                                                                            | Том Хэмбридж Кенни Смит Джими Ботт br> Тони Браунагель |
| Блюзовый бас-гитарист                                        | Даниэль Шнебелен                                                                                           | Билл Стюв Боб Строджер Ларри Тейлор Патрик Ринн |
| Лучший дебют                                                 | Shawn Holt & the Teardrops Daddy Told Me                                                                   | Adrianna Marie and Her Groovecutters — Double Crossing Blues Пол Гэбриел — What’s The Chance… Валери Джун — Pushin Against A Stone Клей Своффорд — Proof Of Love Gracie Curran & the High Falutin’ Band — Rooster             |
| Группа года                                                  | Tedeschi Trucks Band                                                                                       | Rick Estrin & the Nightcats Lil’ Ed & the Blues Imperials The Mannish Boys Trampled Under Foot |
| Премия Би Би Кинга (артист года)                             | Бадди Гай                                                                                                  | Джон Немет Ким Уилсон Рик Эстрин Бобби Раш |
| Альбом года                                                  | Remembering Little Walter Билли Бой Арнольд, Чарли Масселуайт, Марк Хаммел, Шуга Рэй Норсия, Джеймс Харман | Rhythm & Blues — Бадди Гай Cotton Mouth Man — Джеймс Коттон Get Up! — Бен Харпер и Чарли Масселуайт Blues in My Soul — Льюрри Белл                                                                                            |
| Исполнитель акустического блюза                              | Даг Маклауд                                                                                                | Харрисон Кеннеди Рори Блок Литтл Уивил Дэвис Гай |
| Альбом акустического блюза                                   | There’s a Time Даг Маклауд                                                                                 | Soulscape — Харрисон Кеннеди Avalon —Рори Блок Juba dance —Дэвис Гай и Фабрицио Погги Unleashed — The Hound Kings |

## 2015
В 2015 году была исключена номинация DVD. Элвин Бишоп стал лауреатом в категориях «Песня года», «Альбом года» и «Группа года», а также был номинирован в трёх категориях, Джон Немет стал лауреатом в номинации «Альбом соул-блюза» и получил ещё пять номинаций, Шуга Рэй Норсия получил шесть номинаций.
| 2015 — 36th Blues Music Awards                               | 2015 — 36th Blues Music Awards                                   | 2015 — 36th Blues Music Awards |
| Номинация                                                    | Победитель                                                       | Номинанты |
| ------------------------------------------------------------ | ---------------------------------------------------------------- | --- |
| Исполнитель традиционного блюза (мужчина)                    | Льюрри Белл                                                      | Шугарэй Рэйфорд Билли Бой Арнольд Джон Праймер Шуга Рэй Норсия |
| Альбом традиционного блюза                                   | For Pops (A Tribute to Muddy Waters) Мад Морганфилд и Ким Уилсон | Wrapped Up and Ready — The Mannish Boys Living Tear To Tear — Sugar Ray & the Bluetones The Hustle is Really On — Марк Хаммел Livin’ it Up’ — Andy T — Nick Nixon Band                                                                    |
| Исполнитель соул-блюза (мужчина)                             | Бобби Раш                                                        | Отис Клэй Джонни Роулс Кёртис Сальгадо Джон Немет |
| Исполнитель соул-блюза (женщина)                             | Моника Паркер                                                    | Ванис Томас Кэнди Стэйтон Мисси Андерсен Шэрон Джонс |
| Альбом соул-блюза                                            | Memphis Grease Джон Немет                                        | In My Soul — The Robert Cray Band Decisions — Бобби Раш и Blinddog Smokin' Soul Brothers — Отис Клэй и Джонни Роулс Blues For My Father — Ванис Томас                                                                                     |
| Песня года                                                   | «Cant Even Do Wrong Right» Элвин Бишоп                           | «Another Murder In New Orleans» — Бобби Раш и Доктор Джон «Bad Luck Is My Name» — Джон Немет «Let Me Breathe» — Джанива Магнесс «Things Could Be Worse» — Sugar Ray & the Bluetones                                                       |
| Альбом блюз-рока                                             | Step Back Джонни Винтер                                          | Time Ain’t Free — Nick Moss Band The Blues Came Callin’ — Уолтер Траут Goin’ Home — Kenny Wayne Shepherd Band heartsoulblood — Royal Southern Brotherhood                                                                                 |
| Премия Пайнтопа Перкинса (блюзовый пианист года)             | Марша Болл                                                       | Дэвид Максвелл Эден Брент Брюс Катц Баррелхаус Чак |
| Премия Коко Тейлор (исполнитель традиционного блюза-женщина) | Рути Фостер                                                      | Труди Линн Дайуна Гринлиф Алексис Сутер EG Kight |
| Архивный блюзовый альбом                                     | Soul & Swagger: The Complete 5 Royales 1951—1967 The 5 Royales   | The Modern Music Sessions 1948—1951 — Пи Ви Крэйтон The Roots of it All-Acoustic Blues-The Definitive Collection — сборник From His Head to His Heart to His Hands — Майкл Блумфилд Live at the Avant Garde — Мэджик Сэм                  |
| Исполнитель современного блюза (мужчина)                     | Гэри Кларк                                                       | Джо Бонамасса Элвин Бишоп Джо Луис Уокер Джарекус Синглтон |
| Исполнитель современного блюза (женщина)                     | Джанива Магнесс                                                  | Шемекия Коупленд Бет Харт Марша Болл Бетти Лаветт |
| Альбом современного блюза                                    | BLUESAmericana Keb’ Mo’                                          | Refuse to Lose — Джарекус Синглтон Original — Джанива Магнесс Hornet’s Nest — Джо Луис Уокер Can’t Even Do Wrong Right —Элвин Бишоп |
| Блюзовый инструменталист — духовые                           | Динна Богарт                                                     | Сакс Гордон Терри Хэнк Джимми Карпентер Аль Бэйзил |
| Блюзовый инструменталист — гармоника                         | Чарли Масселуайт                                                 | Ким Уилсон Рик Эстрин Шуга Рэй Норсия Марк Хаммел |
| Блюзовый инструменталист — гитара                            | Джо Бонамасса                                                    | Кид Андерсен Энсон Фандерберг Джонни Винтер Ронни Эрл |
| Блюзовый барабанщик                                          | Джими Ботт                                                       | Кенни Смит Том Хэмбридж Тони Браунагель Джун Коре |
| Блюзовый бас-гитарист                                        | Лиза Манн                                                        | Боб Строджер Майкл Уорд Вилли Кэмпбелл Патрик Ринн |
| Лучший дебют                                                 | Селвин Бёрчвуд Don’t Call No Ambulance                           | Джарекус Синглтон — Refuse to Lose Ванис Томас — Blues For My Father Annika Chambers & The Houston All-Stars — Making My Mark Big Harp George — Chromaticism                                                                              |
| Группа года                                                  | Elvin Bishop Band                                                | Sugar Ray & the Bluetones Rick Estrin & the Nightcats John Nemeth & the Bo-Keys The Mannish Boys |
| Премия Би Би Кинга (артист года)                             | Бобби Раш                                                        | Элвин Бишоп Шугарэй Рэйфорд Рик Эстрин Джон Немет |
| Альбом года                                                  | Can’t Even Do Wrong Right Элвин Бишоп                            | Living Tear To Tear — Sugar Ray & the Bluetones Wrapped Up and Ready — The Mannish Boys Refuse to Lose — Джарекус Синглтон Memphis Grease — Джон Немет                                                                                    |
| Исполнитель акустического блюза                              | Джон Хэммонд                                                     | Джон Муни Даг Маклауд Эрик Бибб Рори Блок |
| Альбом акустического блюза                                   | Timeless Джон Хэммонд                                            | Common Ground: Dave Alvin and Phil Alvin Play and Sing The Songs of Big Bill Broonzy — Дэйв Элвин и Фил Элвин Son & Moon A Tribute to Son House — Джон Муни Hard Luck Child: A Tribute to Skip James — Рори Блок Jericho Road — Эрик Бибб |

## 2016
В 2016 году все номинации остались прежними. По количеству номинаций в этом году лидировал харпер Джеймс Харман; три музыканта стали двукратными лауреатами: Бадди Гай («Альбом современного блюза» и «Альбом года»), Уолтер Траут («Песня года» и «Альбом блюз-рока») и Виктор Уэйнрайт («Группа года», Премия Би Би Кинга и номинация на Премию Перкинса Пайнтропа)
| 2016 — 37th Blues Music Awards                               | 2016 — 37th Blues Music Awards                              | 2016 — 37th Blues Music Awards |
| Номинация                                                    | Победитель                                                  | Номинанты |
| ------------------------------------------------------------ | ----------------------------------------------------------- | --- |
| Архивный блюзовый альбом                                     | Buzzin’ The Blues: The Complete Slim Harpo Слим Харпо       | Dynamite! The Unsung King of the Blues — Тампа Ред Southside Blues Jam — Джуниор Уэллс Hawk Squat — J. B. Hutto & His Hawks The Henry Gray/Bob Corritore Sessions, Vol. 1: Blues Won’t Let Me Take My Rest — Генри Грей и Боб Корритор |
| Исполнитель традиционного блюза (мужчина)                    | Джон Праймер                                                | Джеймс Харман Джимми Бёрнс Седрик Бёрнсайд Дэйв Элвин и Фил Элвин |
| Альбом традиционного блюза                                   | Descendants of Hill Country Cedric Burnside Project         | Holding Court — The Cash Box Kings Bonetime — Джеймс Харман Fifty Shades of Blue — Anthony Geraci & the Boston Blues All-Stars Numbers Man — Andy T — Nick Nixon Band                                                                  |
| Исполнитель соул-блюза (мужчина)                             | Отис Клэй                                                   | Фрэнк Бей Джонни Роулс Ви Вилли Уокер Джеки Пэйн |
| Исполнитель соул-блюза (женщина)                             | Бетти Лаветт                                                | Ванис Томас Мисси Андерсен Дороти Мур Тони Линн Вашингтон |
| Альбом соул-блюза                                            | This Time for Real' Билли Прайс и Отис Клэй                 | Day into Night — Тад Робинсон If Nothing Ever Changes — Ви Вилли Уокер I Saw the Blues — Джеки Пэйн Not Goin’ Away — Bey Paule Band |
| Песня года                                                   | «Gonna Live Again» Уолтер Траут                             | «Southside of Town» — Шугарэй Рэйфорд «Fifty Shades of Blue» — Anthony Geraci & the Boston Blues All-Stars «Bad Feet/Bad Hair» — Джеймс Харман «You Got It Good (and That Aint Bad)» — Даг Маклауд                                     |
| Альбом блюз-рока                                             | Battle Scars Уолтер Траут                                   | Don’t Look Back — Royal Southern Brotherhood Muddy Wolf at Red Rocks — Джо Бонамасса Everybody Wants a Piece — Джо Луис Уокер Tough Love — Эллис Тинсли                                                                                |
| Премия Пайнтопа Перкинса (блюзовый пианист года)             | Алан Туссен                                                 | Баррелхаус Чак Джон Джинти Виктор Уэйнрайт Энтони Джераси |
| Премия Коко Тейлор (исполнитель традиционного блюза-женщина) | Рути Фостер                                                 | Фиона Бойес Дайуна Гринлиф Труди Линн Зора Янг |
| Исполнитель современного блюза (мужчина)                     | Джо Луис Уокер                                              | Брендон Сантини Юджин Бриджес Джарекус Синглтон Шугарэй Рэйфорд |
| Исполнитель современного блюза (женщина)                     | Шемекия Коупленд                                            | Никки Хилл Саманта Фиш Карен Лавли Бет Харт |
| Альбом современного блюза                                    | Born to Play Guitar Бадди Гай                               | Hold on a Little Bit Longer —Юджин Бриджес Bound by the Blues — Сонни Ландрет Outskirts of Love — Шемекия Коупленд Southside — Шугарэй Рэйфорд                                                                                         |
| Блюзовый инструменталист — духовые                           | Терри Хэнк                                                  | Аль Бэйзил Сакс Гордон Марк Казанофф Даг Джеймс |
| Блюзовый инструменталист — гармоника                         | Ким Уилсон                                                  | Джеймс Харман Брендон Сантини Билли Бранч Джейсон Риччи |
| Блюзовый инструменталист — гитара                            | Сонни Ландрет                                               | Майк Уэлш Ронни Эрл Кид Андерсен Фандерберг |
| Блюзовый барабанщик                                          | Седрик Бёрнсайд                                             | Том Хэмбридж Джими Ботт Джун Коре Тони Браунагель |
| Блюзовый бас-гитарист                                        | Лиза Манн                                                   | Чарли Вутен Патрик Ринн Вилли Кэмпбелл Майкл Уорд |
| Лучший дебют                                                 | Кастро Коулман The Mississippi Blues Child                  | Майти Майк Шермер — Blues in Good Hands Slam Allen — Feel These Blues Igor Prado Band — Way Down South Эдди Коттон — One at a Time |
| Группа года                                                  | Victor Wainwright & the Wild Roots                          | Andy T — Nick Nixon Band The Cash Box Kings Sugar Ray & the Bluetones Rick Estrin & the Nightcats |
| Премия Би Би Кинга (артист года)                             | Виктор Уэйнрайт                                             | Джон Немет Рик Эстрин Шемекия Коупленд Шугарэй Рэйфорд |
| Альбом года                                                  | Born to Play Guitar Бадди Гай                               | Holding Court — The Cash Box Kings If Nothing Ever Changes — Ви Вилли Уокер Fifty Shades of Blue — Anthony Geraci & the Boston Blues All-Stars Bonetime — Джеймс Харман                                                                |
| Исполнитель акустического блюза                              | Даг Маклауд                                                 | Гея Адегбалола Иэн Сигал Гай Дэвис Эрик Бибб |
| Альбом акустического блюза                                   | The Acoustic Blues & Roots of Duke Robillard Дьюк Робиллард | The Ragpicker String Band — The Ragpicker String Band Blues People — Эрик Бибб Exactly Like This — Даг Маклауд Kokomo Kidd — Гай Дэвис                                                                                                 |

## 2017
Количество номинаций не изменилось, номинация «Дебют года» получила название «Лучший альбом начинающего исполнителя». Кёртис Сальгадо стал трижды лауреатом («Исполнитель соул-блюза», «Альбом соул-блюза», «Песня года»), Шуга Рэй Норча получил четыре номинации.
| 2017 — 38th Blues Music Awards                               | 2017 — 38th Blues Music Awards                            | 2017 — 38th Blues Music Awards |
| Номинация                                                    | Победитель                                                | Номинанты |
| ------------------------------------------------------------ | --------------------------------------------------------- | --- |
| Альбом акустического блюза                                   | The Happiest Man in the World Эрик Бибб                   | Professin’ the Blues — Фиона Бойес Live at Briggs Farm — Джимми Холлс Stand Your Ground — Джон Лонг Blues and Ballads (A Folksinger’s Songbook) Vol I and II — Лютер Дикинсон                                    |
| Исполнитель акустического блюза                              | Даг Маклауд                                               | Эрик Бибб Фиона Бойес Джимми Холлс Лютер Дикинсон |
| Альбом года                                                  | Porcupine Meat Бобби Раш                                  | Bloodline — Кенни Нил From the Root to the Fruit — Nick Moss Band Seeing Is Believing — Sugar Ray & the Bluetones The Chicago Way — Торонзо Кэннон This Is Where I Live — Уильям Белл                            |
| Группа года                                                  | Tedeschi Trucks Band                                      | Golden State Lone Star Blues Revue Lil’ Ed & the Blues Imperials Nick Moss Band Sugar Ray & the Bluetones |
| Премия Би Би Кинга (артист года)                             | Джо Бонамасса                                             | Джон Немет Лил Эд Уильямс Шуга Рэй Норча Шугарэй Рэйфорд |
| Лучший альбом начинающего исполнителя                        | Tengo Blues Джон Дель Торо Ричардсон                      | Corey Dennison Band — Corey Dennison Band Truth — Гай Кинг My Blue Soul — Терри Одаби Honest Woman — Торнетта Дэвис                                                                                              |
| Альбом современного блюза                                    | Bloodline Кенни Нил                                       | Mid Century Modern — Аль Бэйзил From the Root to the Fruit —Nick Moss Band Give It Back To You — The Record Company The Chicago Way — Торонзо Кэннон                                                             |
| Исполнитель современного блюза (женщина)                     | Сьюзан Тедески                                            | Алексис Сутер Ана Попович Джанива Магнесс Шемекия Коупленд |
| Исполнитель современного блюза (мужчина)                     | Кенни Нил                                                 | Альберт Кастилья Майк Зито Шугарэй Рэйфорд Торонзо Кэннон |
| Архивный блюзовый альбом                                     | Chicken Heads: A 50-Year History of Bobby Rush' Бобби Раш | A Music Man Like Nobody Ever Saw — Артур Крудап Here’s One You Didn’t Know About — Би Би Кинг Live In Europe — Даг Маклауд I’m A Bluesman — Майкл Бёркс Genuine Blues Legends — Пайнтоп Перкинс и Джимми Роджерс |
| Блюзовый бас-гитарист                                        | Дэвид Миллер                                              | Боб Строджер Майкл Уорд Патрик Ринн RW Grigsby |
| Блюзовый барабанщик                                          | Седрик Бёрнсайд                                           | Джими Ботт Джун Коре Том Хэмбридж Тони Браунагель |
| Блюзовый инструменталист — гитара                            | Джо Бонамасса                                             | Боб Марголин Кид Андерсен Майк Уэлш Ронни Эрл |
| Блюзовый инструменталист — гармоника                         | Ким Уилсон                                                | Деннис Грюнлинг Джейсон Риччи Марк Хаммел Шуга Рэй Норча |
| Блюзовый инструменталист — духовые                           | Терри Хэнк                                                | Аль Бэйзил Нэнси Райт Сакс Гордон Ванесса Коллье |
| Премия Коко Тейлор (исполнитель традиционного блюза-женщина) | Дайуна Гринлиф                                            | Анника Чамберс Инетта Визор Шон Мёрфи Труди Линн |
| Премия Пайнтопа Перкинса (блюзовый пианист года)             | Виктор Уэйнрайт                                           | Энтони Джераси Баррелхаус Чак Генри Грей Джеймс Пью |
| Альбом блюз-рока                                             | Let Me Get By Tedeschi Trucks Band                        | Big Dog — Альберт Кастилья Keep Coming Back — Майк Зито Promised Land or Bust — Moreland and Arbuckle Alive in Amsterdam — Уолтер Траут                                                                          |
| Песня года                                                   | «Walk A Mile In My Blues» Кёртис Сальгадо                 | «Blues Immigrant» — Мэттью Сколлер «I Gotta Sang The Blues» — Торнетта Дэвис «Seeing Is Believing» — Sugar Ray & the Bluetones «Walk It Off» — Торонзо Кэннон                                                    |
| Альбом соул-блюза                                            | The Beautiful Letdown Кёртис Сальгадо                     | Porcupine Meat — Бобби Раш Tiger in a Cage — Джонни Роулс Live! Notodden Blues Festival — Ви Вилли Уокер This Is Where I Live — Уильям Белл                                                                      |
| Исполнитель соул-блюза (женщина)                             | Мейвис Стейплз                                            | Бетти Лаветт Лара Прайс Терри Одаби Ванис Томас |
| Исполнитель соул-блюза (мужчина)                             | Кёртис Сальгадо                                           | Джонни Роулс Ви Вилли Уокер Уильям Белл |
| Альбом традиционного блюза                                   | Can’t Shake This Feeling Льюрри Белл                      | House Party at Big Jon’s — Джон Аткинсон и Боб Корритор My Road — Боб Марголин Golden State Lone Star Blues Revue — Golden State Lone Star Blues Revue Seeing is Believing — Sugar Ray & the Bluetones           |
| Исполнитель традиционного блюза                              | Боб Марголин                                              | Джон Праймер Лил Эд Уильямс Льюрри Белл Шуга Рэй Норча |

## 2018
В 2018 году количество номинаций выросло до 26, появились новые номинации «Блюзовый вокалист» и «Исполнитель блюз-рока». В этом году звёздами церемонии стали Тадж Махал, ставший четырёхкратным лауреатом («Исполнитель акустического блюза», «Альбом года», «Премия Би Би Кинга (артист года)», «Альбом современного блюза» и ещё одна номинация), Рик Эстрин (лауреат «Группа года», «Песня года», «Исполнитель традиционного блюза» и ещё одна номинация), лауреат в категории «Альбом традиционного блюза» и пятикратный номинант других категорий Майкл Ледбеттер и пятикратный номинант Ви Вилли Уокер.
| 2018 — 39th Blues Music Awards                               | 2018 — 39th Blues Music Awards                                     | 2018 — 39th Blues Music Awards |
| Номинация                                                    | Победитель                                                         | Номинанты |
| ------------------------------------------------------------ | ------------------------------------------------------------------ | --- |
| Альбом акустического блюза                                   | Break the Chain Даг Маклауд                                        | Friends Along the Way — Митч Вудс Keepin’ Outta Trouble — Рори Блок Mississippi River Blues — Кэтфиш Кит Sonny & Brownie’s Last Train — Гай Дэвис и Фабрицио Поджи Who U Tellin’? — Харрисон Кеннеди                    |
| Исполнитель акустического блюза                              | Тадж Махал                                                         | Даг Маклауд Гай Дэвис Харрисон Кеннеди Рори Блок |
| Альбом года                                                  | TajMo Тадж Махал и Keb’ Mo’                                        | After a While — Ви Вилли Уокер и The Anthony Paule Soul Orchestra Don’t Give Up On Love — Дон Брайант Groovin’ In Greaseland — Rick Estrin & The Nightcats Right Place, Right Time — Монстр Майк Уэлш и Майкл Ледбеттер |
| Группа года                                                  | Rick Estrin & The Nightcats                                        | The Cash Box Kings Монстр Майк Уэлш и Майкл Ледбеттер Nick Moss Band North Mississippi Allstars |
| Премия Би Би Кинга (артист года)                             | Тадж Махал                                                         | Бобби Раш Майкл Ледбеттер Рик Эстрин Шугарэй Рэйфорд |
| Лучший альбом начинающего исполнителя                        | Southern Avenue                                                    | Charmed & Dangerous — Altered Five Blues Band Lady of the Blues — Мисс Фреддье Peach — Larkin Poe Roll and Tumble — Роберт Бойс Simmered & Stewed — Tas Cru                                                             |
| Альбом современного блюза                                    | TajMo Тадж Махал и Keb’ Mo’                                        | Fire on the Floor — Бет Харт Night After Nigh — Corey Dennison Band Pick Your Poison — Селвин Бёрчвуд Times Have Changed — Ронни Бейкер Брукс                                                                           |
| Исполнитель современного блюза (женщина)                     | Саманта Фиш                                                        | Бет Харт Карен Лавли Шемекия Коупленд Ванесса Кольер |
| Исполнитель современного блюза (мужчина)                     | Keb’ Mo’                                                           | Майкл Ледбеттер Ронни Бейкер Брукс Селвин Бёрчвуд Торонзо Кэннон |
| Архивный блюзовый альбом                                     | A Legend Never Dies, Essential Recordings 1976—1997' Лютер Эллисон | Mr. Luck: The Complete Vee-Jay Singles — Джимми Рид Live at Notodden ’97 — Paul DeLay band King of the Boogie — Джон Ли Хукер American Epic: The Collection — сборник                                                   |
| Блюзовый бас-гитарист                                        | Майкл Уорд                                                         | Бенни Тёрнер Боб Строджер Ларри Фулчер Патрик Ринн |
| Блюзовый барабанщик                                          | Тони Браунагель                                                    | Джими Ботт Джун Коре Кенни Смит |
| Блюзовый вокалист                                            | Бет Харт                                                           | Том Хэмбридж Дон Брайант Джон Немет Майкл Ледбеттер Шугарэй Рэйфорд Ви Вилли Уокер |
| Блюзовый инструменталист — гитара                            | Ронни Эрл                                                          | Энсон Фандерберг Крис Кейн Кид Андерсен Майк Уэлш |
| Блюзовый инструменталист — гармоника                         | Джейсон Риччи                                                      | Билли Бранч Деннис Грюнлинг Ким Уилсон Рик Эстрин |
| Блюзовый инструменталист — духовые                           | Trombone Shorty                                                    | Аль Бэйзил Джимми Карпентер Нэнси Райт Ванесса Коллер |
| Премия Коко Тейлор (исполнитель традиционного блюза-женщина) | Рути Фостер                                                        | Анника Чамберс Дайуна Гринлиф Джанива Магнесс Мисс Фреддье |
| Премия Пайнтопа Перкинса (блюзовый пианист года)             | Виктор Уэйнрайт                                                    | Энтони Джераси Генри Грей Джеймс Пью Митч Вудс |
| Альбом блюз-рока                                             | We’re All In This Together Уолтер Траут                            | Lay It On Down — Kenny Wayne Shepherd Band Make Blues Not War — Майк Зито Prayer For Peace — North Mississippi Allstars Witchy Feelin’ — Savoy Brown                                                                    |
| Исполнитель блюз-рока                                        | Майк Зито                                                          | Эрик Гейлс Джейсон Риччи Кенни Шеппард Уолтер Траут |
| Песня года                                                   | «The Blues Ain’t Going Nowhere» Рик Эстрин                         | «Don’t Give Up On Love» — Дон Брайант «Don’t Leave Me Here» — Keb’ Mo’, Тадж Махал «Hate Take A Holiday» — Ви Вилли Уокер «Hate Take A Holiday» — Лютер Дикинсон                                                        |
| Альбом соул-блюза                                            | Robert Cray & Hi Rhythm                                            | After a While — Ви Вилли Уокер и The Anthony Paule Soul Orchestra Don’t Give Up on Love — Дон Брайант Waiting For the Train — Джонни Роулс The World That We Live In' — Шугарэй Рэйфорд                                 |
| Исполнитель соул-блюза (женщина)                             | Мейвис Стейплз                                                     | Бетти Лаветт Дениз Ласаль Труди Линн Ванис Томас |
| Исполнитель соул-блюза (мужчина)                             | Кёртис Сальгадо                                                    | Дон Брайант Джонни Роулс Шугарэй Рэйфорд Ви Вилли Уокер Уильям Белл |
| Альбом традиционного блюза                                   | Right Place, Right Time Монстр Майк Уэлш и Майкл Ледбеттер         | Howlin’ At Greaseland — сборник Groovin’ In Greaseland — Rick Estrin & The Nightcats Elvin Bishop’s Big Fun Trio — Elvin Bishop’s Big Fun Trio Blues and Boogie Vol. 1 — Ким Уилсон                                     |
| Исполнитель традиционного блюза                              | Рик Эстрин                                                         | Ким Уилсон Льюрри Белл Роберт Бойс Джон Праймер |

## 2019
В 2019 году премия не вручалась в номинации «Архивный альбом». Больше всего номинаций собрал пианист Энтони Джерачи — шесть, но ни разу не победив в номинации. Из победителей отличился ставший трёхкратным лауреатом Майкл Ледбеттер («Премия Би Би Кинга (артист года)», «Группа года», «Блюзовый вокалист»)
| 2019 — 40th Blues Music Awards                               | 2019 — 40th Blues Music Awards                                              | 2019 — 40th Blues Music Awards |
| Номинация                                                    | Победитель                                                                  | Номинанты |
| ------------------------------------------------------------ | --------------------------------------------------------------------------- | --- |
| Альбом акустического блюза                                   | Journeys To The Heart Of The Blues Джо Луис Уокер, Брюс Катц, Джайлс Робсон | A Woman’s Soul — Рори Блок Black Cowboys — Дом Флемонс Global Griot — Эрик Бибб Wish The World Away — Бен Райс |
| Исполнитель акустического блюза                              | Рори Блок                                                                   | Бен Райс Гай Дэвис Хэдден Сэйерс Харрисон Кеннеди |
| Альбом года                                                  | America’s Child Шемекия Коупленд                                            | The High Cost of Low Living — Nick Moss Band и Деннис Грюнлинг Journeys To The Heart Of The Blues — Джо Луис Уокер, Брюс Катц, Джайлс Робсон Rough Cut — Кёртис Сальгадо и Алан Хагер Why Did You Have To Go — Энтони Джерачи |
| Премия Би Би Кинга (артист года)                             | Майкл Ледбеттер                                                             | Бет Харт Бобби Раш Лил Эд Уильямс Шугарэй Рэйфорд |
| Группа года                                                  | The Welch-Ledbetter Connection                                              | Anthony Geraci & The Boston Blues All-Stars Larkin Poe Lil’ Ed & the Blues Imperials Nick Moss Band |
| Лучший альбом начинающего исполнителя                        | Free Аманда Фиш                                                             | Burn Me Alive — Хетер Ньюман Heartland and Soul — Кевин Бёрт Tough As Love — Линдсей Бивер Wish The World Away — Бен Райс |
| Альбом блюз-рока                                             | The Big Bad Blues Билли Гиббонс                                             | High Desert Heat — Too Slim and the Taildraggers Live At The ’62 Center — Альберт Каммингс Poor Until Payday — The Reverend Peyton’s Big Damn Band Winning Hand — North Mississippi Allstars                                  |
| Исполнитель блюз-рока                                        | Эрик Гейлс                                                                  | Билли Гиббонс Джон Пол Соарс Кенни Шеппард Эллис Тинсли |
| Альбом современного блюза                                    | America’s Child Шемекия Коупленд                                            | Belle of the West — Саманта Фиш Chicago Plays the Stones — The Living History Band Hold On' — Кирк Флетчер Wild Again — The Proven Ones                                                                                       |
| Исполнитель современного блюза (женщина)                     | Даниэль Николь                                                              | Бет Харт Саманта Фиш Шемекия Коупленд Ванесса Кольер |
| Исполнитель современного блюза (мужчина)                     | Кенни Нил                                                                   | Рик Эстрин Ронни Бейкер Брукс Селвин Бёрчвуд Торонзо Кэннон |
| Блюзовый бас-гитарист                                        | Даниэль Николь                                                              | Майкл Уорд Патрик Ринн Скот Сазерленд Вилли Кэмпбелл |
| Блюзовый барабанщик                                          | Седрик Бёрнсайд                                                             | Джими Ботт Джун Коре Том Хэмбридж Тони Браунагель |
| Блюзовый инструменталист — гитара                            | Монстр Майк Уэлш                                                            | Энсон Фандерберг Кид Андерсен Лора Чавес Ронни Эрл |
| Блюзовый инструменталист — гармоника                         | Деннис Грюнлинг                                                             | Билли Бранч Боб Корритор Ким Уилсон Марк Хаммел |
| Блюзовый инструменталист — духовые                           | Ванесса Коллер                                                              | Дуг Джеймс Джимми Карпентер Марк Казанофф Минди Эбейр Нэнси Райт |
| Премия Пайнтопа Перкинса (блюзовый пианист года)             | Марша Болл                                                                  | Энтони Джерачи Брюс Катц Джеймс Пью Майк Финниган |
| Блюзовый вокалист                                            | Майкл Ледбеттер                                                             | Бет Харт Даниэль Николь Джанива Магнесс Шемекия Коупленд |
| Песня года                                                   | «No Mercy In This Land» автор Бен Харпер                                    | «Ain’t Got Time For Hate» — Джон Ханн и Уилл Кимбро «Angelina, Angelina» — Энтони Джерачи «Cognac» — Бадди Гай, Том Хэмбридж, Ричард Флеминг «The Ice Queen» — Сью Фоули                                                      |
| Альбом соул-блюза                                            | I’m Still Around Джонни Роулс                                               | Back In Business — Фрэнк Бей Every Soul’s A Star — Дэйв Келлер Love Makes A Woman — The Kickerbocker All-Stars Reckoning — Билли Прайс                                                                                        |
| Исполнитель соул-блюза (женщина)                             | Анника Чамберс                                                              | Барбара Блу Кэнди Стейтон Торнетта Дэвис Уитни Шейн |
| Исполнитель соул-блюза (мужчина)                             | Шугарэй Рэйфорд                                                             | Фрэнк Бей Джонни Роулс Ви Вилли Уокер Уильям Белл |
| Альбом традиционного блюза                                   | The Blues Is Alive and Well Бадди Гай                                       | The High Cost of Low Living — Nick Moss Band и Деннис Грюнлинг The Luckiest Man — Ronnie Earl & The Broadcasters Tribute to Carey Bell — Lurrie Bell & the Bell Dynasty Why Did You Have To Go — Энтони Джерачи               |
| Премия Коко Тейлор (исполнитель традиционного блюза-женщина) | Рути Фостер                                                                 | Фиона Бойес Линдсей Бивер Сью Фоули Труди Линн |
| Исполнитель традиционного блюза                              | Ник Мосс                                                                    | Энтони Джерачи Седрик Бёрнсайд Джеймс Харман Льюрри Белл |

## 2020
Количество номинаций вновь выросло до 26, добавлена категория „Архивный блюзовый альбом“ в которой победитель был объявлен без номинантов. В этом году взошла звезда Кристон „Кингфиш“ Ингрэма, который в свой дебют собрал пять побед, став лауреатом в номинациях „Альбом года“, „Лучший альбом начинающего исполнителя“, „Альбом современного блюза“, „Исполнитель современного блюза“ и „Блюзовый инструменталист — гитара“. Кроме того, Шугарэй Рэйфорд получил Премию Би Би Кинга, был признан исполнителем года соул-блюза, и получил ещё четыре номинации и Рик Эстрин, ставший лучшим харпером и получившим ещё пять номинаций.
| 2020 — 41st Blues Music Awards                               | 2020 — 41st Blues Music Awards              | 2020 — 41st Blues Music Awards |
| Номинация                                                    | Победитель                                  | Номинанты |
| ------------------------------------------------------------ | ------------------------------------------- | --- |
| Премия Би Би Кинга (артист года)                             | Шугарэй Рэйфорд                             | Билли Бранч Рик Эстрин Бобби Раш Мейвис Стейплз |
| Альбом года                                                  | Kingfish Кристон Ингрэм                     | Church of the Blues — Уотермелон Слим Hail to The Kings! — The Cash Box Kings The Preacher, The Politician Or The Pimp — Торонзо Кэннон Roots and Branches: The Songs of Little Walter — Billy Branch & The Sons of Blues |
| Группа года                                                  | Nick Moss Band                              | The Cash Box Kings Larkin Poe Rick Estrin and The Nightcats Southern Avenue Sugaray Rayford Band |
| Песня года                                                   | „Lucky Guy“ автор Ник Мосс                  | „Bleach Blonde Bottle Blues“ — Ребекка Ловелл „Resentment File“ — Rick Estrin and The Nightcats „Time To Get Movin’“ — Шугарэй Рэйфорд „The Wine Talkin’“ — The Cash Box Kings                                            |
| Альбом акустического блюза                                   | This Guitar and Tonight Боб Марголин        | Catfish Crawl — Кэтфиш Кит Confessin’ My Dues — Терри Робб Good as Your Last Dollar — Фрутленд Джексон Solo Ride — Брюс Катц                                                                                              |
| Лучший альбом начинающего исполнителя                        | Kingfish Кристон Ингрэм                     | Before Me — Бен Левин Folie a deux — Hudspeth & Taylor Spectacular Class — Джонтавиус Уиллис Through My Eyes — Джон Блюз Бойд                                                                                             |
| Альбом блюз-рока                                             | Masterpiece Альберт Кастилья                | Killin’ It Live — Tommy Castro & The Painkillers Reckless Heart — Джоан Шоу Тейлор Survivor Blues — Уолтер Траут Up and Rolling — North Mississippi Allstars                                                              |
| Альбом современного блюза                                    | Kingfish Кристон Ингрэм                     | Contemporary — Rick Estrin and The Nightcats Don’t Pass Me By: A Tribute to Sean Costello — сборник The Preacher, The Politician Or The Pimp' — Торонзо Кэннон Venom & Faith — Larkin Poe                                 |
| Альбом соул-блюза                                            | Sitting on Top of the Blues Бобби Раш       | Dog Eat Dog — Билли Прайс Keep On — Southern Avenue Real Street — Тад Робинсон Somebody Save Me — Шугарэй Рэйфорд |
| Альбом традиционного блюза                                   | Lucky Guy! Nick Moss Band и Деннис Грюнлинг | Church of the Blues — Уотермелон Слим Hail To The Kings! — he Cash Box Kings Roots and Branches: The Songs of Little Walter — Billy Branch & The Sons of Blues Spectacular Class — Джонтавиус Уиллис                      |
| Исполнитель акустического блюза                              | Дуг Маклауд                                 | Эрик Бибб Гай Дэвис Рианнон Гидденс Фрутленд Джексон |
| Исполнитель блюз-рока                                        | Эрик Гейлс                                  | Альберт Кастилья Томми Кастро Эллис Тинсли Уолтер Траут |
| Исполнитель современного блюза (женщина)                     | Шемекия Коупленд                            | Дайан Блу Ванесса Кольер Саманта Фиш Джанива Магнесс |
| Исполнитель современного блюза (мужчина)                     | Кристон Ингрэм                              | Торонзо Кэннон Гари Кларк Лютер Дикинсон Рик Эстрин |
| Исполнитель соул-блюза (женщина)                             | Бетти Лаветт                                | Анника Чамберс Торнетта Дэвис Терри Одаби Ванеса Томас |
| Исполнитель соул-блюза (мужчина)                             | Шугарэй Рэйфорд                             | Билли Прайс Тад Робинсон Кёртис Сальгадо Ви Вилли Уокер |
| Премия Коко Тейлор (исполнитель традиционного блюза-женщина) | Сью Фоули                                   | Рори Блок Мэри Лэйн Труди Линн Тини Такер |
| Исполнитель традиционного блюза                              | Джимми Вон                                  | Льюрри Белл Билли Бранч Джон Праймер Джонтавиус Уиллис |
| Блюзовый бас-гитарист                                        | Майкл Уорд                                  | Вилли Кэмпбелл Патрик Ринн Билл Стюв Ларри Тейлор |
| Блюзовый барабанщик                                          | Седрик Бёрнсайд                             | Тони Браунагель Джун Коре Деррик Мартин Кенни Смит |
| Блюзовый инструменталист — гитара                            | Кристон Ингрэм                              | Кид Андерсен Лора Чавес Джуниор Уотсон Монстр Майк Уэлш |
| Блюзовый инструменталист — гармоника                         | Рик Эстрин                                  | Билли Бранч Деннис Грюнлинг Брэндон Сантини Ким Уилсон |
| Блюзовый инструменталист — духовые                           | Ванесса Коллер                              | Минди Эбейр Джимми Карпентер Trombone Shorty Нэнси Райт |
| Премия Пайнтопа Перкинса (блюзовый пианист года)             | Виктор Уэйнрайт                             | Энтони Джераси Брюс Катц Дэйв Киз Джеймс Пью |
| Блюзовый вокалист                                            | Мейвис Стейплз                              | Шемекия Коупленд Шугарэй Рэйфорд Кёртис Сальгадо Дон Тайлер Уотсон |
| Архивный блюзовый альбом                                     | Cadillac Baby’s Bea & Baby Records сборник  | — |

## 2021
В 2021 году были исключены номинации „Архивный альбом“ и „Лучший альбом начинающего исполнителя“ Шемекия Коупленд стала лауреатом в номинациях „Альбом года“ и „Альбом современного блюза“, получила премию Би Би Кинга и получила ещё две номинации, Джон Немет и Шуга Рэй Норсиа лично и в составе группы получили по пять номинаций.
| 2021 — 42nd Blues Music Awards                               | 2021 — 42nd Blues Music Awards                             | 2021 — 42nd Blues Music Awards |
| Номинация                                                    | Победитель                                                 | Номинанты |
| ------------------------------------------------------------ | ---------------------------------------------------------- | --- |
| Премия Би Би Кинга (артист года)                             | Шемекия Коупленд                                           | Рик Эстрин Джон Немет Шугарэй Рэйфорд Эд Уильямс |
| Альбом года                                                  | 100 Years of Blues Элвин Бишоп и Чарли Масселуайт          | Rawer Than Raw — Бобби Раш Rise Up — Ronnie Earl & The Broadcasters Too Far From The Bar — Sugar Ray & The Bluetones с Литтл Чарли Uncivil War — Шемекия Коупленд           |
| Группа года                                                  | Rick Estrin and The Nightcats                              | Anthony Geraci & The Boston Blues Allstars John Németh & The Blue Dreamers Southern Avenue Sugar Ray & The Bluetones                                                        |
| Песня года                                                   | „All Out of Tears“ Уолтер Траут                            | „All My Dues Are Paid“ — Фрэнк Бей „Blues Comin’ On“ — Дион и Джо Бонамасса „Is It Over“ — Дон Брайант „Uncivil War“ — Шемекия Коупленд                                     |
| Альбом акустического блюза                                   | Rawer Than Raw Бобби Раш                                   | Dustin Arbuckle & Matt Woods — Дастин Арбакл и Мэтт Вудс Prove It On Me — Рори Блок Three Pints of Gin — Ричард Фаррелл Traveling Man (Live) — Уотермелон Слим              |
| Альбом блюз-рока                                             | 'Rock ‘n’ Roll Tribute: A Tribute to Chuck Berry Майк Зито | Ain’t Done Yet — Savoy Brown Ice Cream In Hell — Тинсли Эллис Mississippi Suitcase — Питер Парсек Ordinary Madness — Уолтер Траут                                           |
| Альбом современного блюза                                    | Uncivil War Шемекия Коупленд                               | Cry Out — Кэт Риггинс My Blues Pathway — Кирк Флетчер Self Made Man — Larkin Poe Stronger Than Strong — Джон Немет                                                          |
| Альбом соул-блюза                                            | That’s What I Heard Robert Cray Band                       | All My Dues Are Paid — Фрэнк Бей Found! One Soul Singer — Сонни Грин Where Have All The Soul Men Gone — Джонни Роулс You Make Me Feel — Дон Брайант                         |
| Альбом традиционного блюза                                   | 100 Years of Blues Элвин Бишоп и Чарли Масселуайт          | Blueswoman — Нора Жан Брусо Every Day of Your Life — Джимми Джонсон Rise Up — Ronnie Earl & The Broadcasters Too Far From The Bar — Sugar Ray & The Bluetones с Литтл Чарли |
| Исполнитель акустического блюза                              | Keb’ Mo’                                                   | Джон Флемонс Катфиш Кит Харрисон Кеннеди Дуг Маклауд |
| Исполнитель блюз-рока                                        | Майк Зито                                                  | Эллис Тинсли Реверенд Пейтон Ана Попович |
| Исполнитель современного блюза (женщина)                     | Шемекия Коупленд                                           | Саманта Фиш Сью Фоули Рути Фостер Шон Мёрфи |
| Исполнитель современного блюза (мужчина)                     | Кристон Ингрэм                                             | Селвин Бёрчвуд Крис Кейн Рик Эстрин Джон Пол Соарс |
| Исполнитель соул-блюза (женщина)                             | Бетти Лаветт                                               | Анника Чамберс Торнетта Дэвис Дороти Мур Терри Одаби |
| Исполнитель соул-блюза (мужчина)                             | Кёртис Сальгадо                                            | Уильям Белл Дон Брайант Джон Немет Джонни Роулс |
| Премия Коко Тейлор (исполнитель традиционного блюза-женщина) | Рори Блок                                                  | Рианнон Гидденс Дайунна Гринлиф Труди Линн Тини Такер |
| Исполнитель традиционного блюза                              | Джон Праймер                                               | Билли Бранч Шуга Рэй Норсиа Джонтавиус Уиллис Ким Уилсон |
| Блюзовый бас-гитарист                                        | Даниэль Николь                                             | Вилли Кэмпбелл Ларри Фулчер Патрик Ринн Майкл Уорд |
| Блюзовый барабанщик                                          | Кенни Смит                                                 | Тони Браунагель Джун Коре Деррик Мартин Бернард Пюрди |
| Блюзовый инструменталист — гитара                            | Кристон Ингрэм                                             | Кид Андерсен Крис Кейн Лора Чавес Кирк Флетчер |
| Блюзовый инструменталист — гармоника                         | Ким Уилсон                                                 | Билли Бранч Рик Эстрин Деннис Грюнлинг Джейсон Риччи |
| Блюзовый инструменталист — духовые                           | Джимми Карпентер                                           | Минди Эбейр Даг Джеймс Марк Казанофф Нэнси Райт |
| Премия Пайнтопа Перкинса (блюзовый пианист года)             | Энтони Джераси                                             | Майк Финниган Джонни Игуана Брюс Катц Джеймс Пью |
| Блюзовый вокалист                                            | Рути Фостер                                                | Торнетта Дэвис Джон Немет Шуга Рэй Норсиа Шугарэй Рэйфорд |

## 2022
В 2022 году была возвращена номинация «Лучший альбом начинающего исполнителя». В этом году Томми Кастро собрал награды «Альбом года», «Группа года», «Премия Би Би Кинга (артист года)» и получил ещё две номинации.
| 2022 — 43rd Blues Music Awards                               | 2022 — 43rd Blues Music Awards                                                           | 2022 — 43rd Blues Music Awards |
| Номинация                                                    | Победитель                                                                               | Номинанты |
| ------------------------------------------------------------ | ---------------------------------------------------------------------------------------- | --- |
| Премия Би Би Кинга (артист года)                             | Томми Кастро                                                                             | Эрик Гейл Кастро Коулмен Джон Пол Соарс Шугарэй Рэйфорд |
| Альбом года                                                  | Tommy Castro Presents A Bluesman Came To Town Томми Кастро                               | Not In My Lifetime — Ви Вилли Уокер и The Anthony Paule Soul Orchestra Holler If You Hear Me — Altered Five Blues Band Pinky’s Blues — Сью Фоули Raisin’ Cain — Крис Кейн                             |
| Группа года                                                  | Tommy Castro & The Painkillers                                                           | J.P. Soars and the Red Hots Anthony Paule Soul Orchestra Lil’ Ed & the Blues Imperials Sugaray Rayford Band                                                                                           |
| Песня года                                                   | "«I’d Climb Mountains» Селвин Бёрчвуд                                                    | «Fragile Peace and Certain War» — Кэролин Уандерленд «Holler If You Hear Me» — Altered Five Blues Band «Real Good Lie» — Ви Вилли Уокер и The Anthony Paule Soul Orchestra «Somewhere» — Томми Кастро |
| Лучший альбом начинающего исполнителя                        | Live On Beale Street: A Tribute To Bobby «Blue» Bland Родд Бланд & The Members Only Band | GA-20 Does Hound Dog Taylor: Try It… You Might Like It — GA-20 Just Say The Word — Гейб Стиллманн Welcome To The Land — Memphissippi Sounds You Ain’t Unlucky — Вероника Льюис                        |
| Альбом акустического блюза                                   | Dear America Эрик Бибб                                                                   | Land of the Sky — Кэтфиш Кит Let’s Get Happy Together — Мария Малдор Let Loose Those Chains — Гектор Анчондо The Trio Sessions — EG Kight                                                             |
| Альбом блюз-рока                                             | 'Resurrection Майк Зито                                                                  | Alafia Moon — Дэймон Фаулер Dance Songs For Hard Times — The Reverend Peyton’s Big Damn Band Tinfoil Hat — Popa Chubby Unemployed Highly Annoyed — Джеремайя Джонсон                                  |
| Альбом современного блюза                                    | 662 Кристон Ингрэм                                                                       | Damage Control — Кёртис Сальгадо Holler If You Hear Me — Altered Five Blues Band Raisin’ Cain — Крис Кейн Tommy Castro Presents A Bluesman Came To Town — Томми Кастро                                |
| Альбом соул-блюза                                            | Long As I Got My Guitar Зак Хармон                                                       | Let’s Have A Party — Джеральд Макклендон Not In My Lifetime — Ви Вилли Уокер и The Anthony Paule Soul Orchestra You Get What You Give: Duets — Дэйв Келлер You Gotta Have It — Тиа Карролл            |
| Альбом традиционного блюза                                   | Pinky’s Blues Сью Фоули                                                                  | Be Ready When I Call You — Гай Дэвис Bob Corritore & Friends: Spider In My Stew — Боб Корритор Boogie w/ R.L. Boyce (Live) — Роберт Бойс Little Black Flies — Eddie 9V                                |
| Исполнитель акустического блюза                              | Keb’ Mo’                                                                                 | Эрик Бибб Кевин Бёрт Гай Дэвис Дуг Маклауд |
| Исполнитель блюз-рока                                        | Альберт Кастилья                                                                         | Томми Кастро Эллис Тинсли Ана Попович Джоан Шоу Тейлор |
| Исполнитель современного блюза (женщина)                     | Ванесса Кольер                                                                           | Торнетта Дэвис Рути Фостер Даниэль Николь Кэролин Уандерленд |
| Исполнитель современного блюза (мужчина)                     | Кристон Ингрэм                                                                           | Селвин Бёрчвуд Крис Кейн Кенни Нил Кастро Коулмен |
| Исполнитель соул-блюза (женщина)                             | Анника Чамберс                                                                           | Труди Линн Терри Одаби Кэт Риггинс Ванеса Томас |
| Исполнитель соул-блюза (мужчина)                             | Кёртис Сальгадо                                                                          | Уильям Белл Дон Брайант Джон Немет Джонни Роулс |
| Премия Коко Тейлор (исполнитель традиционного блюза-женщина) | Сью Фоули                                                                                | Рори Блок Рианнон Гидденс Дайунна Гринлиф EG Kight |
| Исполнитель традиционного блюза                              | Тадж Махал                                                                               | Седрик Бёрнсайд Джеймс Джонсон Шуга Рэй Норсиа Джонтавиус Уиллис |
| Блюзовый бас-гитарист                                        | Даниэль Николь                                                                           | Вилли Кэмпбелл Ларри Фулчер Джерри Джеммотт Скот Сазерленд |
| Блюзовый барабанщик                                          | Том Хэмбридж                                                                             | Дэнни Бэнкс Джун Коре Деррик Мартин Крис Пиет |
| Блюзовый инструменталист — гитара                            | Эрик Гейлс                                                                               | Кид Андерсен Крис Кейн Лора Чавес Энсон Фандерберг Джон Пол Соарс |
| Блюзовый инструменталист — гармоника                         | Джейсон Риччи                                                                            | Билли Бранч Боб Корритор Брэндон Сантини Ким Уилсон |
| Блюзовый инструменталист — духовые                           | Джимми Карпентер                                                                         | Минди Эбейр Марк Франклин Реджи Оливер Нэнси Райт |
| Премия Пайнтопа Перкинса (блюзовый пианист года)             | Майк Финниган                                                                            | Эден Брент Дэйв Киз Вероника Льюис Джеймс Пью |
| Блюзовый вокалист                                            | Джон Немет                                                                               | Торнетта Дэвис Рути Фостер Шугарэй Рэйфорд Кёртис Сальгадо |

## 2023
Количество номинаций осталось прежним. Джон Немет собрал семь наград, став лауреатом в номинациях «Альбом традиционного блюза» и «Блюзовый инструменталист — гармоника», а также получив ещё пять номинаций. Бадди Гай стал трижды лауреатом: «Альбом года», «Песня года» и «Альбом современного блюза».
| 2023 — 44th Blues Music Awards                               | 2023 — 44th Blues Music Awards   | 2023 — 44th Blues Music Awards |
| Номинация                                                    | Победитель                       | Номинанты |
| ------------------------------------------------------------ | -------------------------------- | --- |
| Премия Би Би Кинга (артист года)                             | Томми Кастро                     | Шугарэй Рэйфорд Эрик Гейлс Бобби Раш Кастро Коулмен Джон Пол Соарс                                                                                                  |
| Альбом года                                                  | The Blues Don’t Lie Бадди Гай    | Hard Times — Джон Праймер Done Come Too Far — Шемекия Коупленд May Be the Last Time — Джон Немет Leave the Light On — The Love Light Orchestra                      |
| Группа года                                                  | Tedeschi Trucks Band             | Anthony Geraci & The Boston Blues Allstars John Németh and the Blue Dreamers Rick Estrin and the Nightcats Southern Avenue                                          |
| Песня года                                                   | «The Blues Don’t Lie» Бадди Гай  | «Great Minds Drink Alike» — Altered Five Blues Band «I Want My Crown» — Эрик Гейлс «The Last Time» — Джон Немет «Too Far to Be Gone» — Шемекия Коупленд             |
| Лучший альбом начинающего исполнителя                        | Who Is He? Дилан Триплетт        | Scream, Holler & Howl — Blue Moon Marquee Drums, Roots & Steel — Дашоун Хикман Major League Blues — Хосе Рамирес Buchanan Lane — Йетс Маккендри                     |
| Альбом акустического блюза                                   | Mississippi Son Чарли Масселуайт | The Insurrection Blues — Кори Харрис Acoustic Burnside — Дуэйн Бёрнсайд Thanks for Tomorrow — Харрисон Кеннеди Ain’t Nobody Worried — Рори Блок                     |
| Альбом блюз-рока                                             | 'I Got Love Альберт Кастилья     | Highs & Lows — Бернард Эллисон Open Road — Колин Джеймс Crown — Эрик Гейлс Devil May Care — Элли Тинсли                                                             |
| Альбом современного блюза                                    | The Blues Don’t Lie Бадди Гай    | I Ain’t Playin’ — Дайунна Гринлиф Hard to Kill — Джанива Магнесс Blues Without You — Ларри Маккрей Done Come Too Far — Шемекия Коупленд                             |
| Альбом соул-блюза                                            | In Too Deep Шугарэй Рэйфорд      | Progeny — Кэт Риггинс Heartache by the Pound — Кирк Флетчер Leave the Light On — The Love Light Orchestra Golden Girl — Труди Линн                                  |
| Альбом традиционного блюза                                   | May Be the Last Time Джон Немет  | Straight From the Heart — Кенни Нил Bob Borritore & Friends: You Shocked Me — Боб Корритор They Called it Rhythm & Blues — Дьюк Робиллард Hard Times — Джон Праймер |
| Исполнитель акустического блюза                              | Дуг Маклауд                      | Гай Дэвис Харрисон Кеннеди Рианнон Гидденс Рори Блок |
| Исполнитель блюз-рока                                        | Альберт Кастилья                 | Уолтер Траут Томми Кастро Джоан Шоу Тейлор Эллис Тинсли |
| Исполнитель современного блюза (женщина)                     | Рути Фостер                      | Бет Харт Джанива Магнесс Тереза Джеймс Ванесса Кольер |
| Исполнитель современного блюза (мужчина)                     | Кристон Ингрэм                   | Селвин Бёрчвуд Крис Кейн Ронни Брукс Кастро Коулмен |
| Исполнитель соул-блюза (женщина)                             | Торнетта Дэвис                   | Анника Чамберс Труди Линн Кэт Риггинс Ванеса Томас |
| Исполнитель соул-блюза (мужчина)                             | Кёртис Сальгадо                  | Джон Немет Джонни Роулс Дон Брайант Билли Прайс |
| Премия Коко Тейлор (исполнитель традиционного блюза-женщина) | Сью Фоули                        | Дейтра Фарр Дайунна Гринлиф Рианнон Гидденс Рори Блок |
| Исполнитель традиционного блюза                              | Джон Праймер                     | Билли Бранч Дьюк Робиллард Джонни Бёргин Шуга Рэй Норсиа |
| Блюзовый бас-гитарист                                        | Даниэль Николь                   | Боб Строджер Ларри Фулчер Майкл Уорд Вилли Кэмпбелл |
| Блюзовый барабанщик                                          | Кенни Смит                       | Крис Лейтон Коди Дикинсон Деррик Мартин Тони Браунагель |
| Блюзовый инструменталист — гитара                            | Лора Чавес                       | Крис Кейн Кид Андерсен Джоанна Коннор Кирк Флетчер |
| Блюзовый инструменталист — гармоника                         | Джон Немет                       | Билли Бранч Боб Корритор Джейсон Риччи Деннис Грюнлинг |
| Блюзовый инструменталист — духовые                           | Динна Богарт                     | Грегг Пикколо Джимми Карпентер Марк Казанофф Сакс Гордон |
| Премия Пайнтопа Перкинса (блюзовый пианист года)             | Энтони Джераси                   | Бен Левин Дэйв Киз Джеймс Пью Кенни Уэйн |
| Блюзовый вокалист                                            | Шемекия Коупленд                 | Кёртис Сальгадо Даниэль Николь Дайунна Гринлиф Джон Немет |

## 2024
Количество номинаций осталось прежним. Кристон Ингрэм стал четырёхкратным лауреатом, победив в категориях «Альбом года», «Альбом современного блюза», «Исполнитель современного блюза», «Блюзовый инструменталист — гитара». Ник Мосс с группой стал лауреатом номинации «Группа года» и получил ещё четыре номинации.
| 2024 — 45th Blues Music Awards                               | 2024 — 45th Blues Music Awards                                | 2024 — 45th Blues Music Awards |
| Номинация                                                    | Победитель                                                    | Номинанты |
| ------------------------------------------------------------ | ------------------------------------------------------------- | --- |
| Премия Би Би Кинга (артист года)                             | Бобби Раш                                                     | Бет Харт Эд Уильямс Кастро Коулмен Ванесса Кольер |
| Альбом года                                                  | Live In London Кристон Ингрэм                                 | Teardrops From Magic Slim — Джон Праймер SoulFunkn’Blues — Blackburn Brothers Soul Side of Sipp — Кастро Коулмен Get Your Back Into It! — Nick Moss Band и Деннис Грюнлинг |
| Группа года                                                  | Nick Moss Band                                                | Larkin Poe Selwyn Birchwood Band Southern Avenue Tedeschi Trucks Band |
| Песня года                                                   | «What Kind Of Fool» Рути Фостер, Хэдден Сэйерс, Скотти Миллер | «Bobby’s Blues» — Брук Блэкбёрн «Horns Below Her Halo» — Селвин Бёрчвуд «Midnight Heat» — Том Хэмбридж и Ричард Флеминг «The Bait In the Snare» — Ник Мосс                 |
| Лучший альбом начинающего исполнителя                        | The Right Man D.K. Harrell                                    | When the Levee Breaks: The Music of Memphis Minnie — Кэндис Айвори Up Next — Матиас Латтин Everybody’s Buddy — Ник Кларк Motel Mississippi — Тони Холидэй                  |
| Альбом акустического блюза                                   | Raw Blues 1 Даг Маклауд                                       | Wild Ox Moan — Кэтфиш Кит Sticks & Strings — EG Kight Ridin’ the Blinds — Hudspeth & Taylor Ghost Hymns — Уильям Ли Эллис                                                  |
| Альбом блюз-рока                                             | 'Blood Brothers Майк Зито/Альберт Кастилья                    | Power — Ана Попович Writing On The Wall — Коко Монтойя Blues Deluxe Vol. 2 — Джо Бонамасса What Key Is Trouble In? — Ник Шнебелен                                          |
| Альбом современного блюза                                    | Live In London Кристон Ингрэм                                 | Ridin’ — Эрик Бибб Behind The Veil — Jason Ricci and the Bad Kind Healing Time — Рути Фостер Exorcist — Селвин Бёрчвуд                                                     |
| Альбом соул-блюза                                            | All My Love For You Бобби Раш                                 | Stuff I’ve Been Through — Алабама Майк SoulFunkin’Blues — Blackburn Brothers Walking Heart Attack — Джонни Роулз Soul Side of Sipp — Кастро Коулмен                        |
| Альбом традиционного блюза                                   | Teardrops From Magic Slim Джон Праймер                        | Nothing But Time — Майк Уэлш Get Your Back Into It! — Nick Moss Band и Деннис Грюнлинг Savoy — Тадж Махал Oscar’s Motel — The Cash Box Kings                               |
| Исполнитель акустического блюза                              | Keb’ Mo’                                                      | Кэтфиш Кит Даг Маклауд Эрик Бибб Кевин Бёрт |
| Исполнитель блюз-рока                                        | Майк Зито                                                     | Ана Попович Джо Бонамасса Кенни Уэйн Шеппард Уоррен Хейнс |
| Исполнитель современного блюза (женщина)                     | Даниэль Николь                                                | Кэролин Уандерленд Джанива Магнесс Тереза Джеймс Ванесса Кольер |
| Исполнитель современного блюза (мужчина)                     | Кристон Ингрэм                                                | Крис Кейн Маркиз Нокс Кастро Коулмен Селвин Бёрчвуд |
| Исполнитель соул-блюза (женщина)                             | Анника Чамберс Торнетта Дэвис                                 | Кэт Риггинс Терри Одаби Торнетта Дэвис Труди Линн |
| Исполнитель соул-блюза (мужчина)                             | Джон Немет                                                    | Алабама Майк Билли Прайс Джонни Роулс Уильям Белл |
| Премия Коко Тейлор (исполнитель традиционного блюза-женщина) | Сью Фоули                                                     | Дайунна Гринлиф Рианнон Гидденс Шон Мёрфи Тини Такер |
| Исполнитель традиционного блюза                              | Джон Праймер                                                  | Билли Бранч Седрик Бёрнсайд Джонтавиус Уиллис Ник Мосс |
| Блюзовый бас-гитарист                                        | Боб Строджер                                                  | Ларри Фулчер Майкл Уорд Родриго Монтовани Вилли Уикс |
| Блюзовый барабанщик                                          | Кенни Смит                                                    | Деррик Мартин Джун Коре Том Хэмбридж Тони Браунагель |
| Блюзовый инструменталист — гитара                            | Кристон Ингрэм Лора Чавес                                     | Кид Андерсен Дэвид Тракс Лора Чавес Сью Фоули |
| Блюзовый инструменталист — гармоника                         | Джейсон Риччи                                                 | Билли Бранч Боб Корритор Деннис Грюнлинг Ким Уилсон |
| Блюзовый инструменталист — духовые                           | Ванесса Кольер Джимми Карпентер                               | Динна Богарт Джимми Карпентер Марк Казанофф Trombone Shorty |
| Премия Пайнтопа Перкинса (блюзовый пианист года)             | Кенни Уэйн                                                    | Бен Левин Дэйв Киз Джеймс Пью Митч Вуд |
| Блюзовый вокалист                                            | Рути Фостер                                                   | Билли Прайс Дайунна Гринлиф Джон Немет Шемекия Коупленд |

## 2025
Количество номинаций осталось прежним. Звездой церемонии стал Ронни Бейкер Брукс, ставший лауреатом в трёх номинациях и претендентом на награду ещё в одной.
| 2025 — 46th Blues Music Awards                               | 2025 — 46th Blues Music Awards                  | 2025 — 46th Blues Music Awards |
| Номинация                                                    | Победитель                                      | Номинанты |
| ------------------------------------------------------------ | ----------------------------------------------- | --- |
| Премия Би Би Кинга (артист года)                             | Кастро Коулмен                                  | Дьюк Робиллард Рик Эстрин Шемекия Коупленд Шугарэй Рэдфорд |
| Альбом года                                                  | Blame It On Eve Шемекия Коупленд                | Fine By Me — Кёртис Сальгадо Hill Country Love — Седрик Бёрнсайд Person of Interest — Билли Прайс What Are You Waiting For? — Anthony Paule Soul Orchestra с участием Вилли Джордана          |
| Группа года                                                  | Rick Estrin and the Nightcats                   | Anthony Paule Soul Orchestra John Nemeth and the Blue Dreamers Nick Moss Band Southern Avenue                                                                                                 |
| Песня года                                                   | «Blues In My DNA» Ронни Бейкер Брукс            | «Blues For My Dad» — Крис Кейн «Mama, I Love you» — Альберт Кастилья «Tough Mother» — Шемекия Коупленд «Watch the World Go By» — Эден Брент                                                   |
| Лучший альбом начинающего исполнителя                        | Revelation Piper & The Hard Times               | 8000 Miles to the Crossroads — Пракаш Слим Carry On — Дестини Роулз Drifter — Джовайн Уэбб Go Be Free — Сонни Галлаж                                                                          |
| Альбом акустического блюза                                   | One Guitar Woman Сью Фоули                      | Naked Truth — Эллис Тинсли Raw Blues 2 — Даг Маклеод The Legend of Sugarbelly — Гай Дэвис Things Done Changed — Джеррон Пакстон                                                               |
| Альбом блюз-рока                                             | Life is Hard Майк Зито                          | About Time — Деннис Джонс Broken — Уолтер Траут Righteous Souls — Альберт Кастилья Struck Down — The Fabulous Thunderbirds                                                                    |
| Альбом современного блюза                                    | Blues In My DNA Ронни Бейкер Брукс              | Blame It On Eve — Шемекия Коупленд Do It My Own Way — Ванесса Колльер Good Intentions Gone Bad — Крис Кейн The Hits Keep Coming — Rick Estrin and the Nightcats                               |
| Альбом соул-блюза                                            | Fine By Me Кёртис Сальгадо                      | Human Decency — Шугарэй Рэдфорд Person of Interest — Билли Прайс REVIVAL — Kat Riggins & Her Blues Revival What Are You Waiting For? — Anthony Paule Soul Orchestra с участием Вилли Джордана |
| Альбом традиционного блюза                                   | Crawlin’ ’Kingsnake Джон Праймер и Боб Корритор | Getaway Blues — Эден Брент HAPPY HOUR — Митч Вудс Hill Country Love — Седрик Бёрнсайд Roll With Me — Дьюк Робиллард                                                                           |
| Исполнитель акустического блюза                              | Keb’ Mo’                                        | Даг Маклеод Эрик Бибб Гай Дэвис Кевин Бёрт |
| Исполнитель блюз-рока                                        | Томми Кастро                                    | Альберт Кастилья Майк Зито Таб Бенуа Уолтер Траут |
| Исполнитель современного блюза (женщина)                     | Рути Фостер                                     | Бет Харт Кэролин Уандерленд Даниэль Николь Ванесса Колльер |
| Исполнитель современного блюза (мужчина)                     | Ронни Бейкер Брукс                              | Крис Кейн Джонни Сансон Майк Зито Кастро Коулмен |
| Исполнитель соул-блюза (женщина)                             | Торнетта Дэвис                                  | Анника Чамберс Кэндис Айвори Кэт Риггинс Ванис Томас |
| Исполнитель соул-блюза (мужчина)                             | Кёртис Сальгадо                                 | Алабама Майк Билли Прайс Джонни Роулс Уильям Белл |
| Премия Коко Тейлор (исполнитель традиционного блюза-женщина) | Сью Фоули                                       | Дайунна Гринлиф Эден Брент Рианнон Гидденс Тини Такер |
| Исполнитель традиционного блюза                              | Джон Праймер                                    | Седрик Бёрнсайд Дьюк Робиллард Джимми Вон Джонтавиус Уиллис |
| Блюзовый бас-гитарист                                        | Боб Строджер                                    | Бенни Тёрнер Джерри Джеммотт Майкл Уорд Родриго Монтовани |
| Блюзовый барабанщик                                          | Кенни Смит                                      | Крис Пит Деррик Мартин Джун Коре Тони Браунагель |
| Блюзовый инструменталист — гитара                            | Кристон Ингрэм                                  | Крис Кейн Кристофер Андерссон Эрик Гейлс Ронни Бейкер Брукс |
| Блюзовый инструменталист — гармоника                         | Билли Бранч                                     | Боб Корриторр Ким Уилсон Марк Хаммел Рик Эстрин |
| Блюзовый инструменталист — духовые                           | Ванесса Коллье                                  | Джимми Карпентер Даг Джеймс Динна Богарт Trombone Shorty |
| Премия Пайнтопа Перкинса (блюзовый пианист года)             | Эден Брент                                      | Энтони Джераси Бен Левин Брюс Катц Митч Вуд |
| Блюзовый вокалист                                            | Рути Фостер                                     | Бет Харт Билли Прайс Кёртис Сальгадо Даниэль Николь |